# Photo-guide naturaliste sous-marin de la Grande Barrière de corail

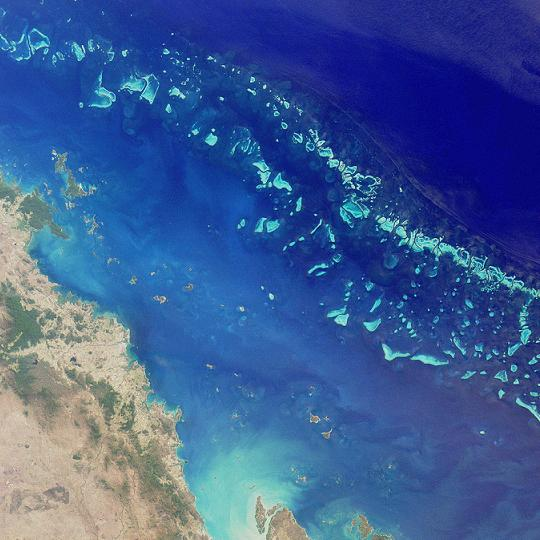
Grande barrière, vue aérienne.

La Grande Barrière de corail (en anglais : Great Barrier Reef) est le plus grand récif corallien du monde, comptant plus de 2 900 récifs et 900 îles s'étirant de Bundaberg à la pointe du Cap York soit plus de 2 600 kilomètres sur une superficie de 344 400 km². Le récif se situe en Mer de Corail au large du Queensland, en Australie.
Une large partie du récif est protégée par le Great Barrier Reef Marine Park, qui aide à limiter l'impact de l'activité humaine tels que la pêche et le tourisme. D'autres pressions environnementales sur le récif et son écosystème incluent le ruissellement, le changement climatique qui accompagne le blanchissement des coraux et le débordement de la population cyclique de l'Acanthaster planci. Selon une étude publiée en octobre 2012 par la revue scientifique américaine Proceedings of the National Academy of Sciences, le récif a perdu plus de la moitié de sa surface corallienne depuis 1985.
Cet article, loin d'être exhaustif, se propose d'illustrer quelques-unes des espèces susceptibles d’être rencontrées dans les lagons pour chacun des principaux groupes d'animaux marins macroscopiques.

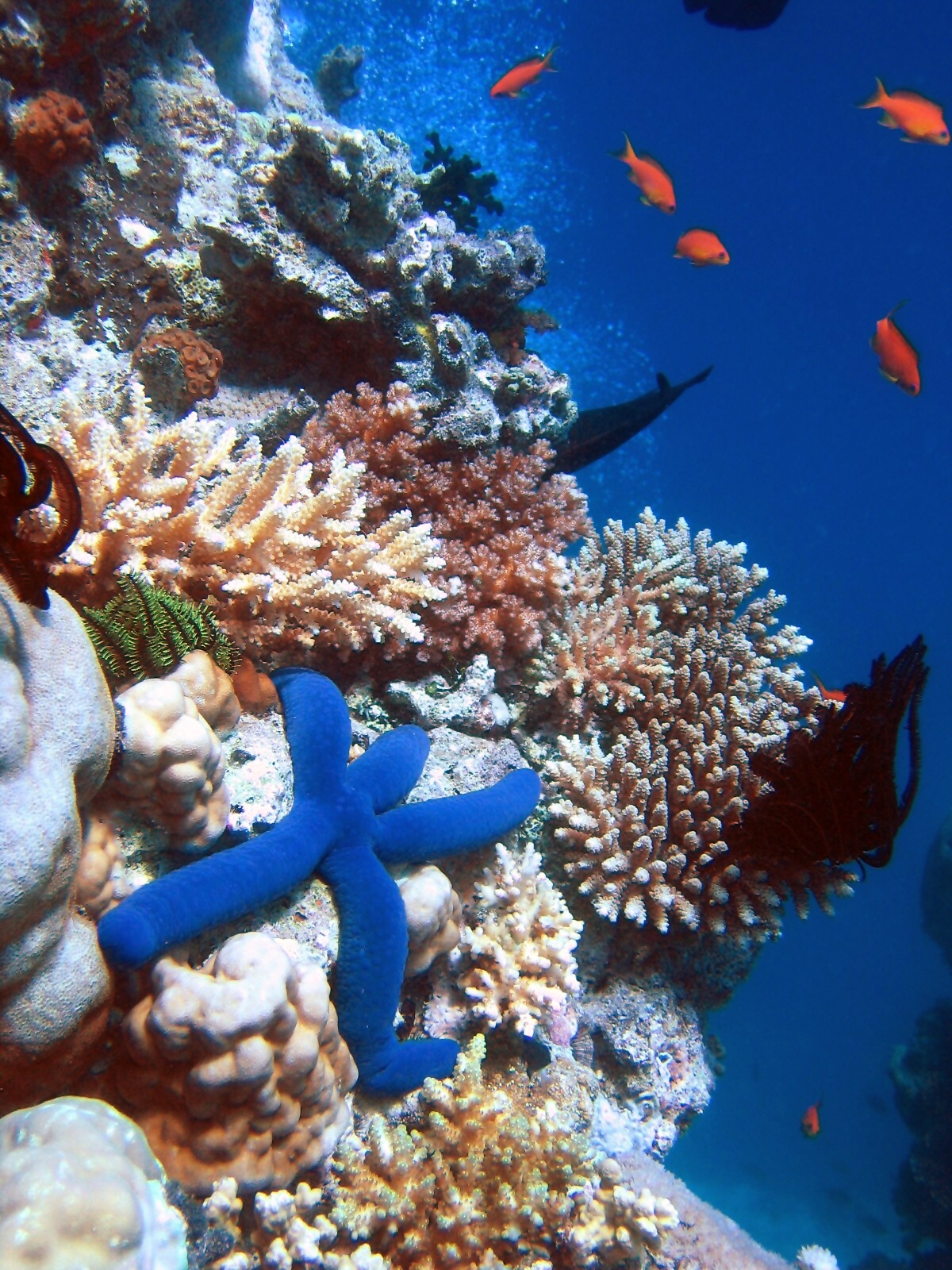
Vue du récif

## Guide photos

### Biotope

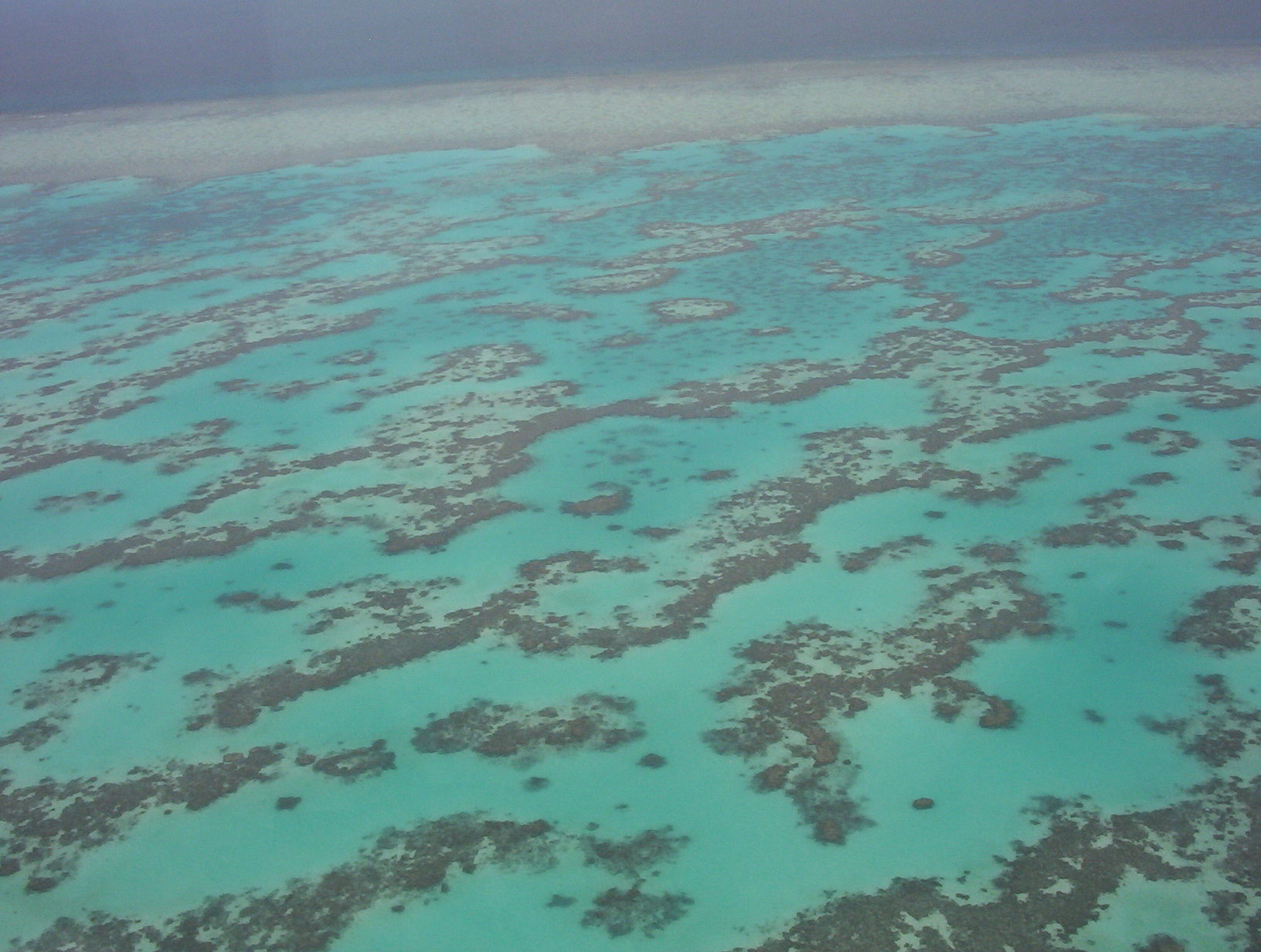
Grande barrière, vue d'hélicoptère

### Éponges

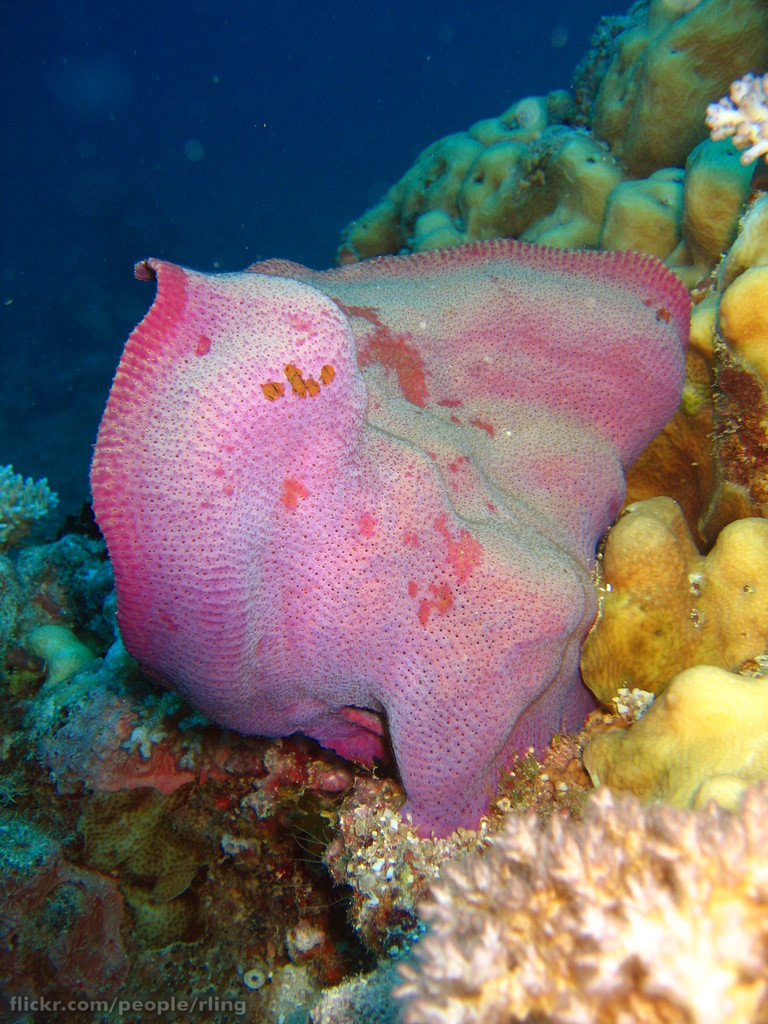
Ianthella basta

### Cnidaires

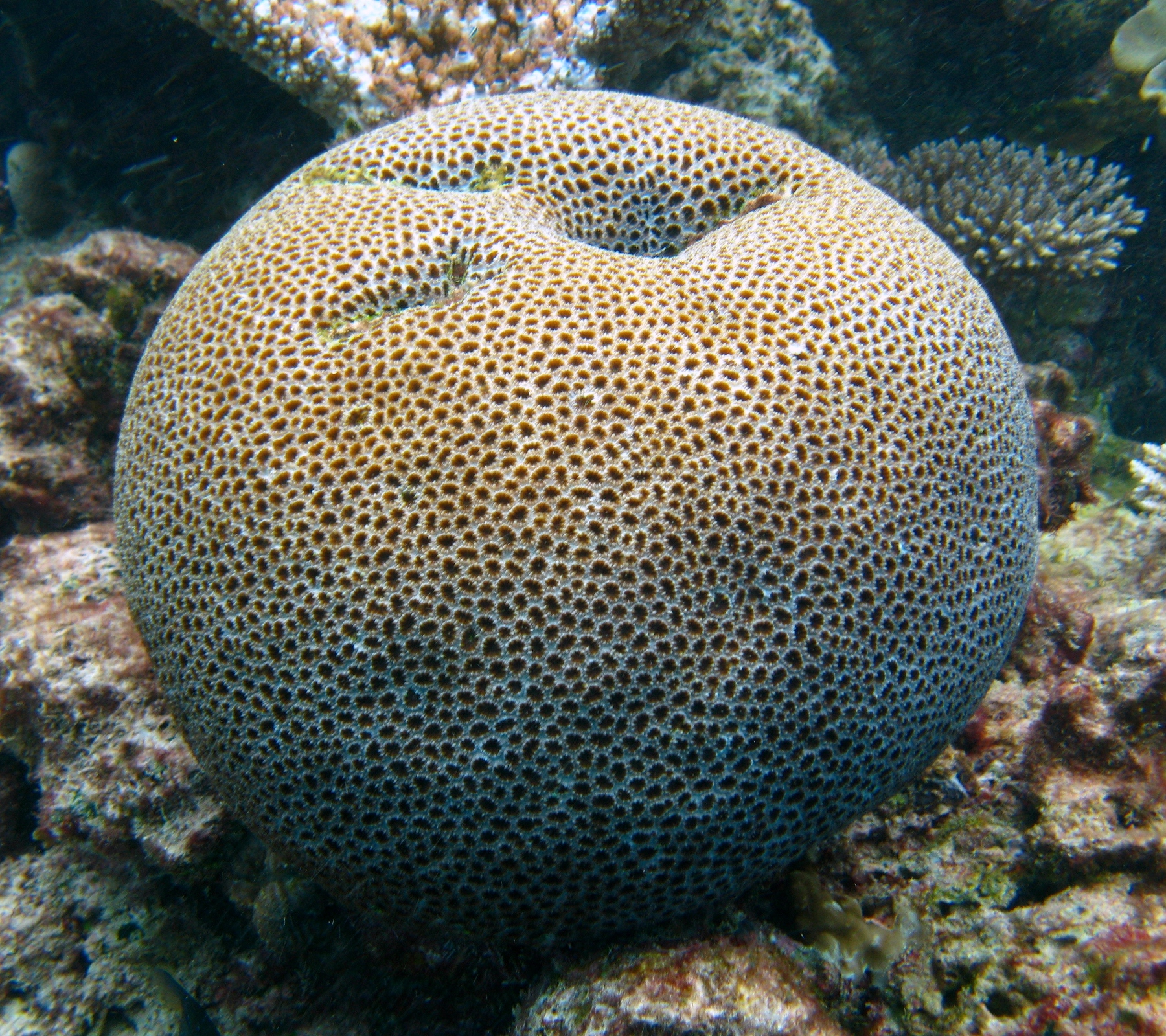
Faviidae sp.
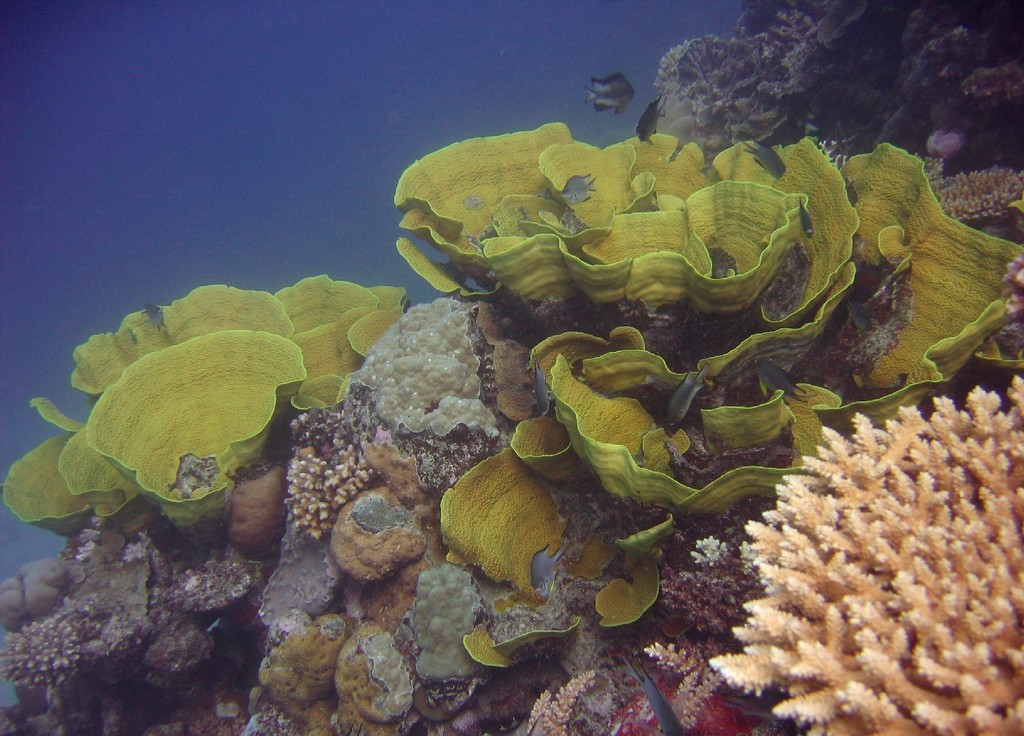
Turbinaria mesenterina
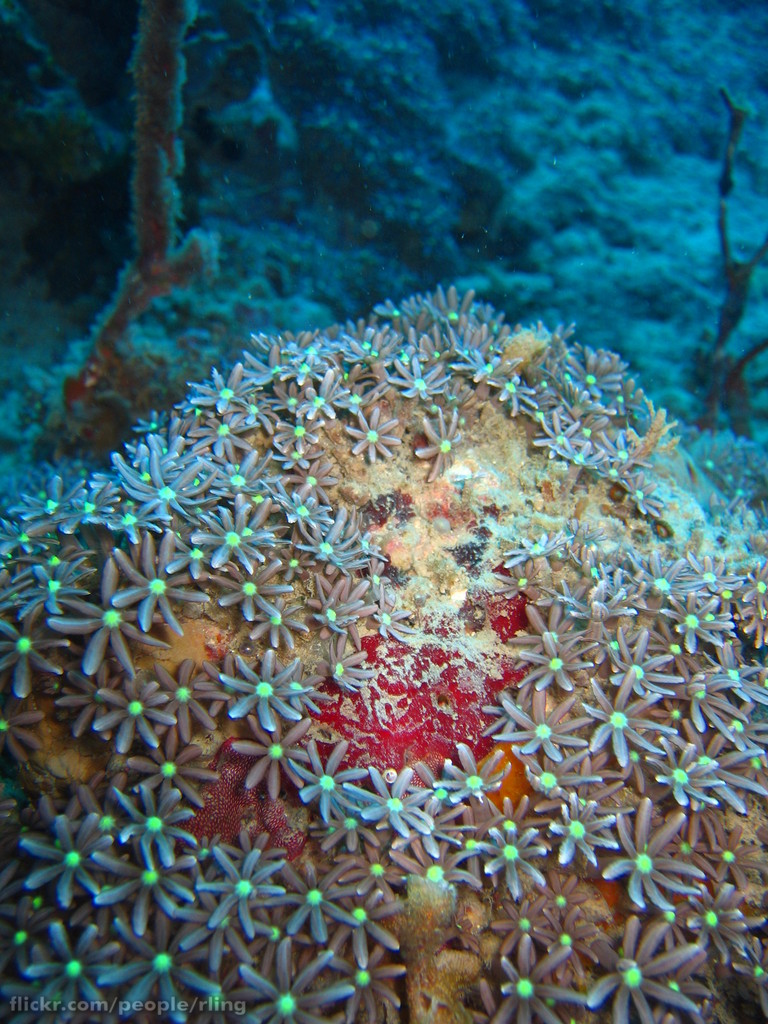
Knopia octocontacanalis
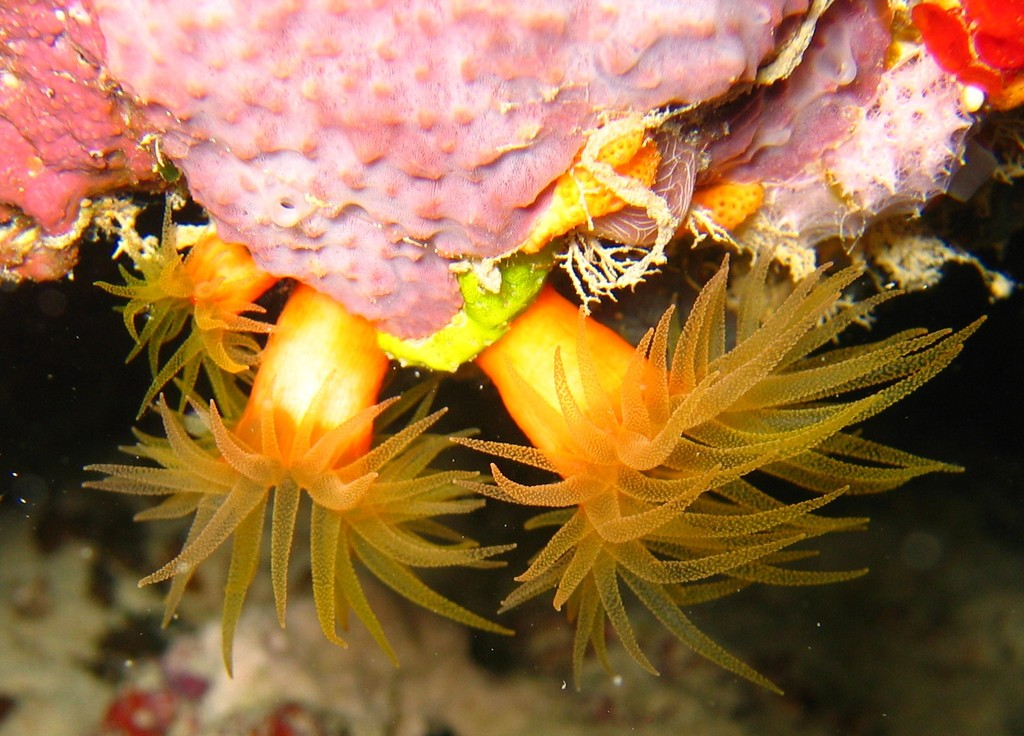
Tubastraea faulkneri

### Vers

#### Plathelminthes

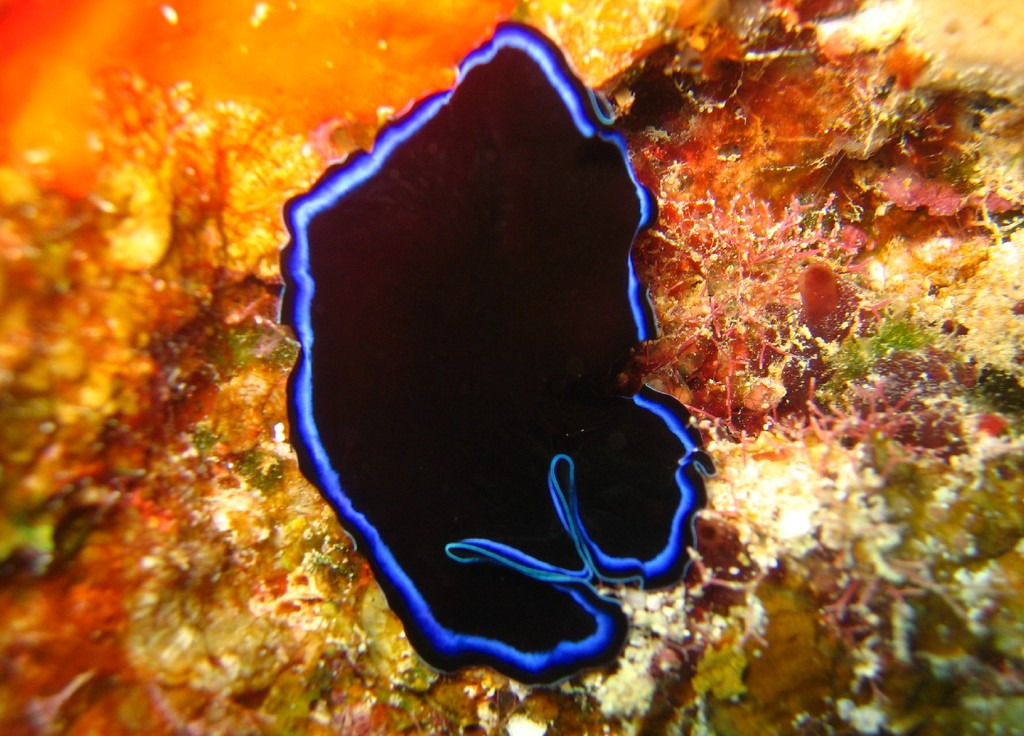
Pseudobiceros sapphirinus

#### Polychètes

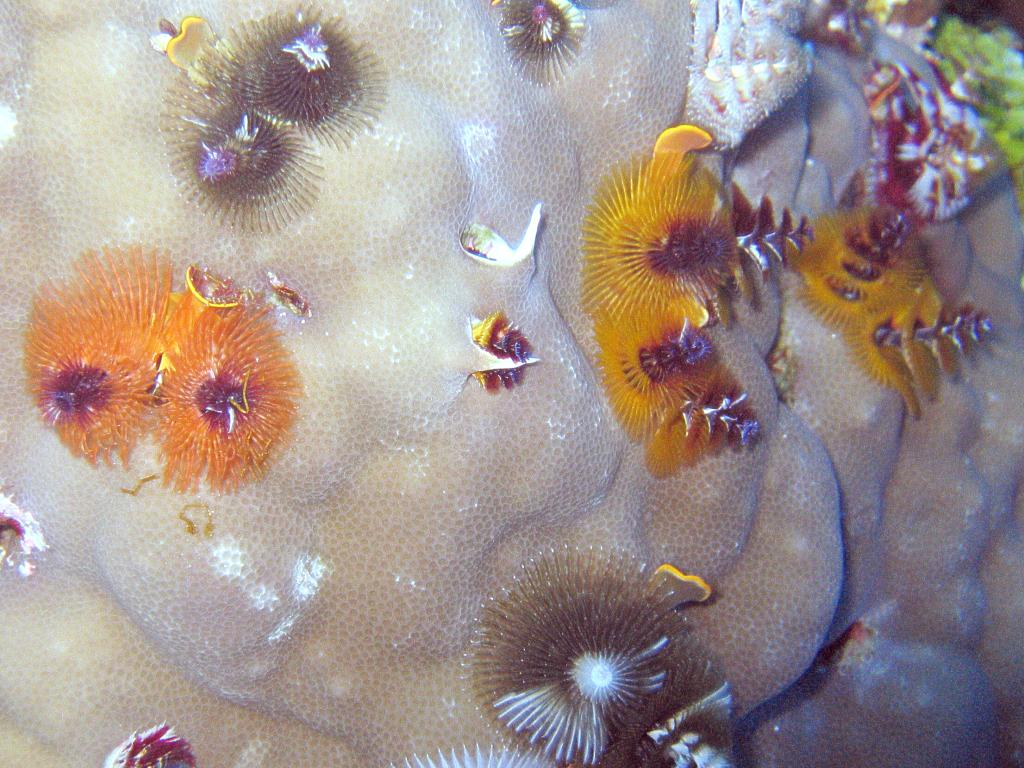
Spirobranchus giganteus

## Mollusques

### Gastéropodes

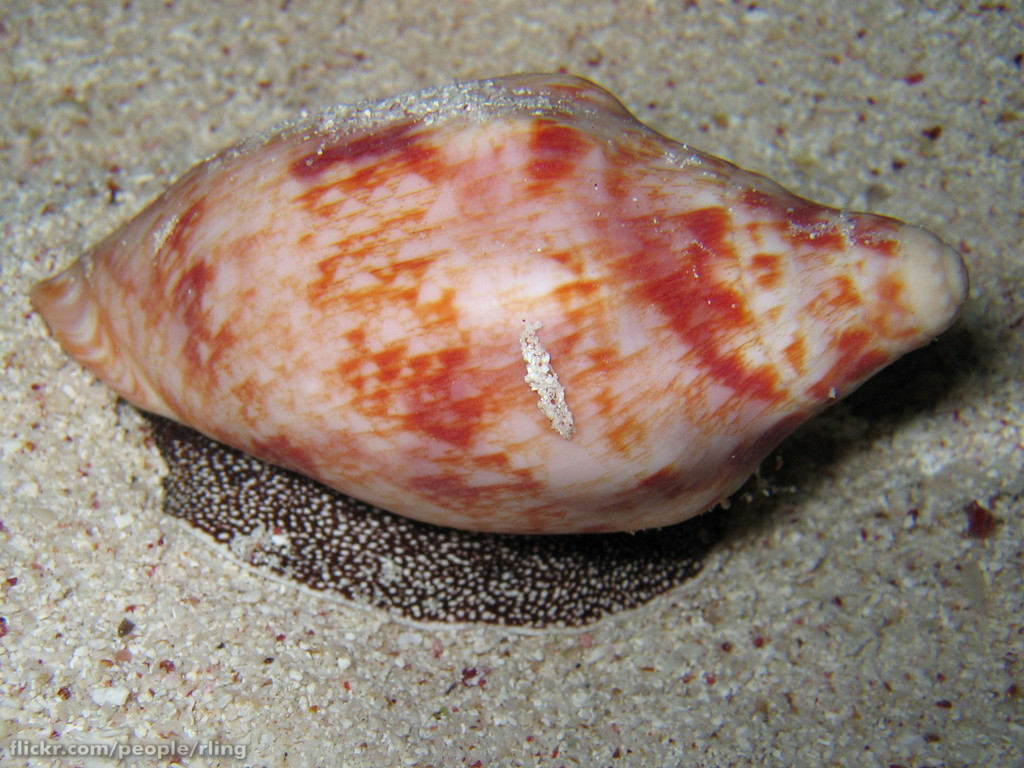
Cymbiola rutila
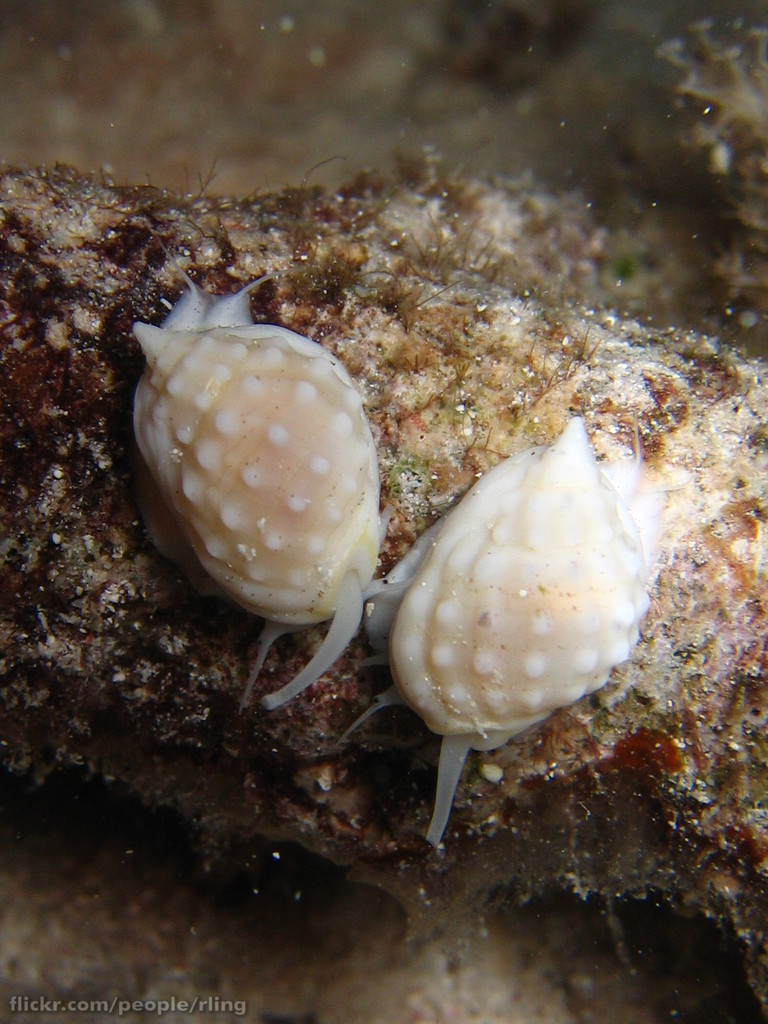
Nassarius graniferus
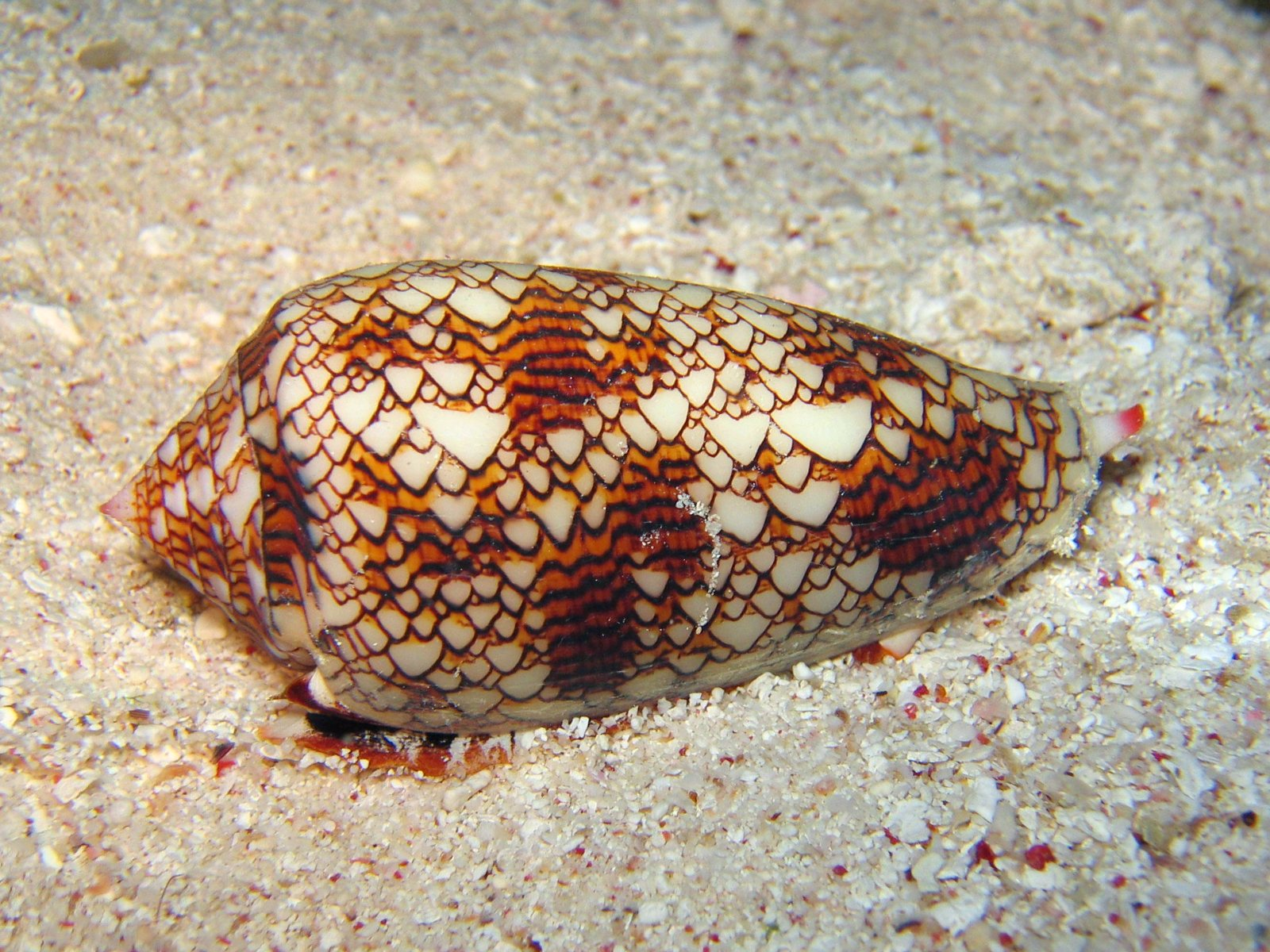
Textile cone

### Limaces de mer

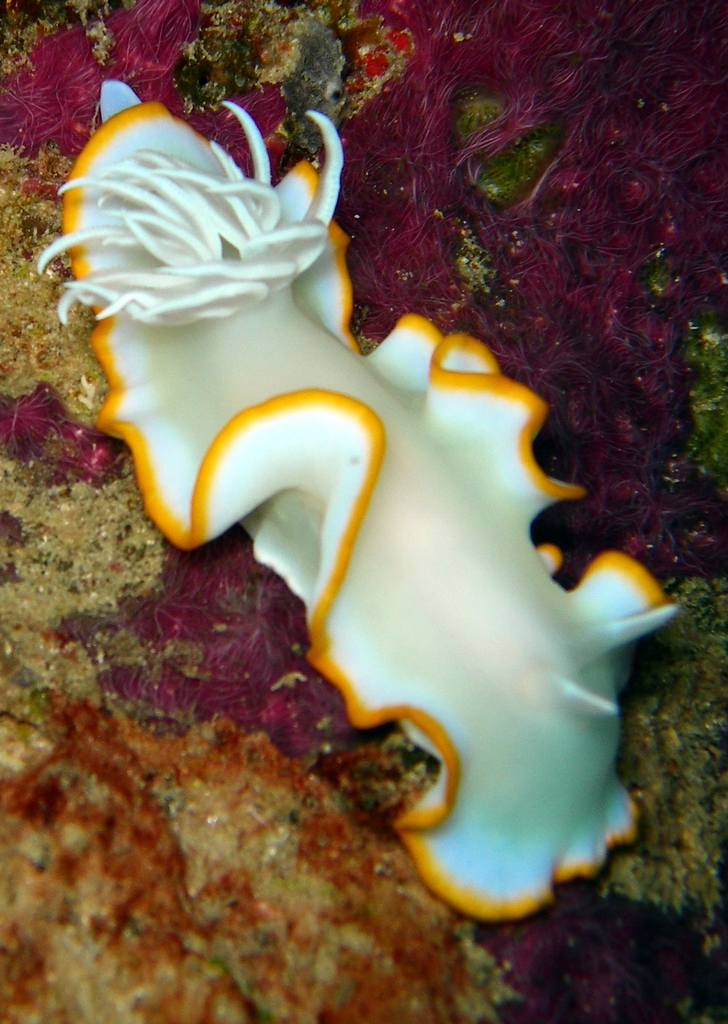
Ardeadoris egretta
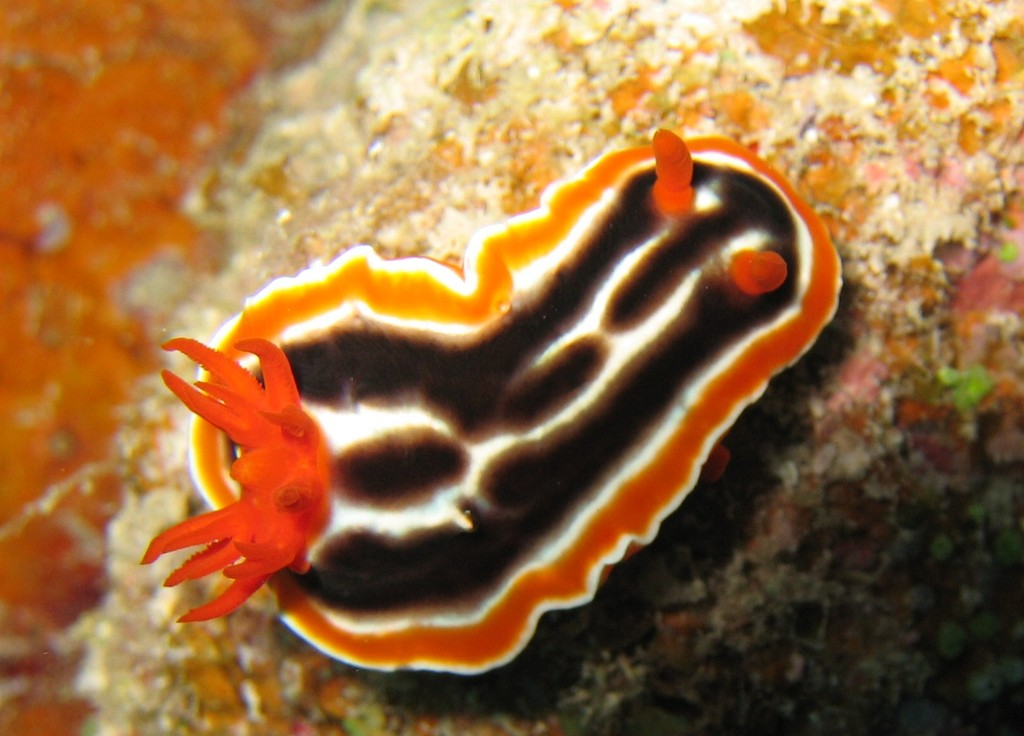
Chromodoris magnifica
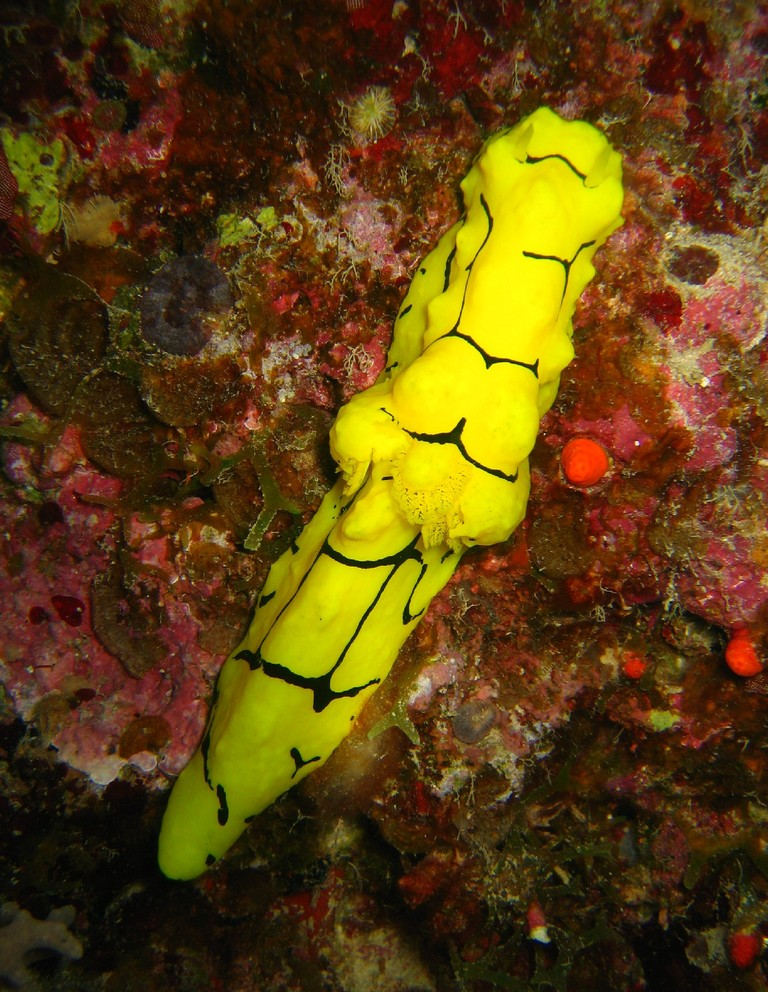
Notodoris minor
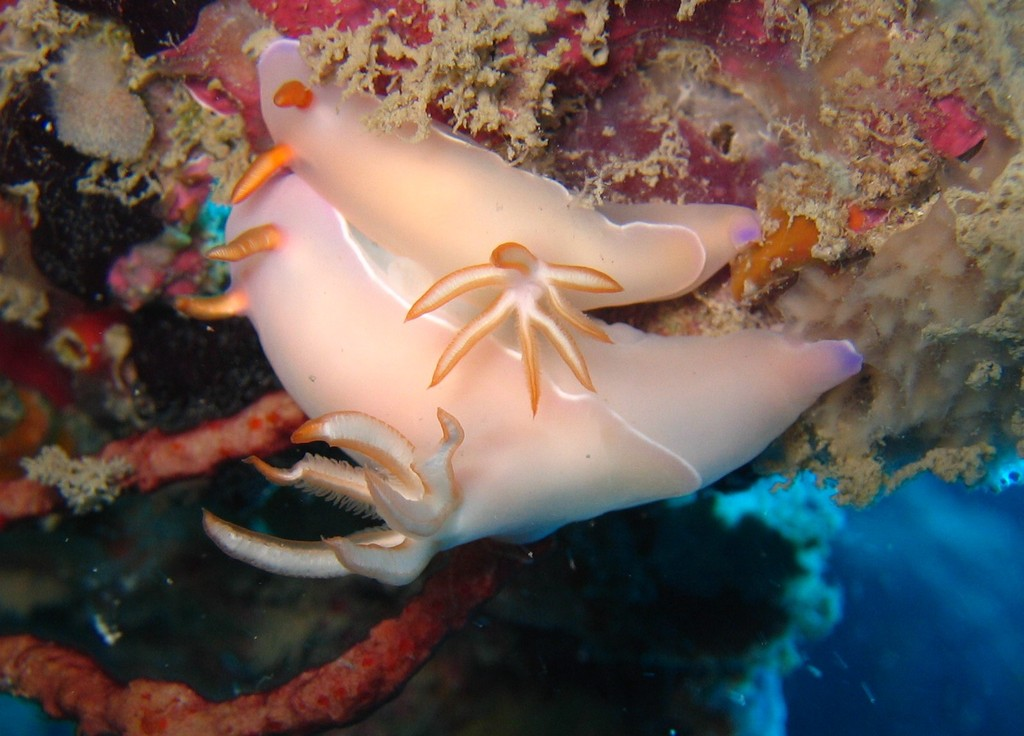
Hypselodoris bullocki
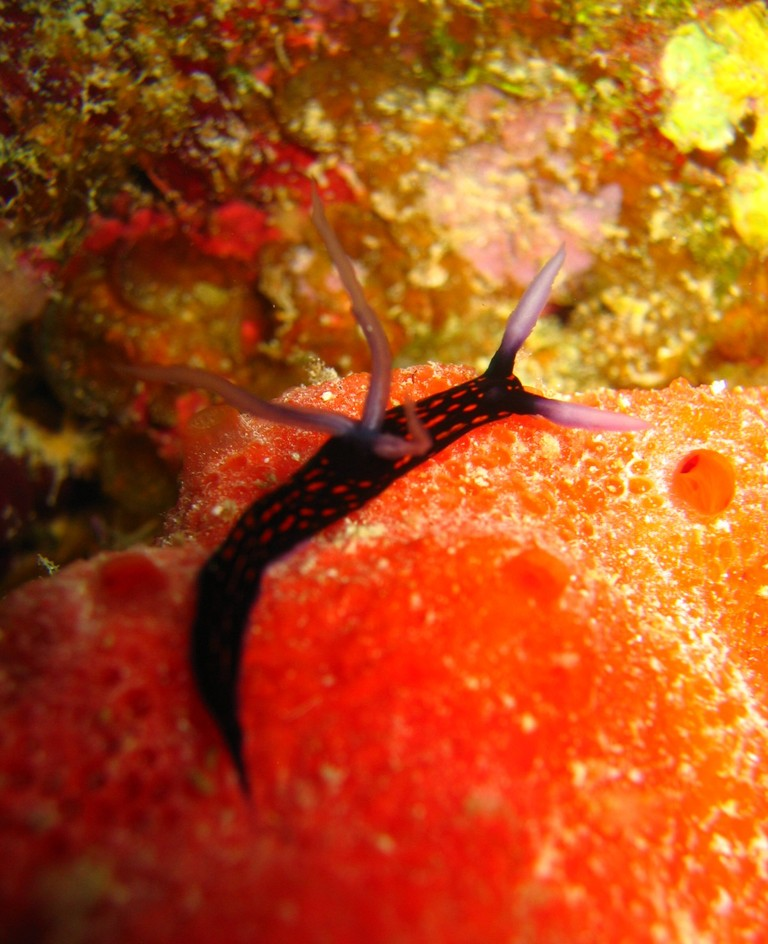
Roboastra gracilis
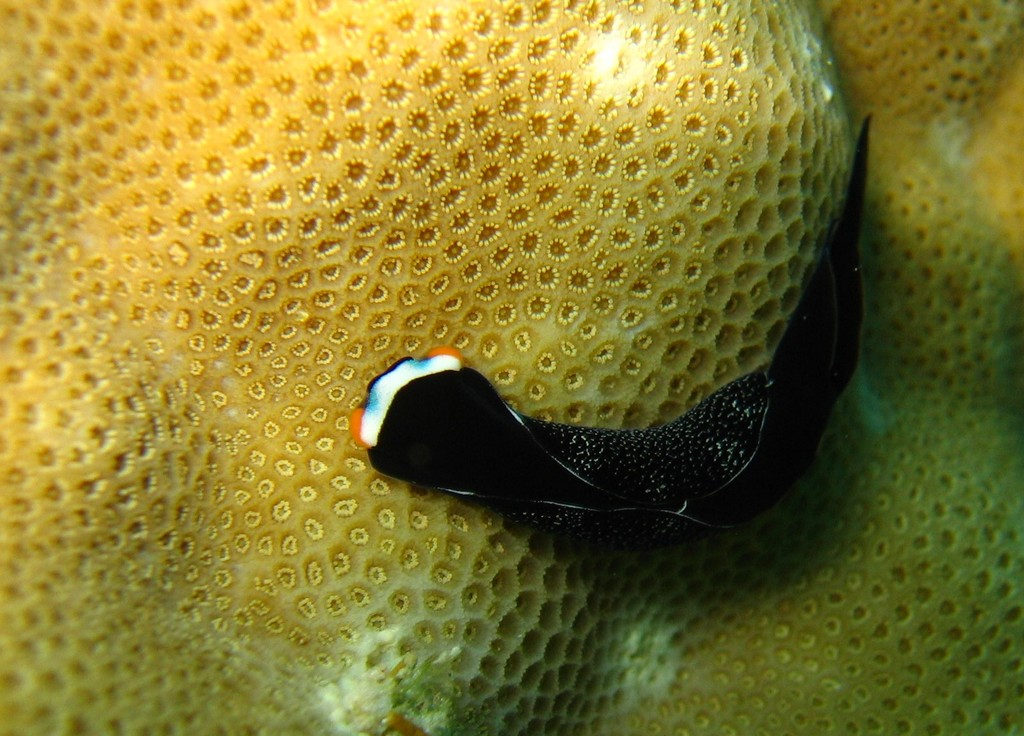
Chelidonura inornata

### Céphalopodes

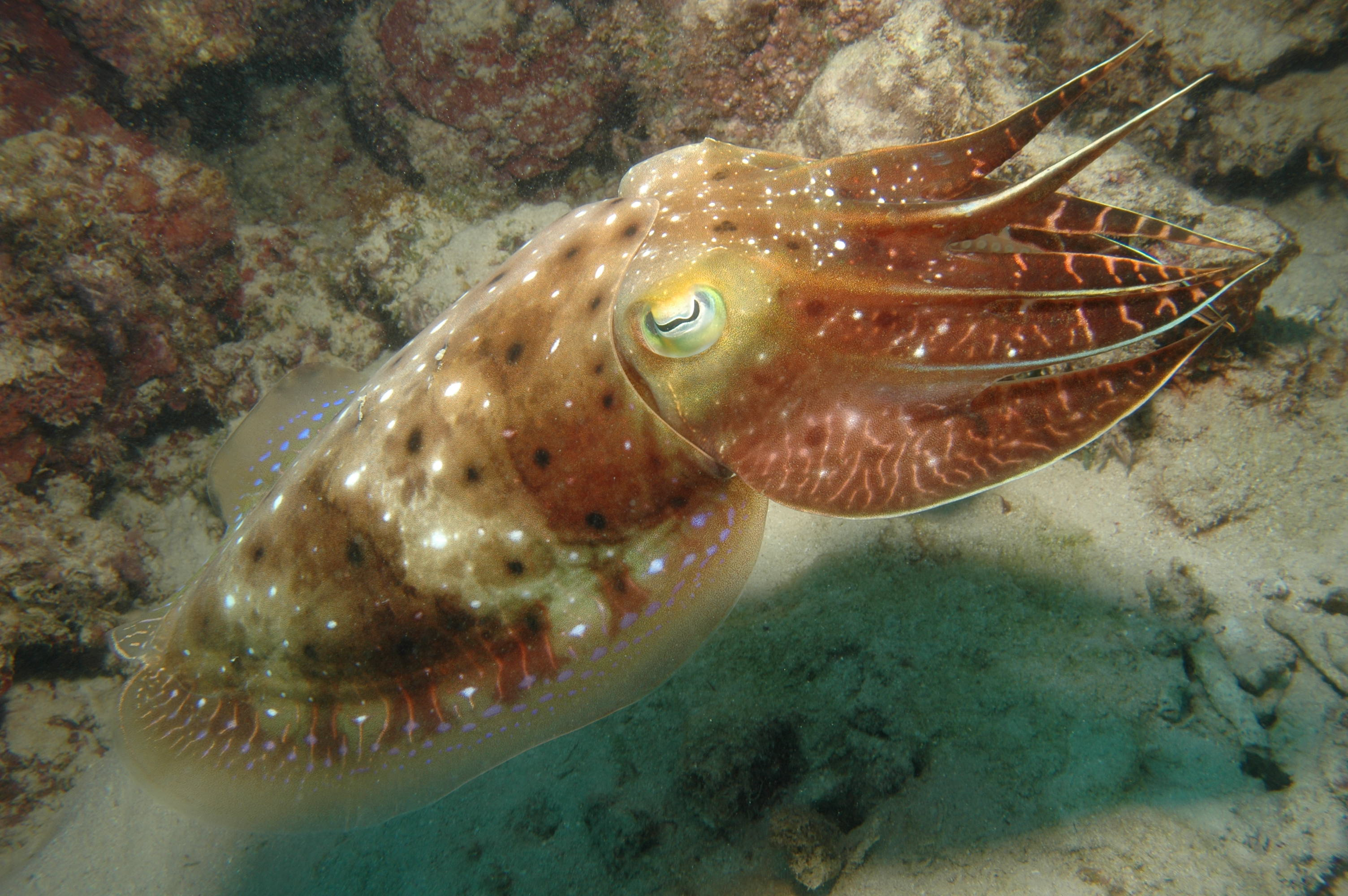
Seiche
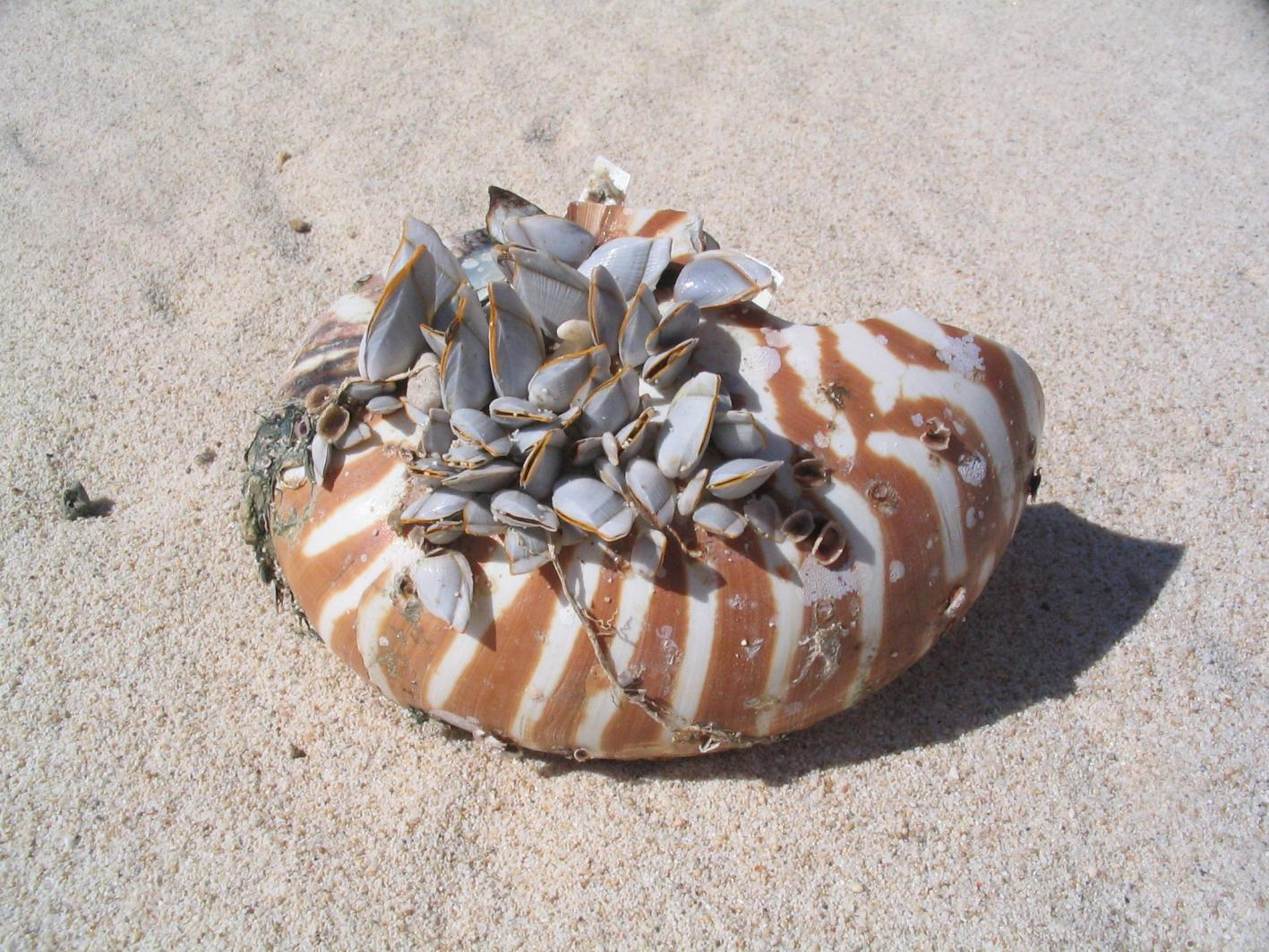
Coquille de Nautile

### Bivalves

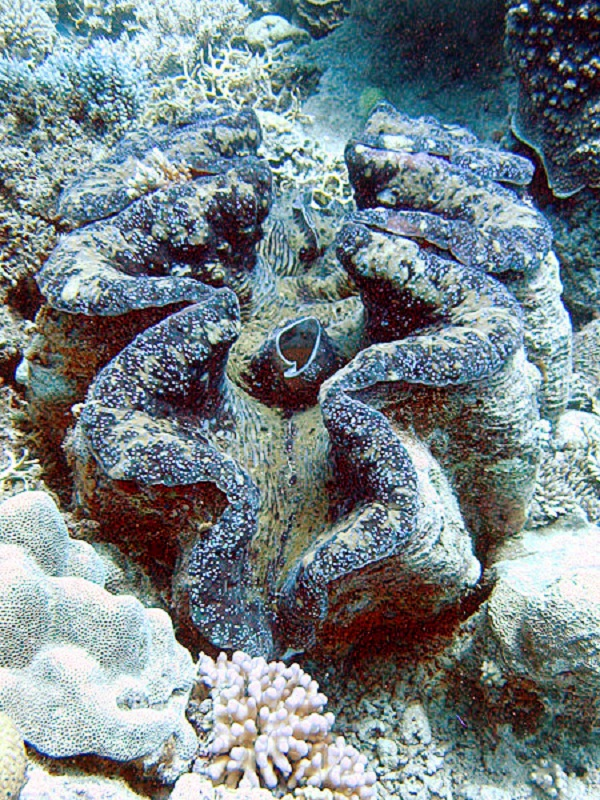
Tridacna gigas

### Crustacés

#### Crabes

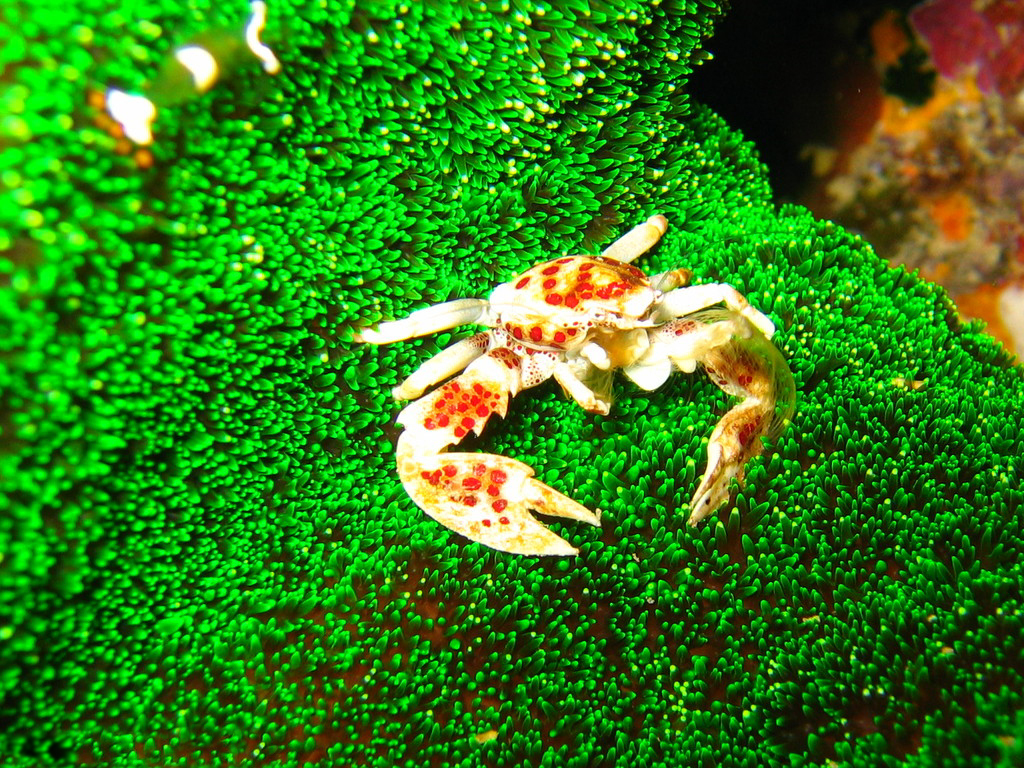
Neopetrolisthes maculatus

##### Poissons aulopiformes

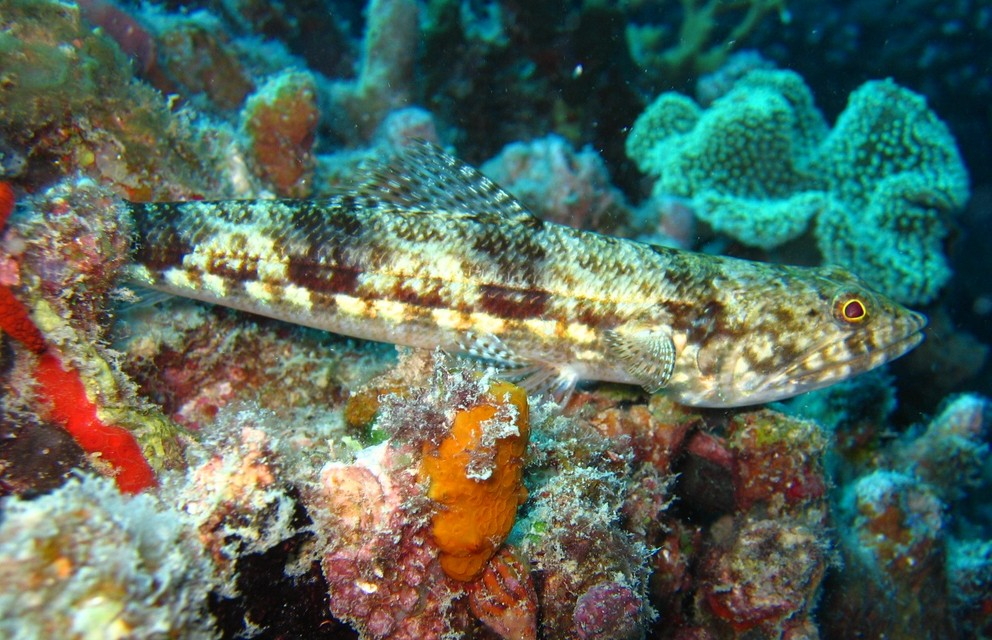

#### Crevettes

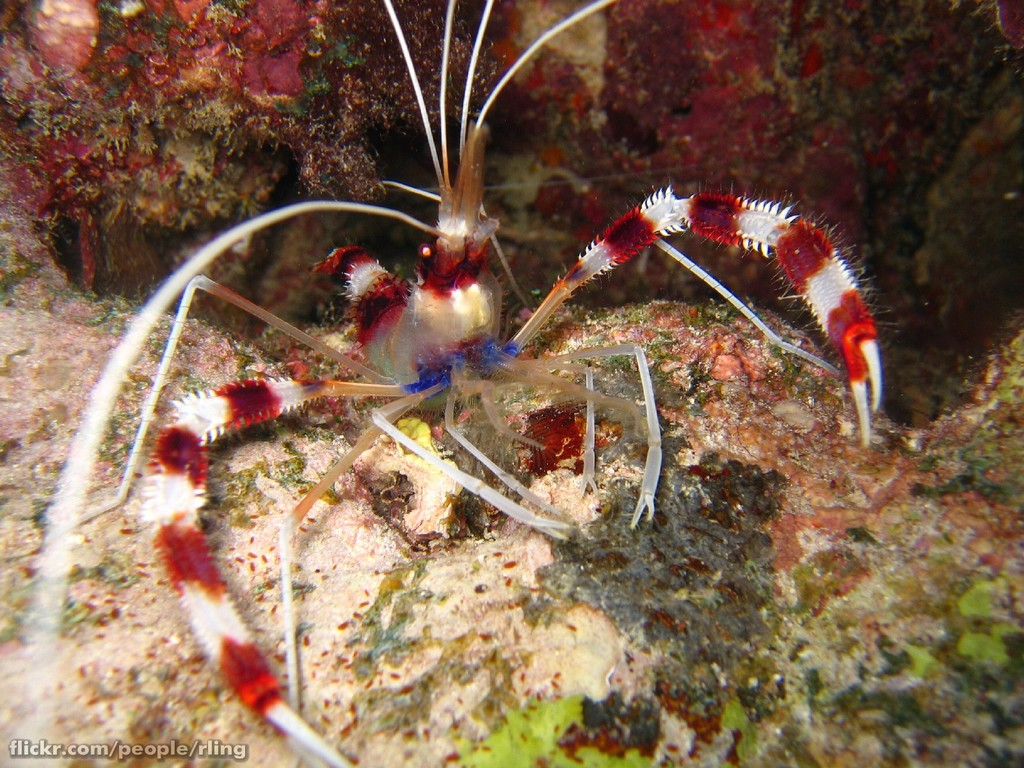
Stenopus hispidus

### Échinodermes

#### Étoiles de mer

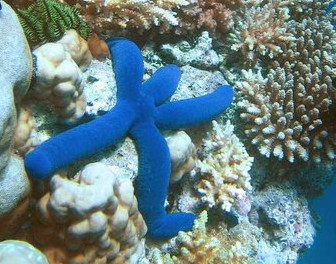
Linckia laevigata
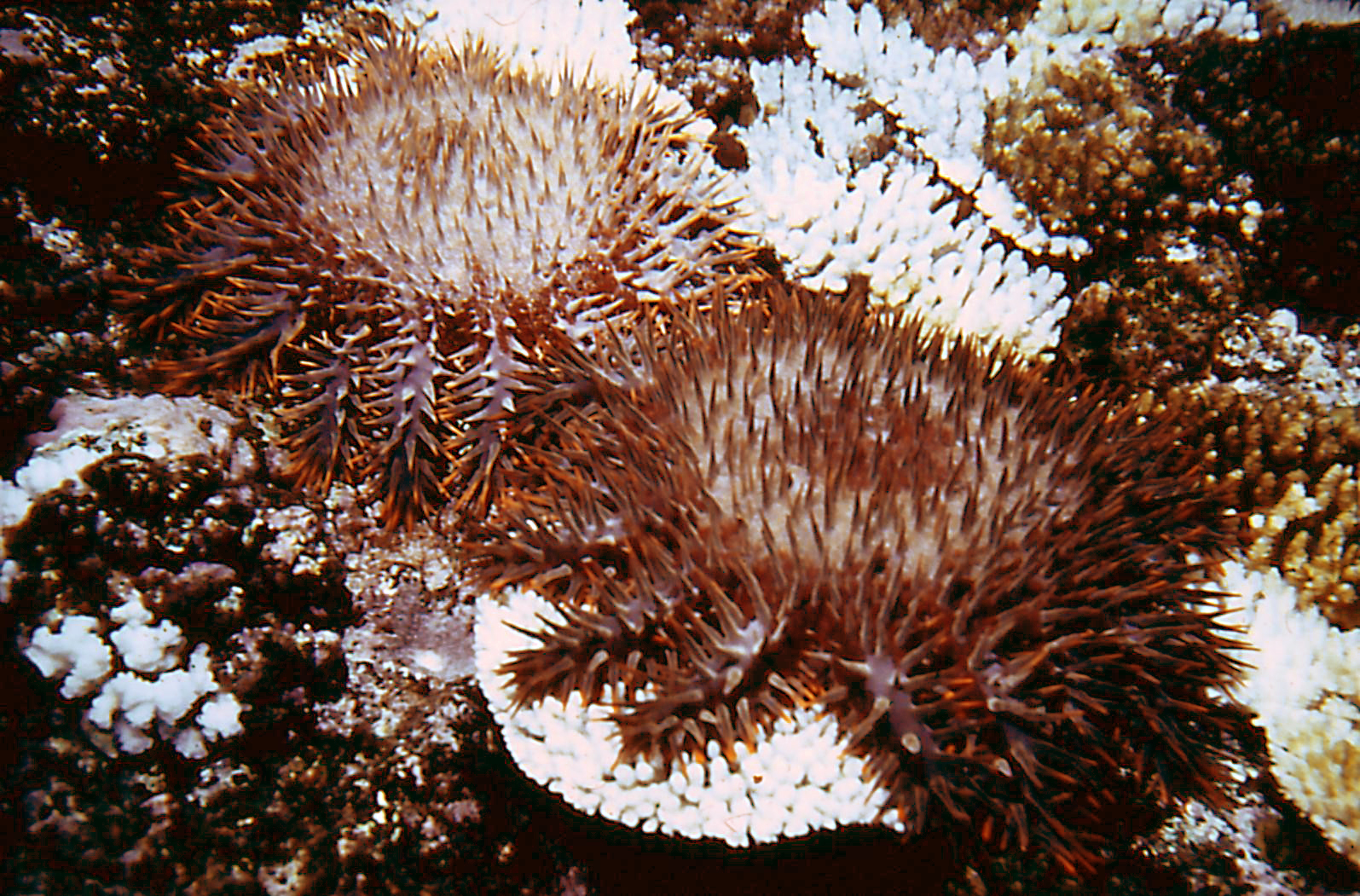
Acanthaster planci

#### Holothuries(«concombres de mer»)

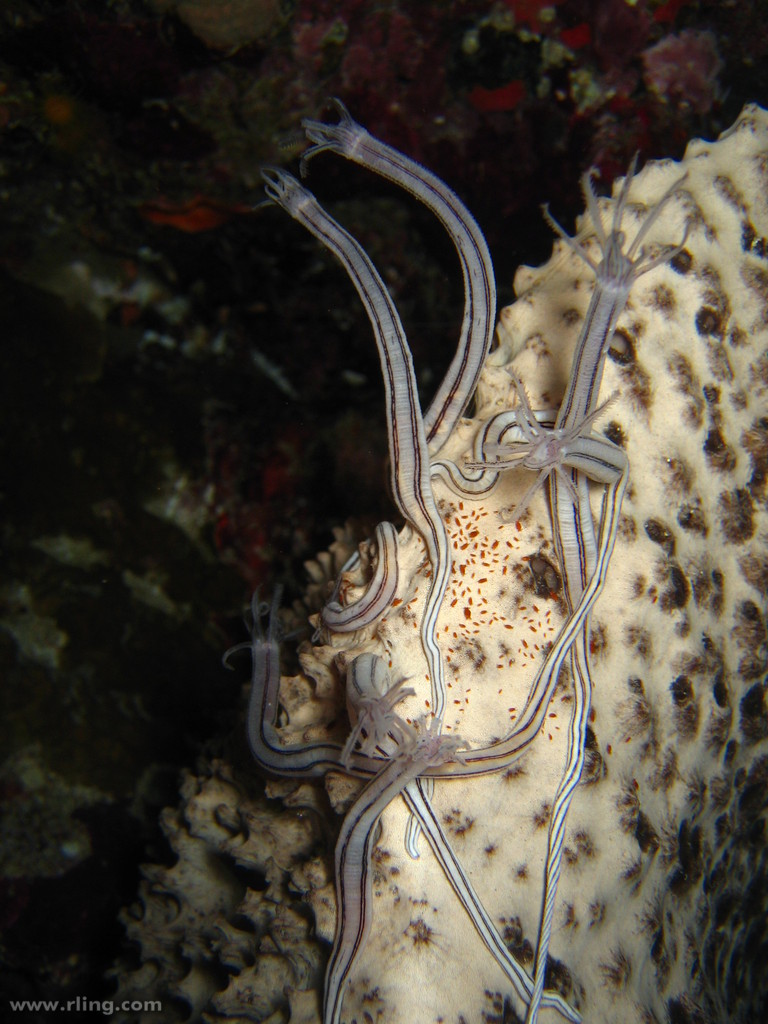
Synaptula lamperti
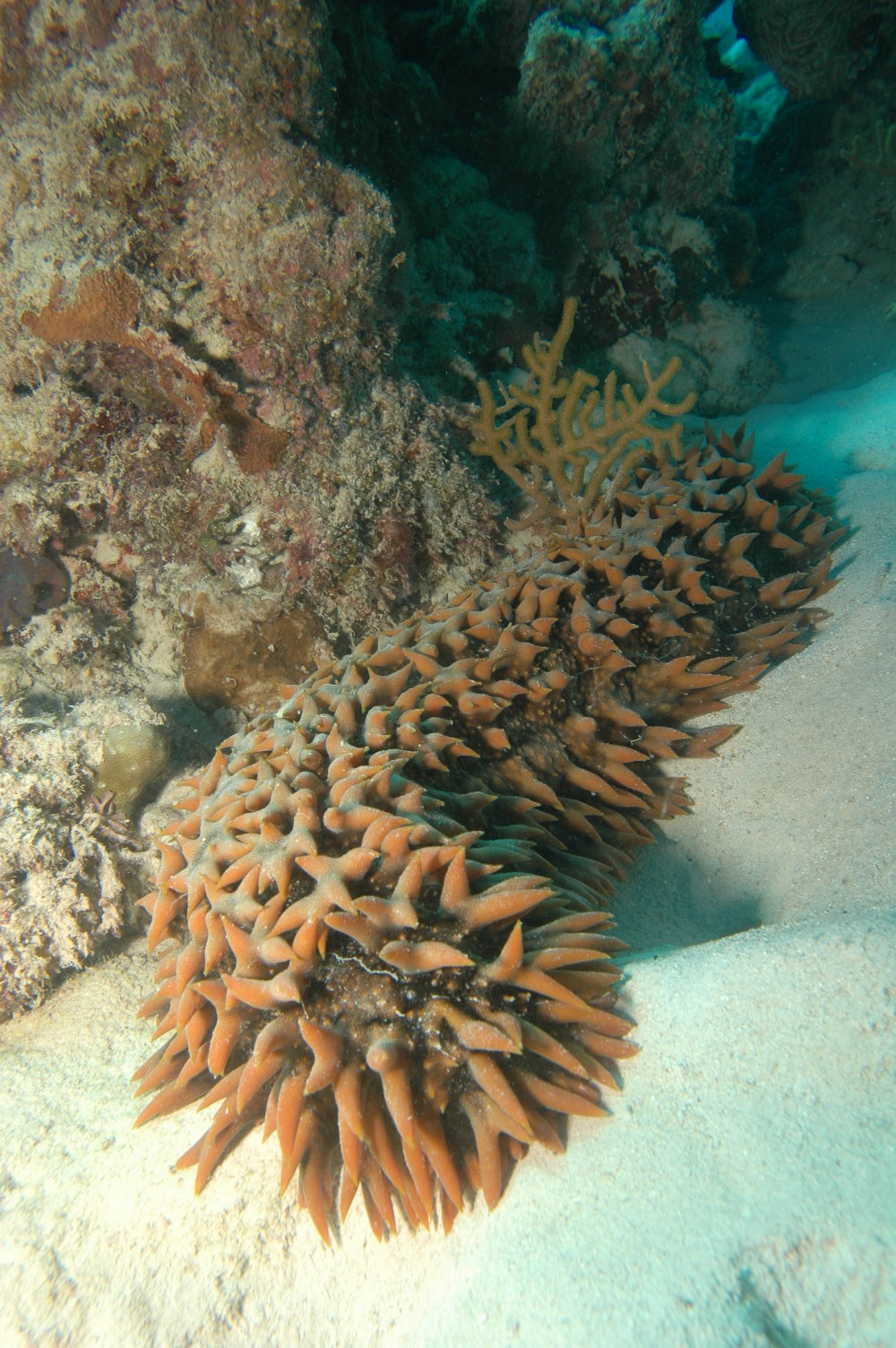
Thelenota ananas

### Poissons

#### Raiesetrequins(«chondrichtyens»)

##### Raies

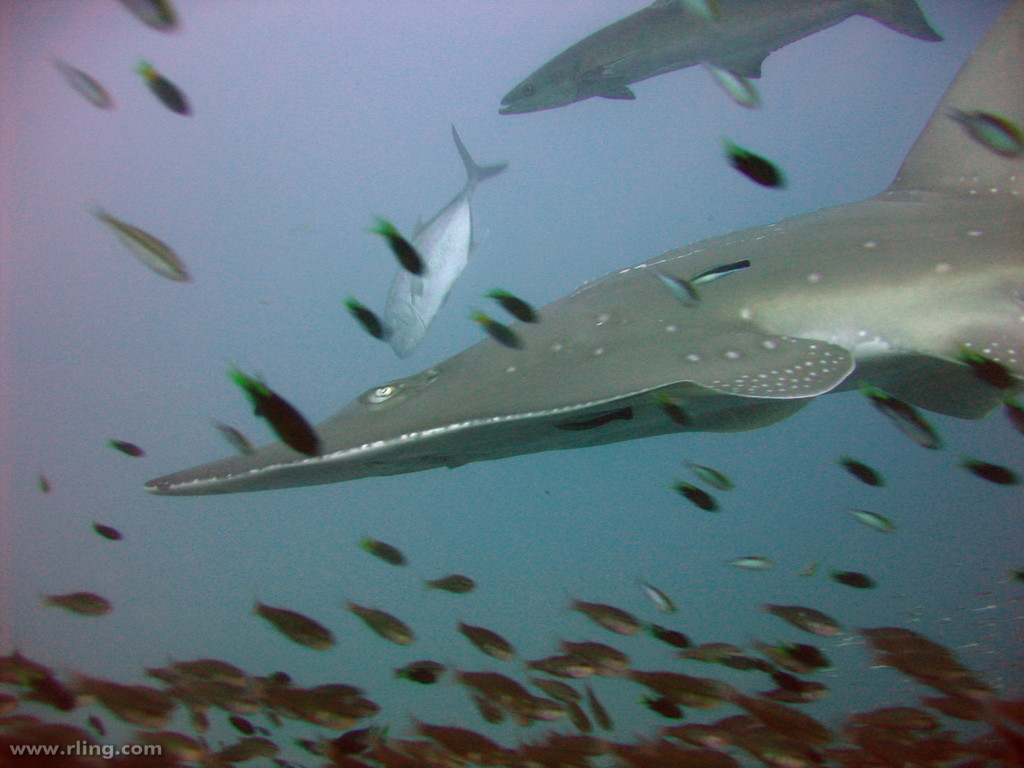
Rhynchobatus djiddensis
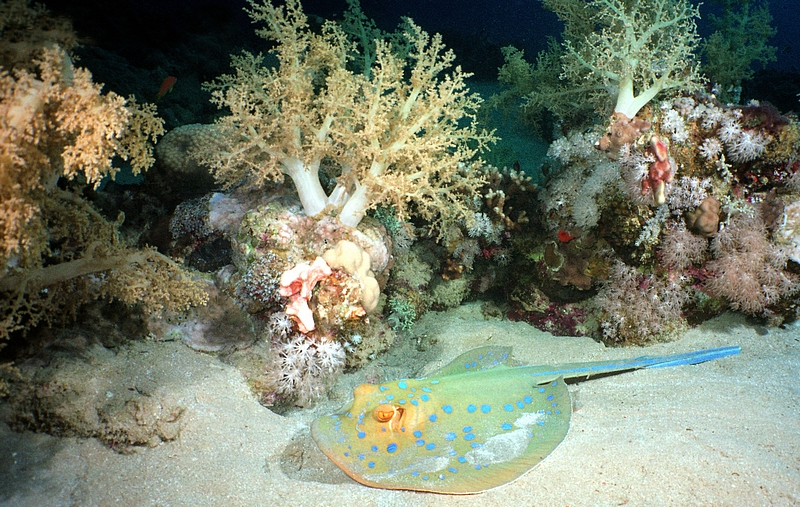
Taeniura lymma

##### Requins

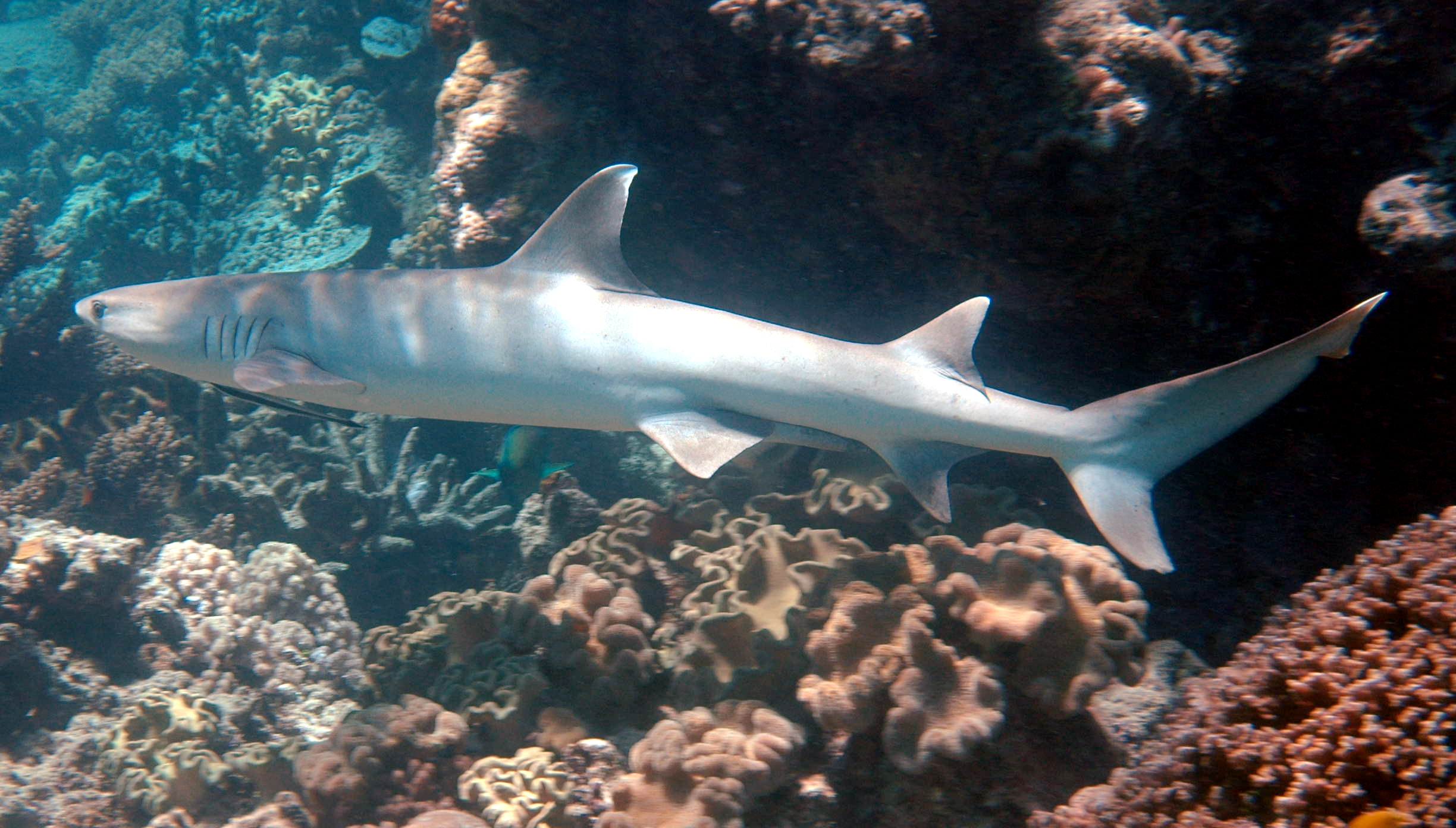
Triaenodon obesus
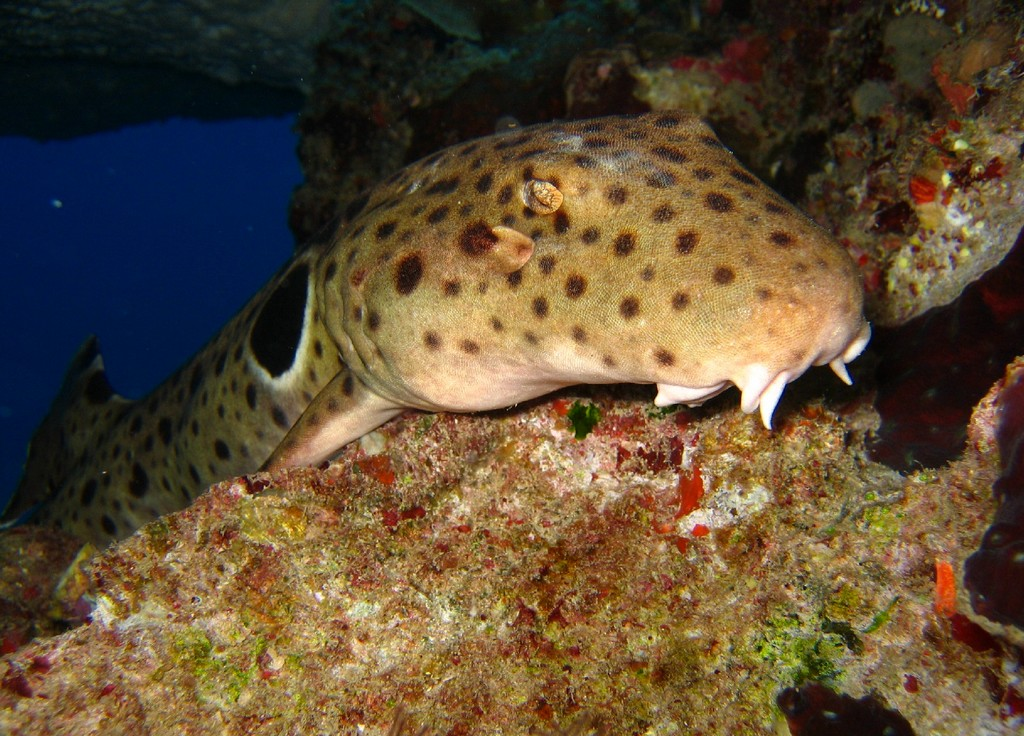
Hemiscyllium ocellatum
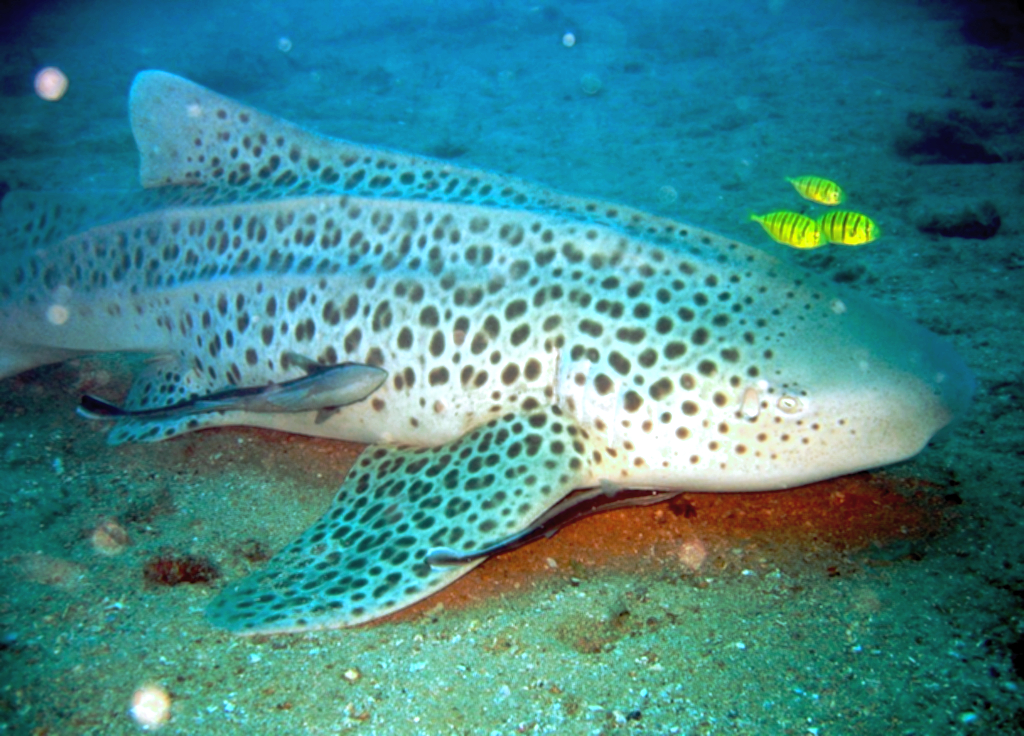
Stegostoma fasciatum

#### Poissons

##### Poissons serpentiformes(«Elopomorphes»:anguilles,murènes,congres)

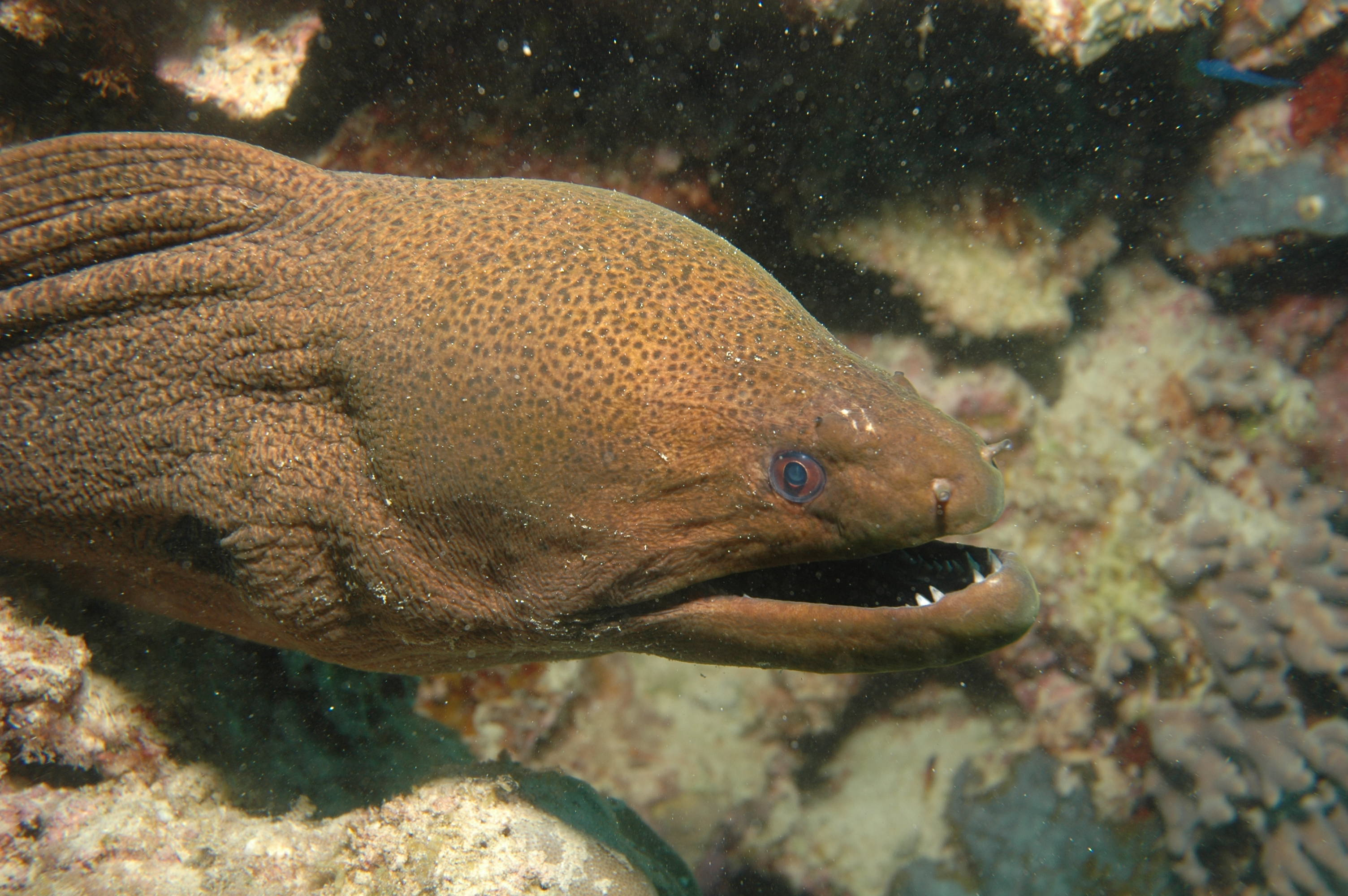
Gymnothorax sp.

##### Poissonsberyciformes

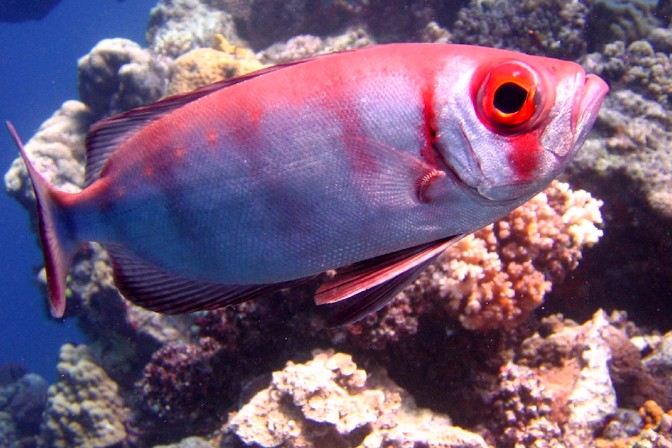
Priacanthus hamrur

##### Poissonsscorpaeniformes(poissons à rayons épineux souvent pourvus d'un venin puissant:grondins,rascasses,poissons-scorpions,poissons-pierres)

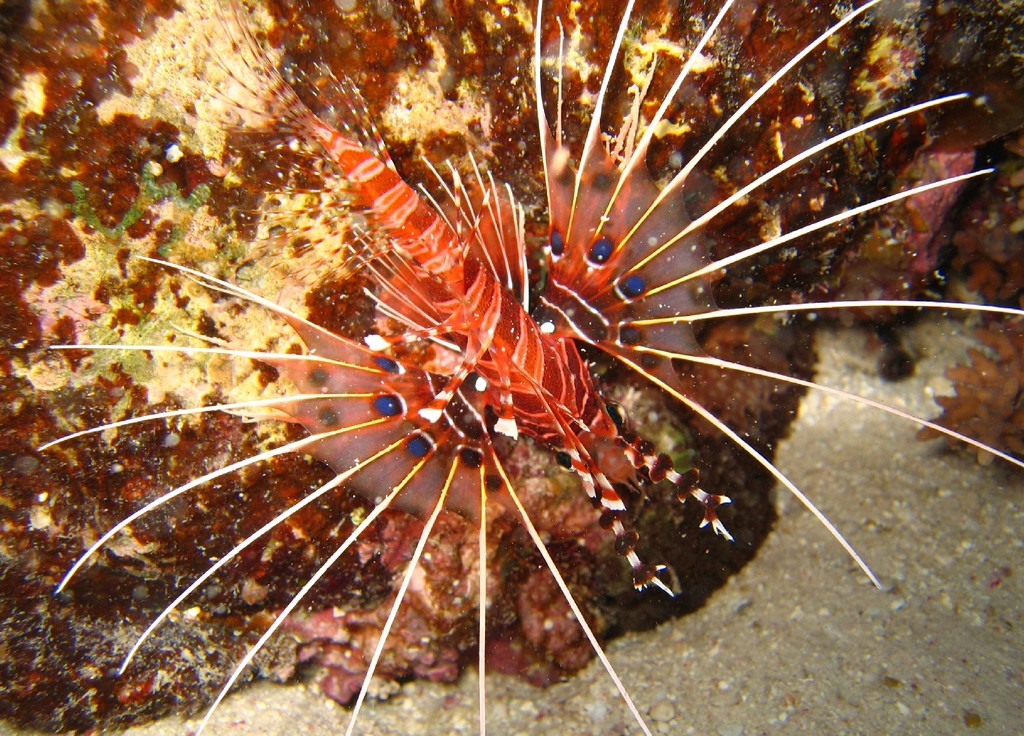
Pterois antennata
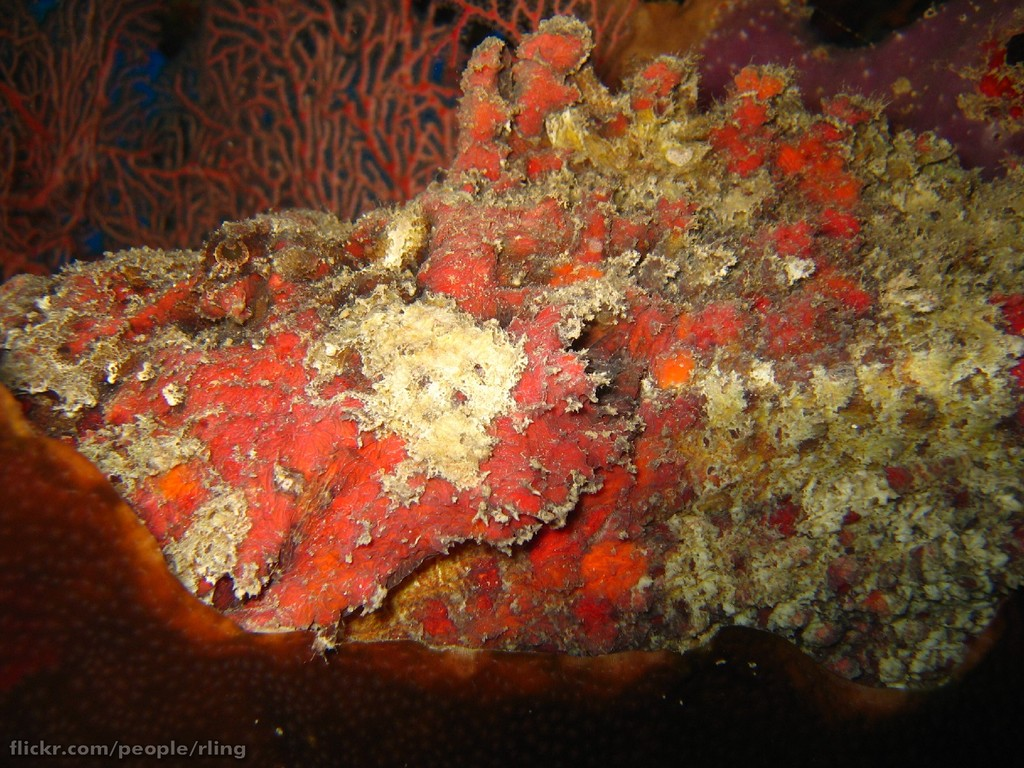
Synanceia verrucosa

##### Poissonsperciformes

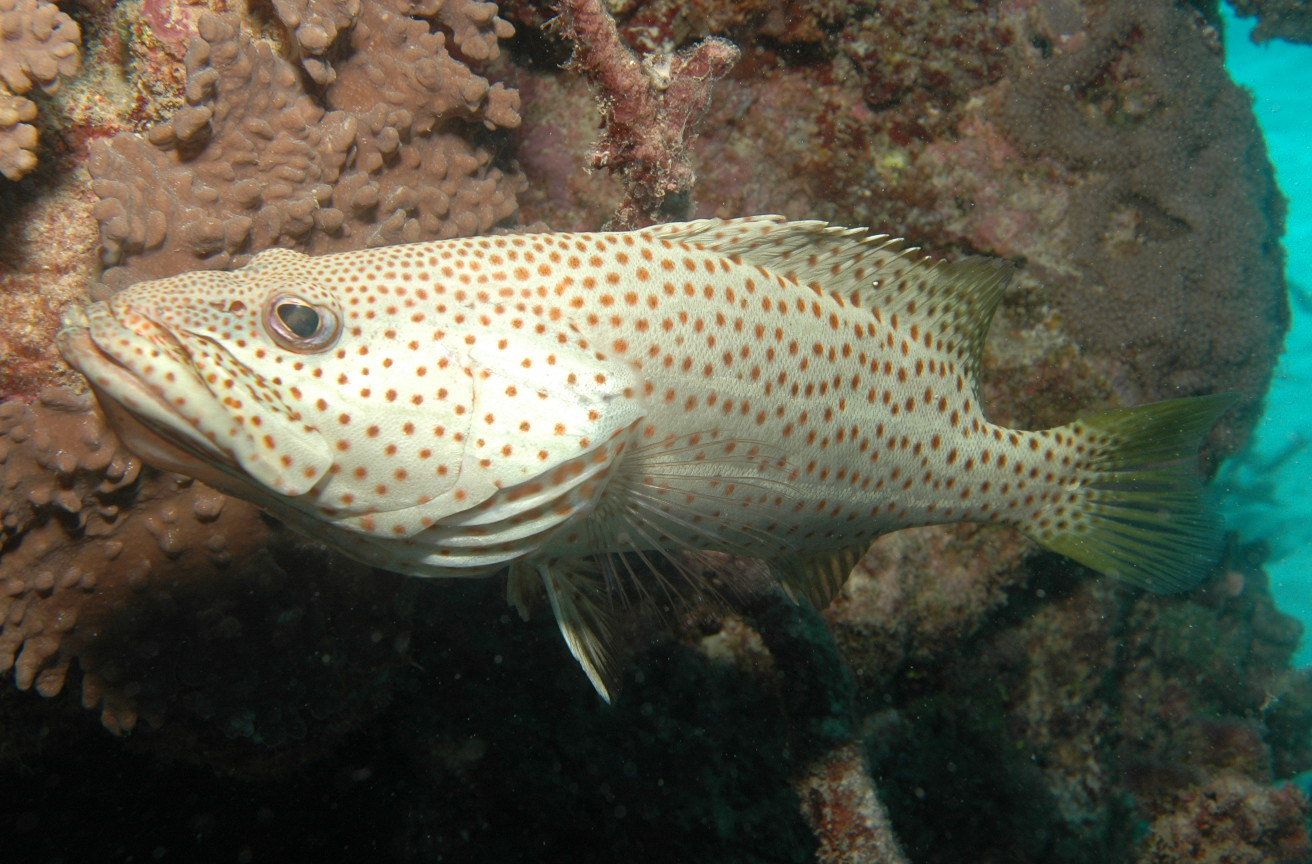
Anyperodon leucogrammicus
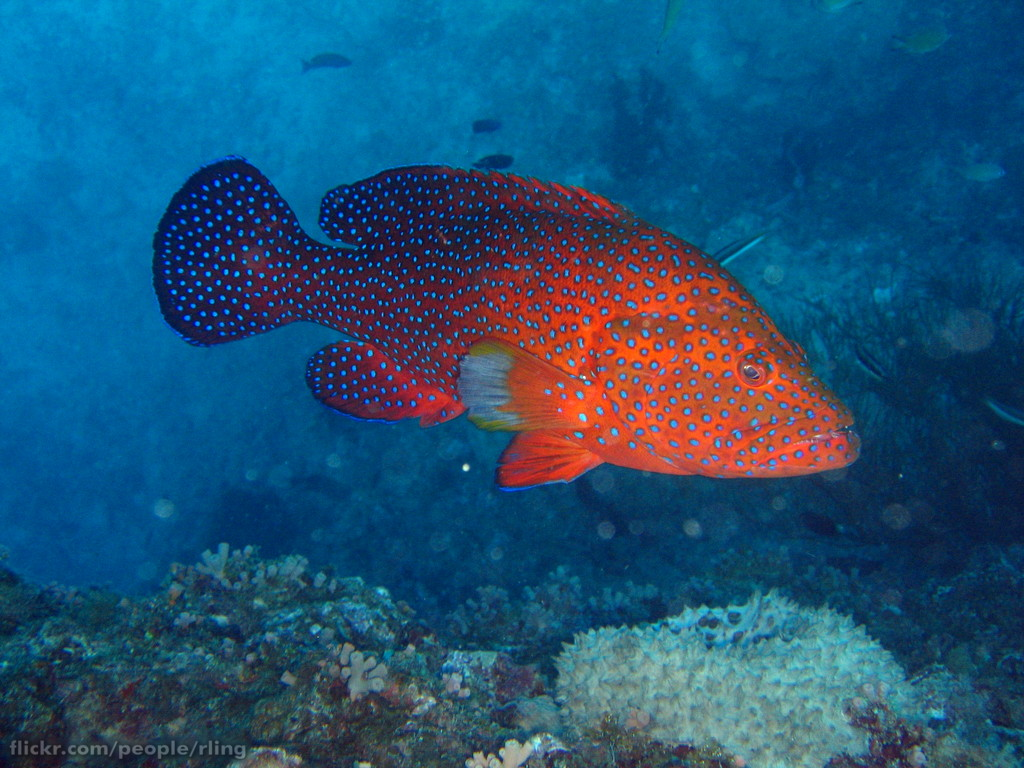
Cephalopholis miniata
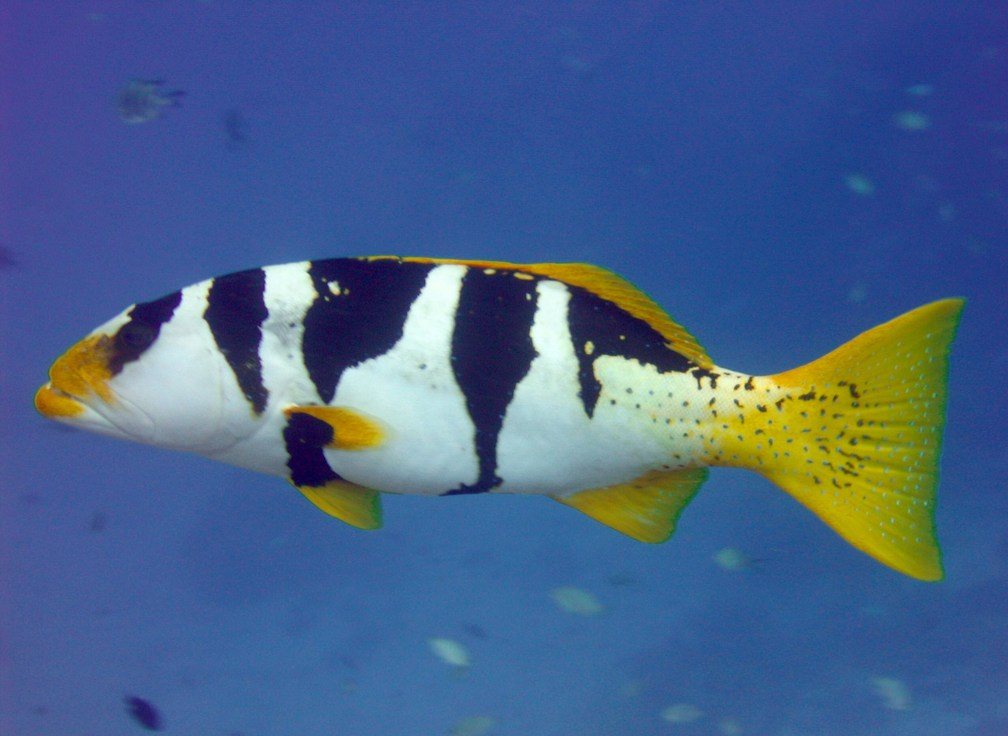
Plectropomus laevis
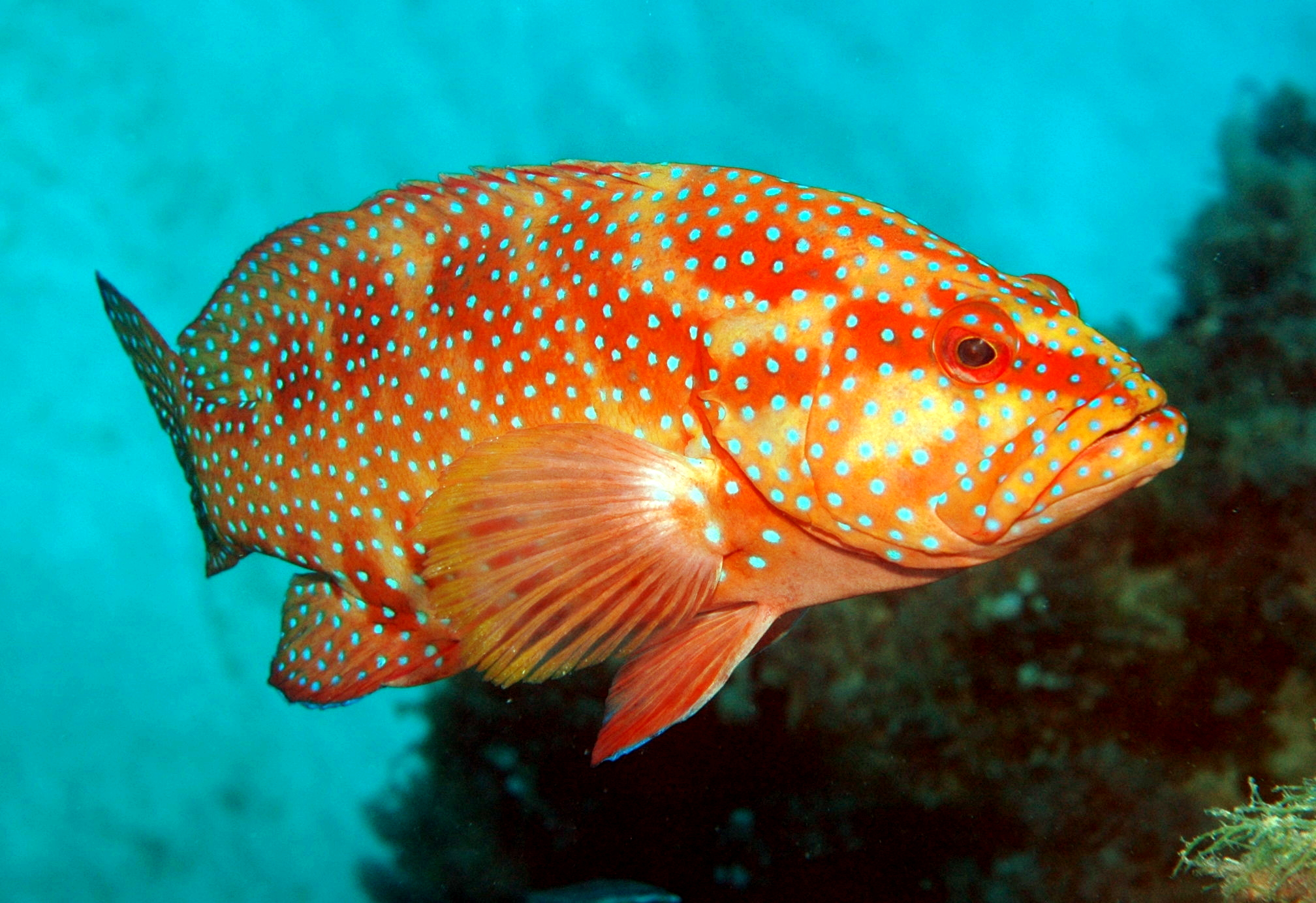
Plectropomus leopardus
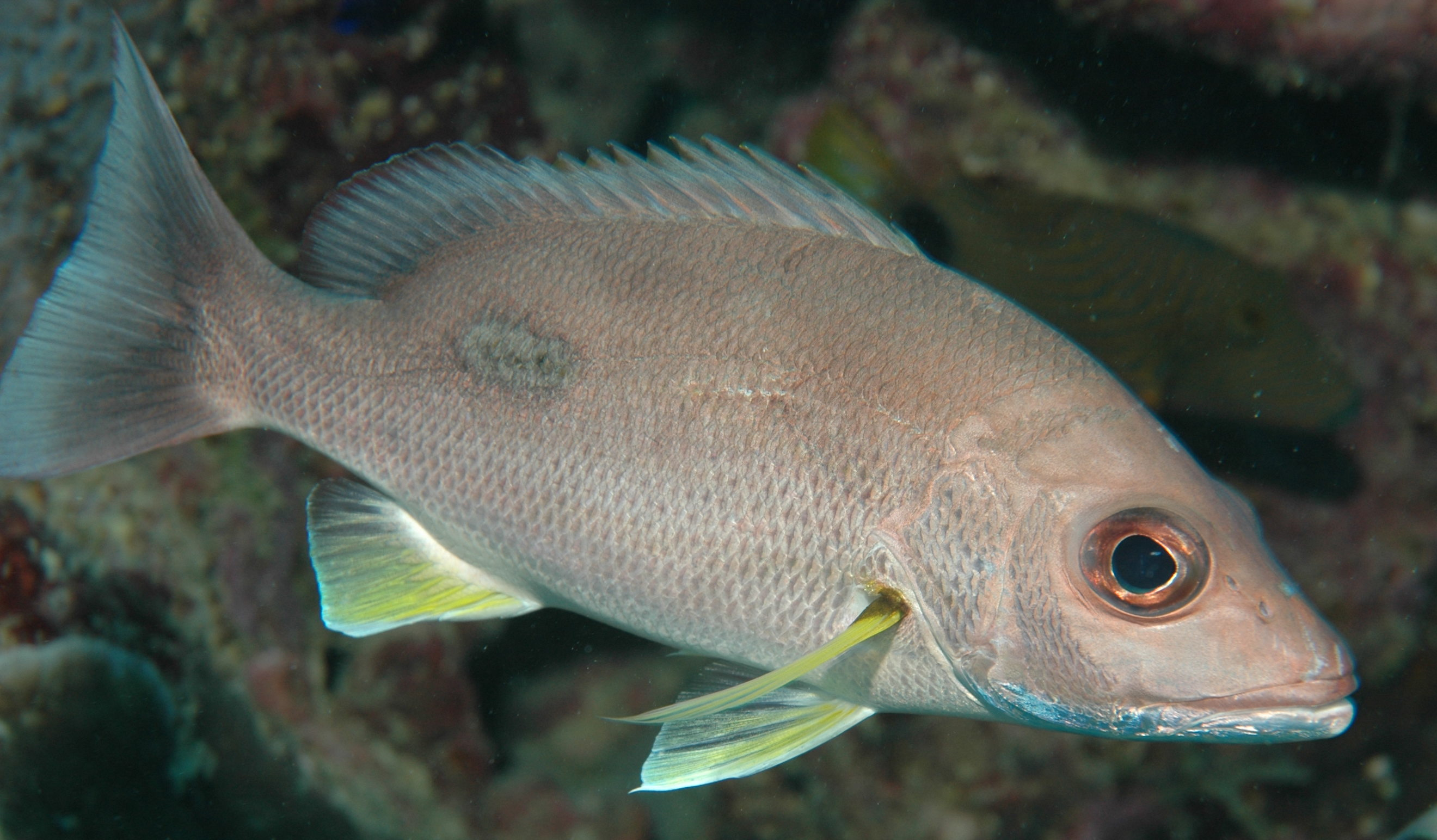
Lethrinus harak
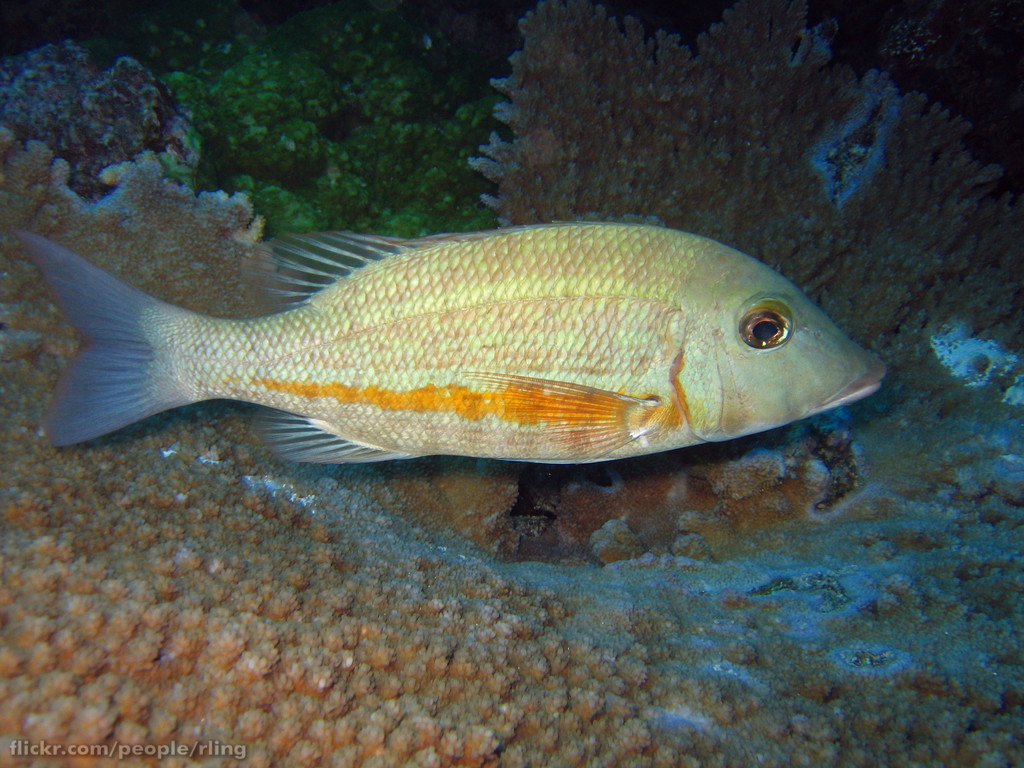
Lethrinus obsoletus
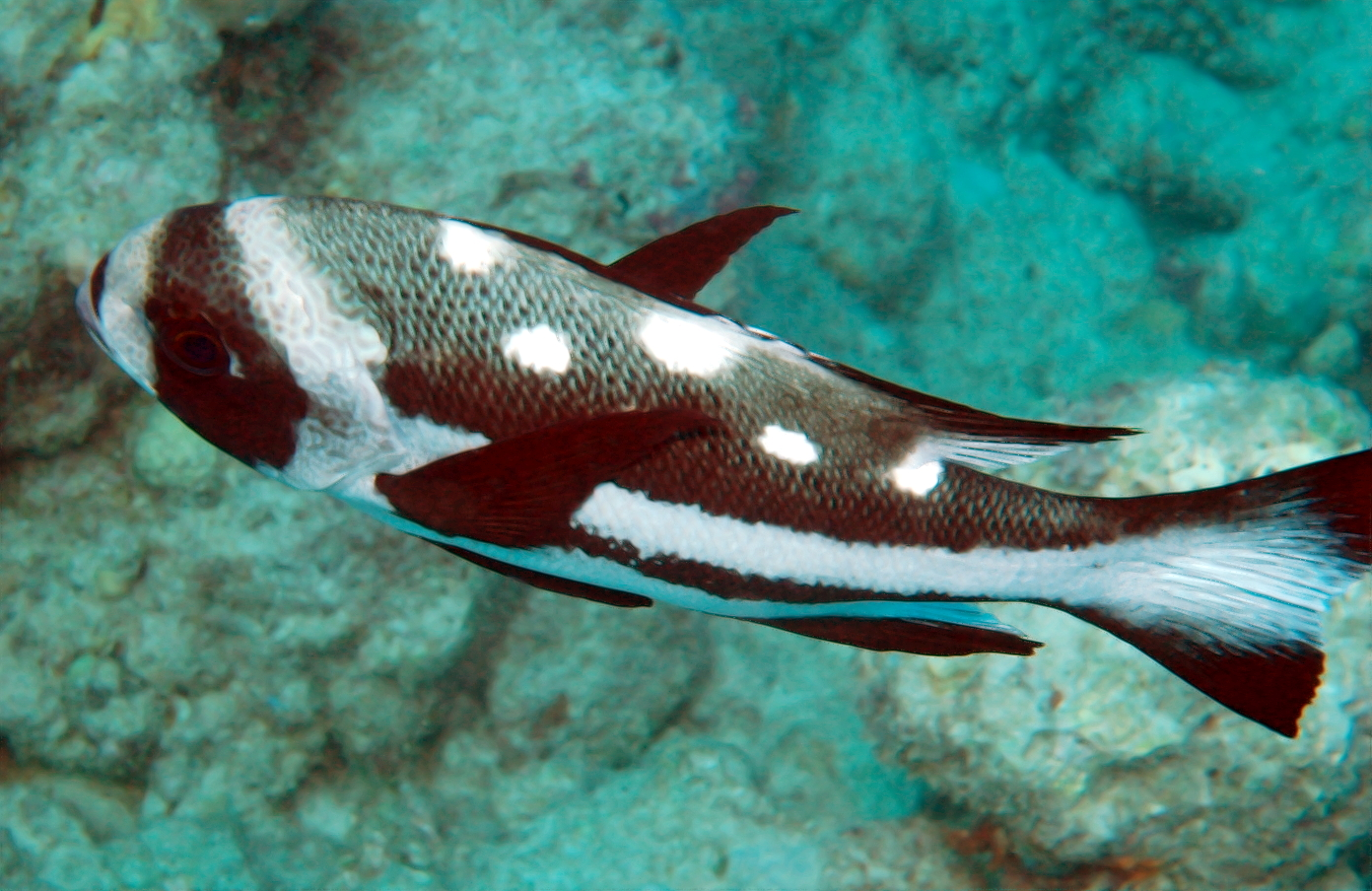
Macolor niger
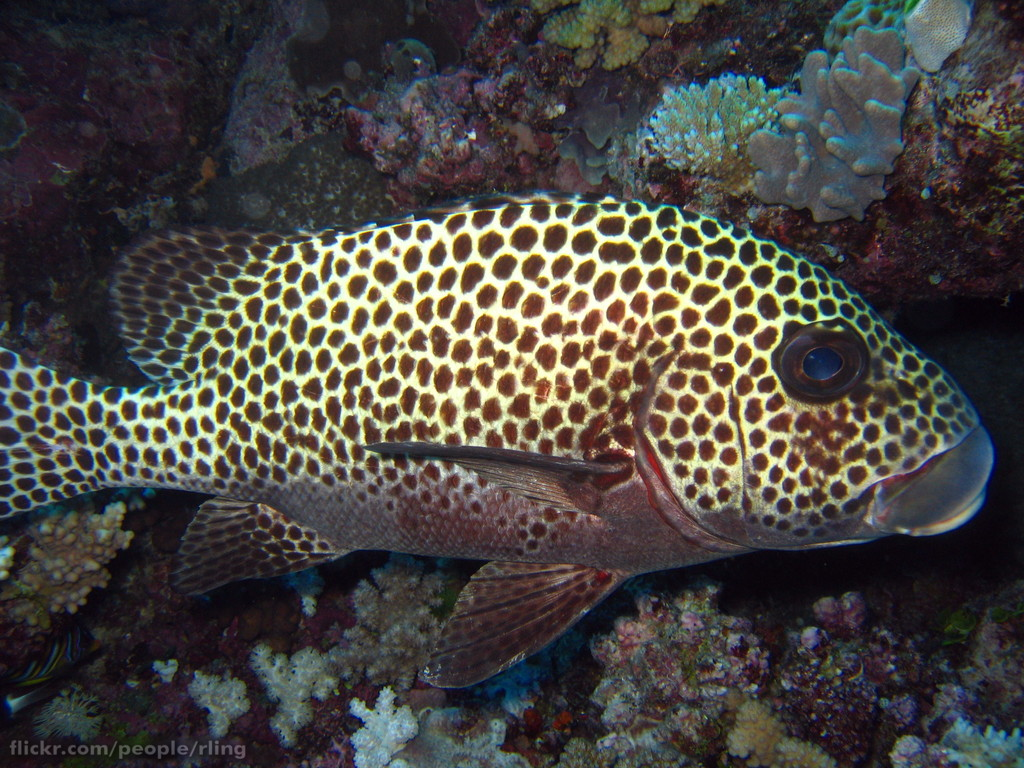
Plectorhinchus chaetodonoides
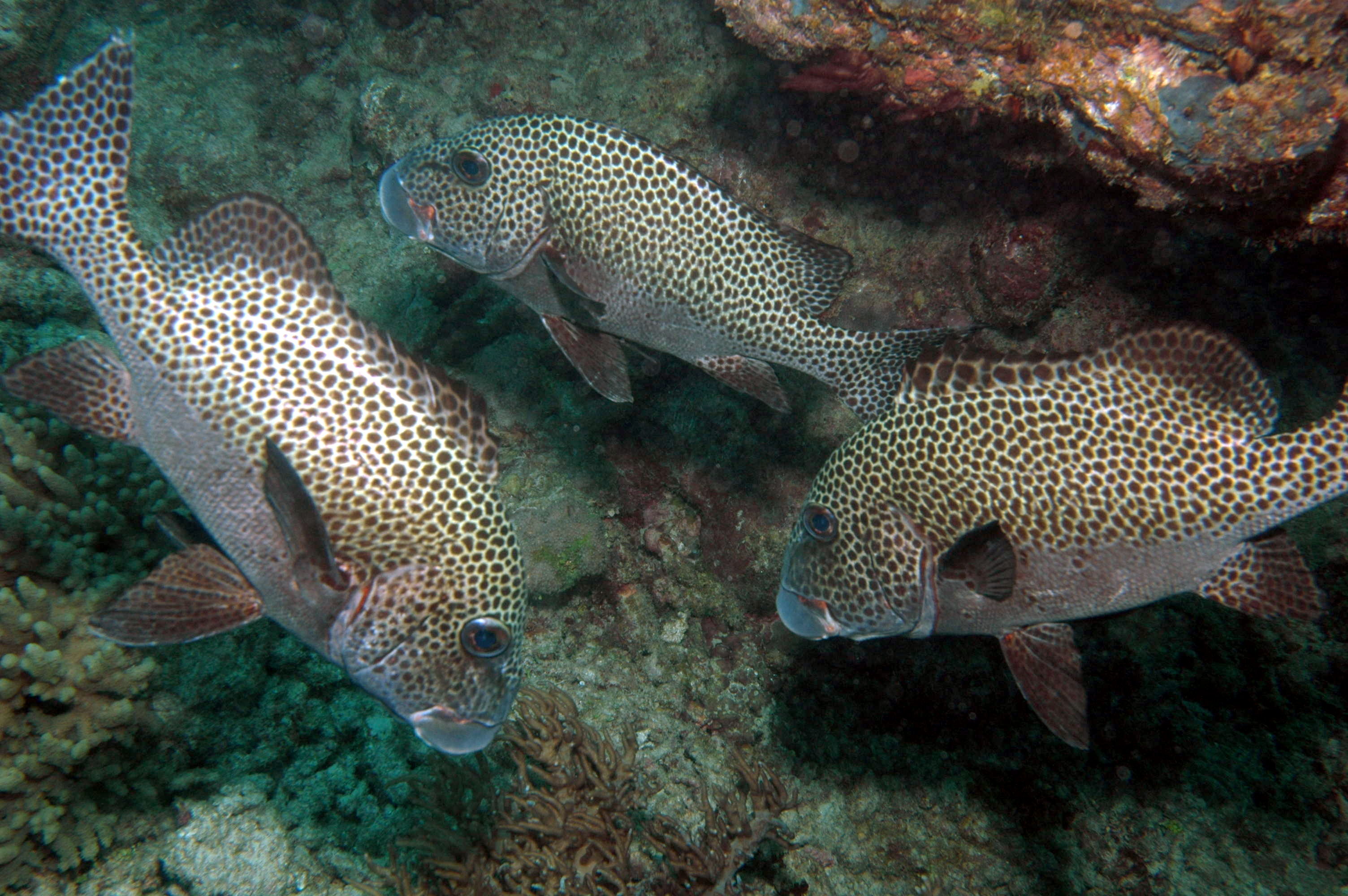
Plectorhinchus picus
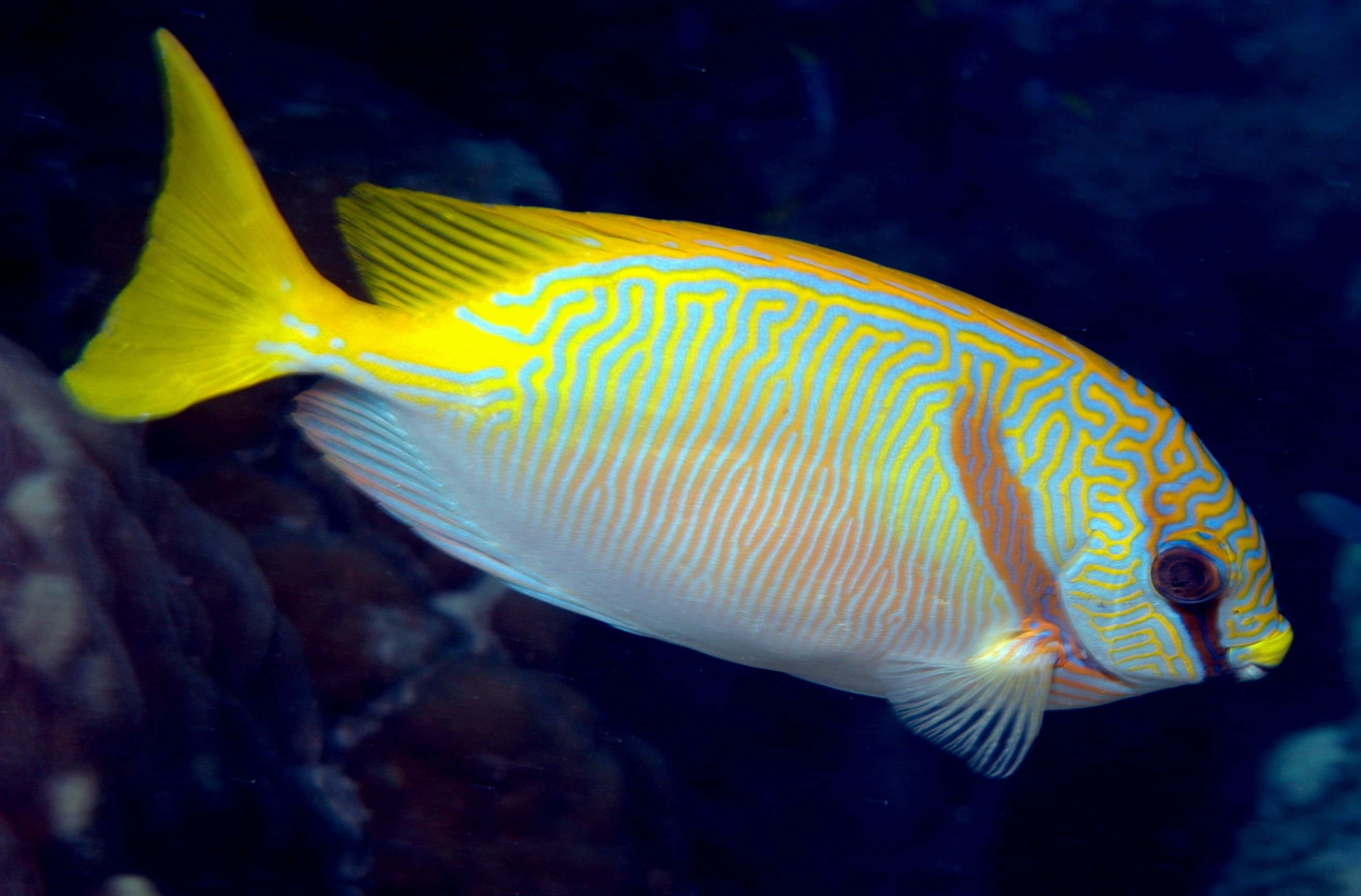
Siganus doliatus
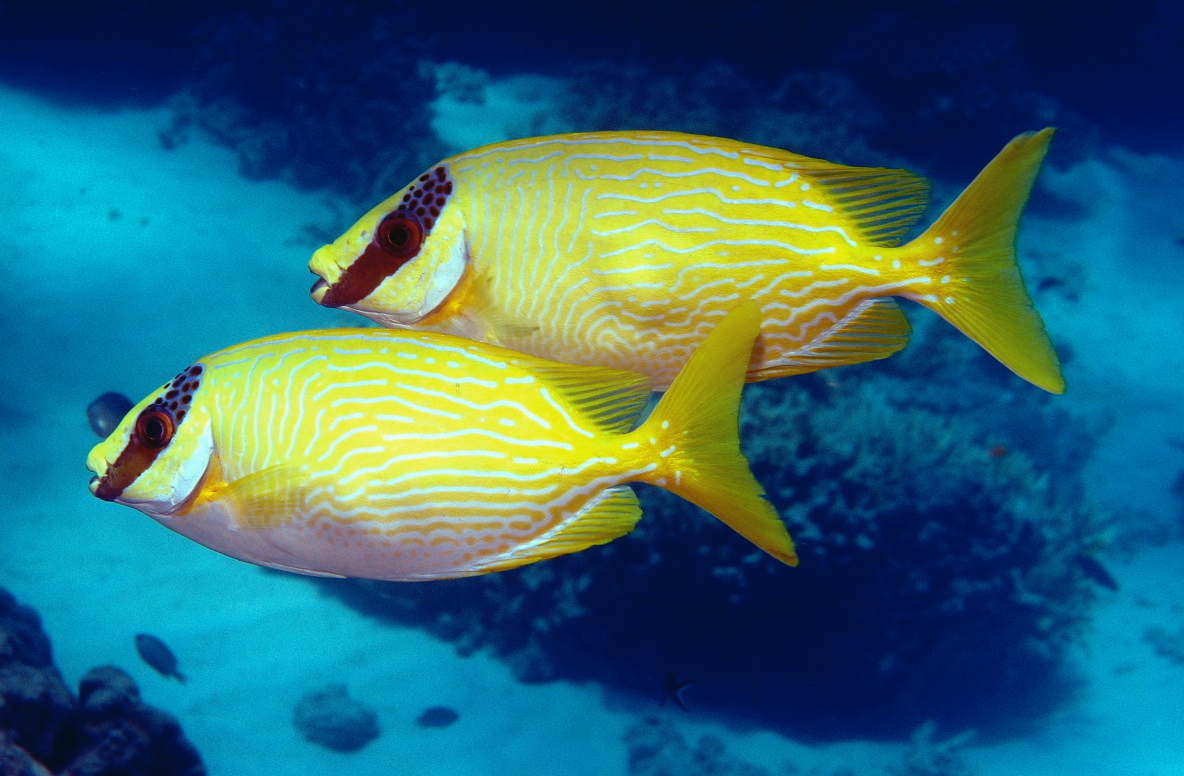
Siganus puellus
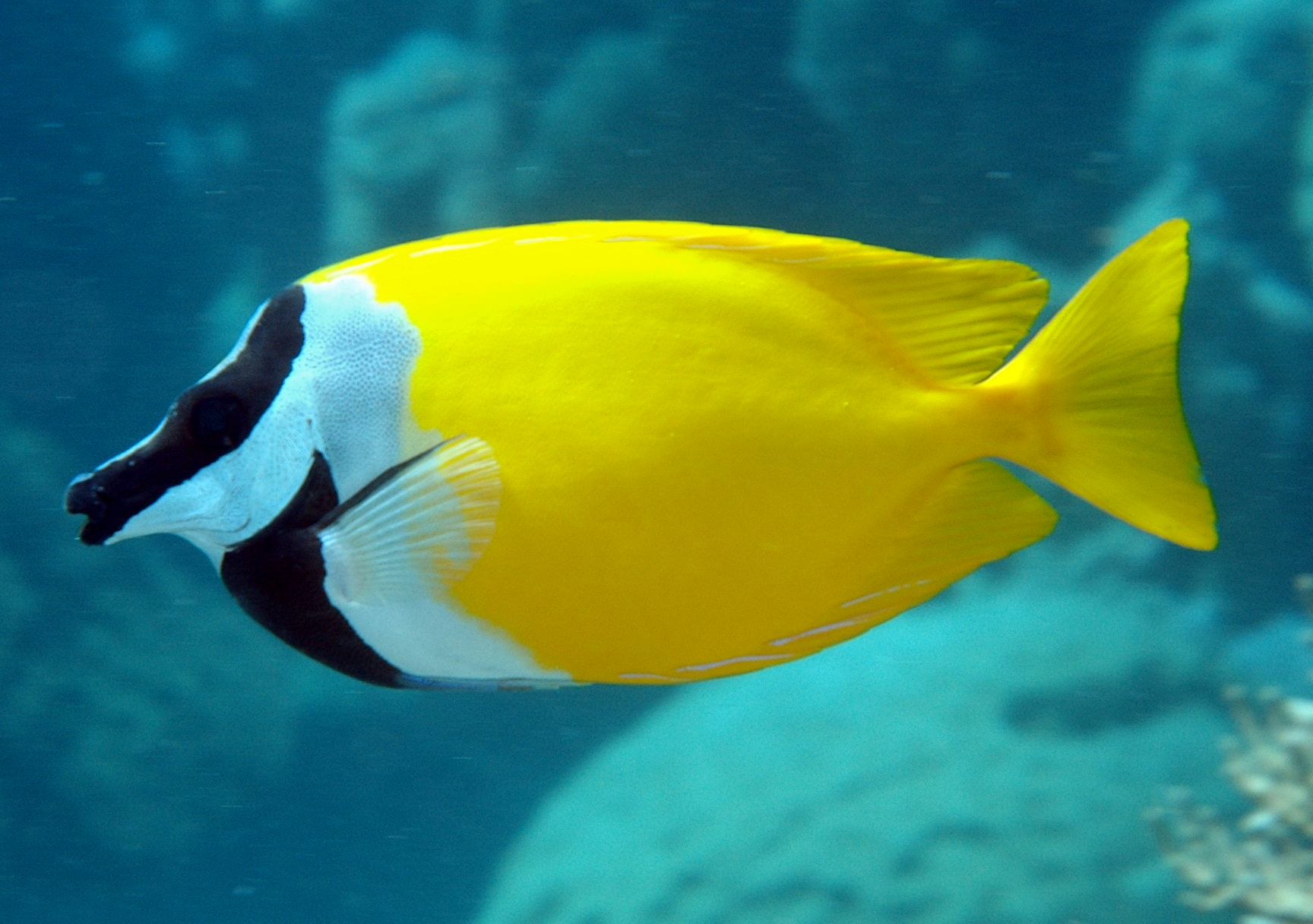
Siganus vulpinus
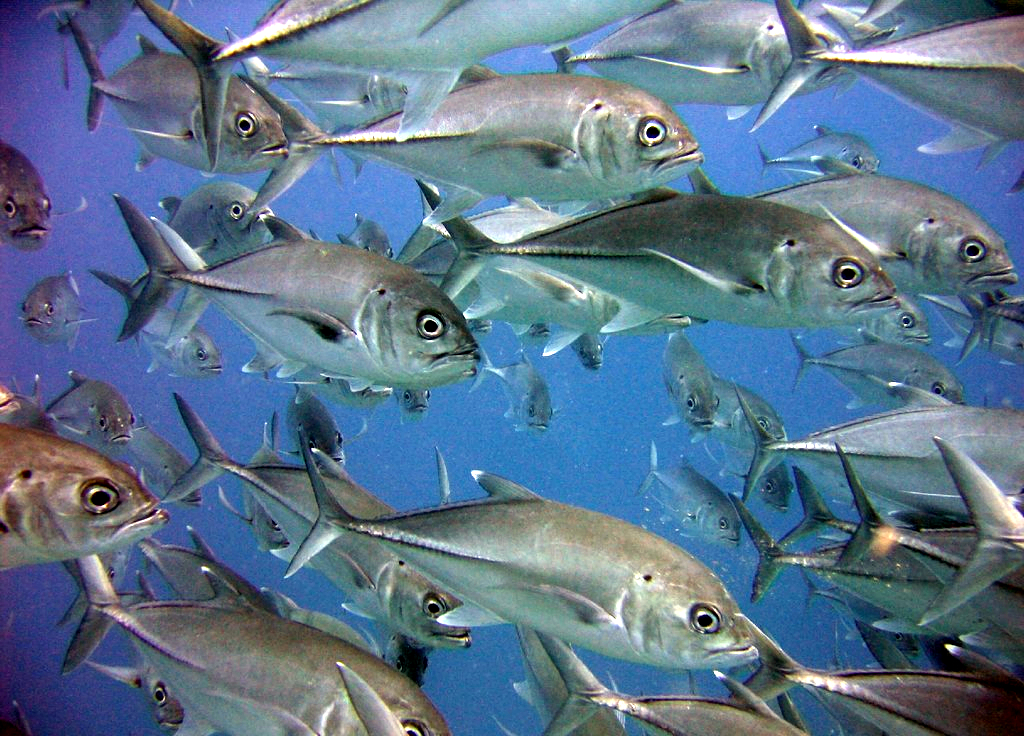
Caranx sexfasciatus
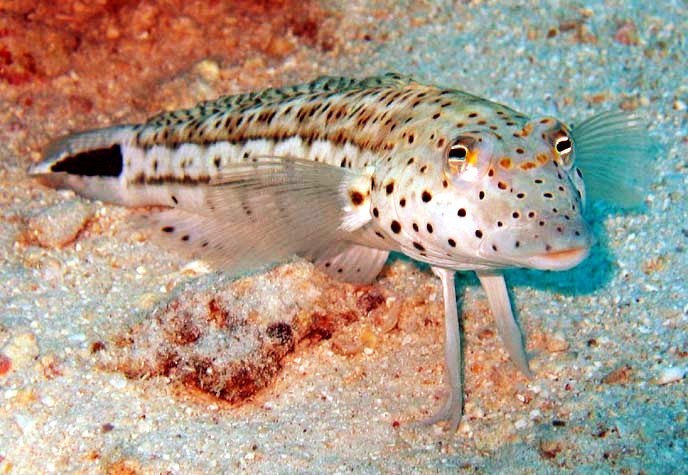
Parapercis hexophtalma
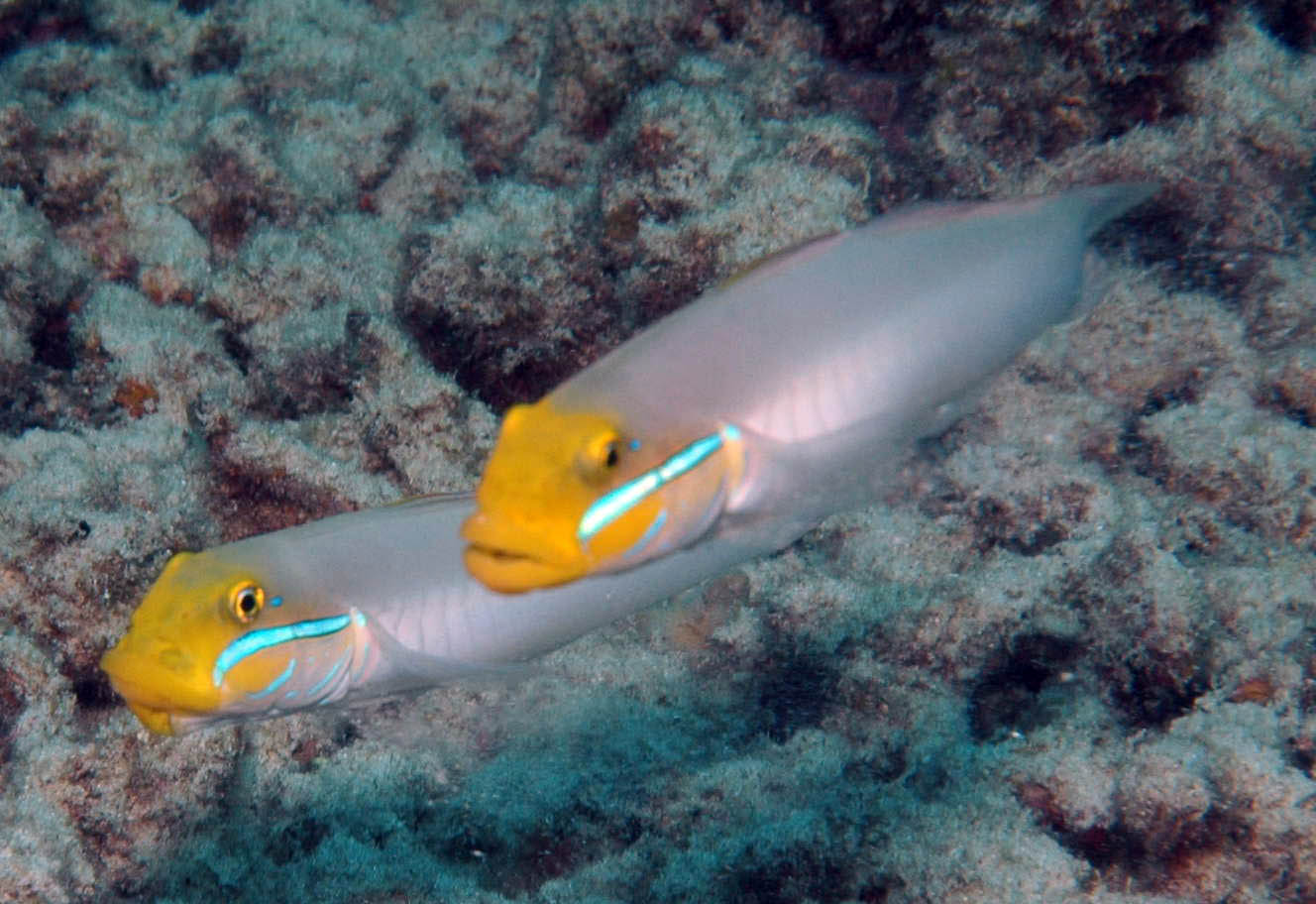
Valenciennea strigata
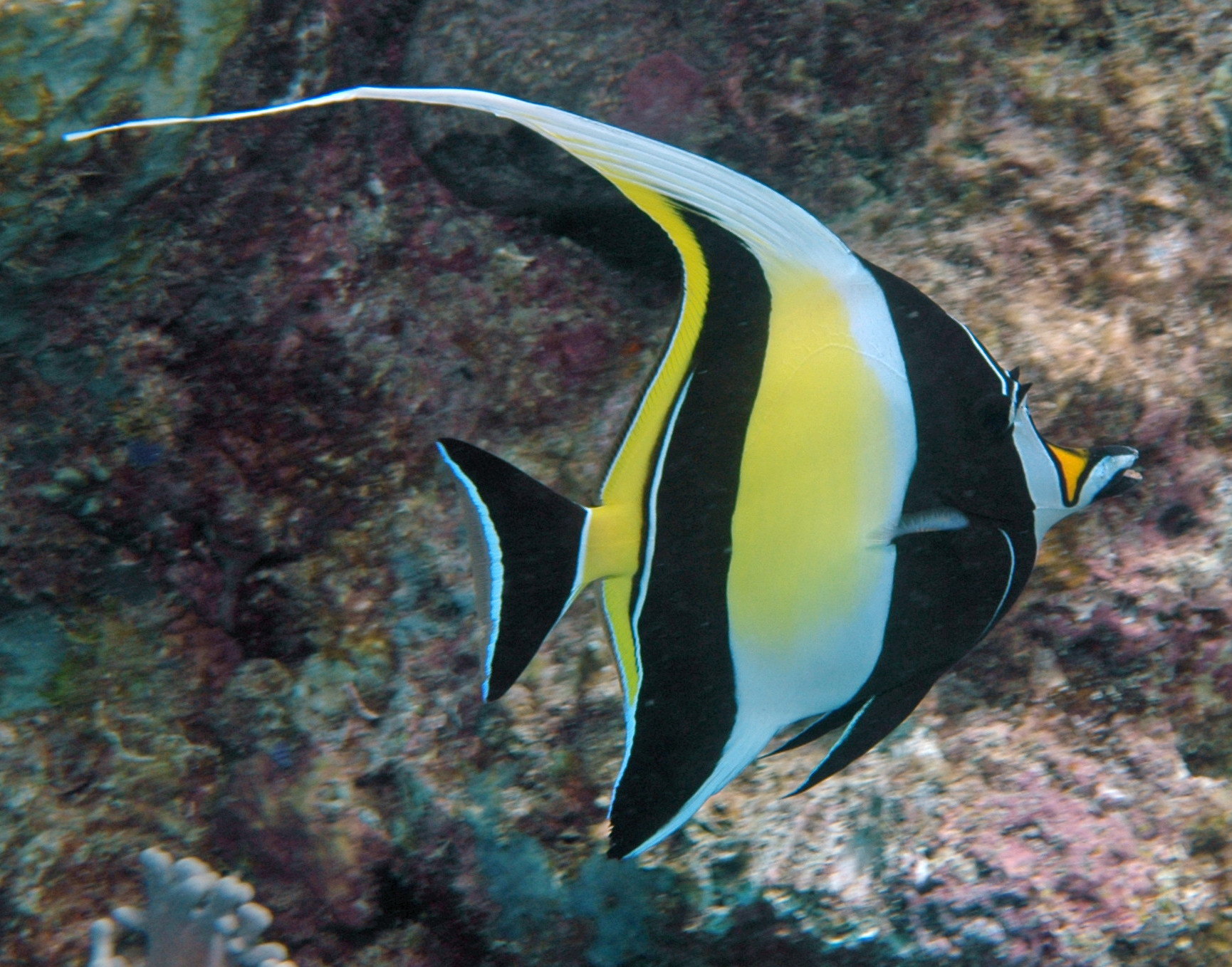
Zanclus cornutus

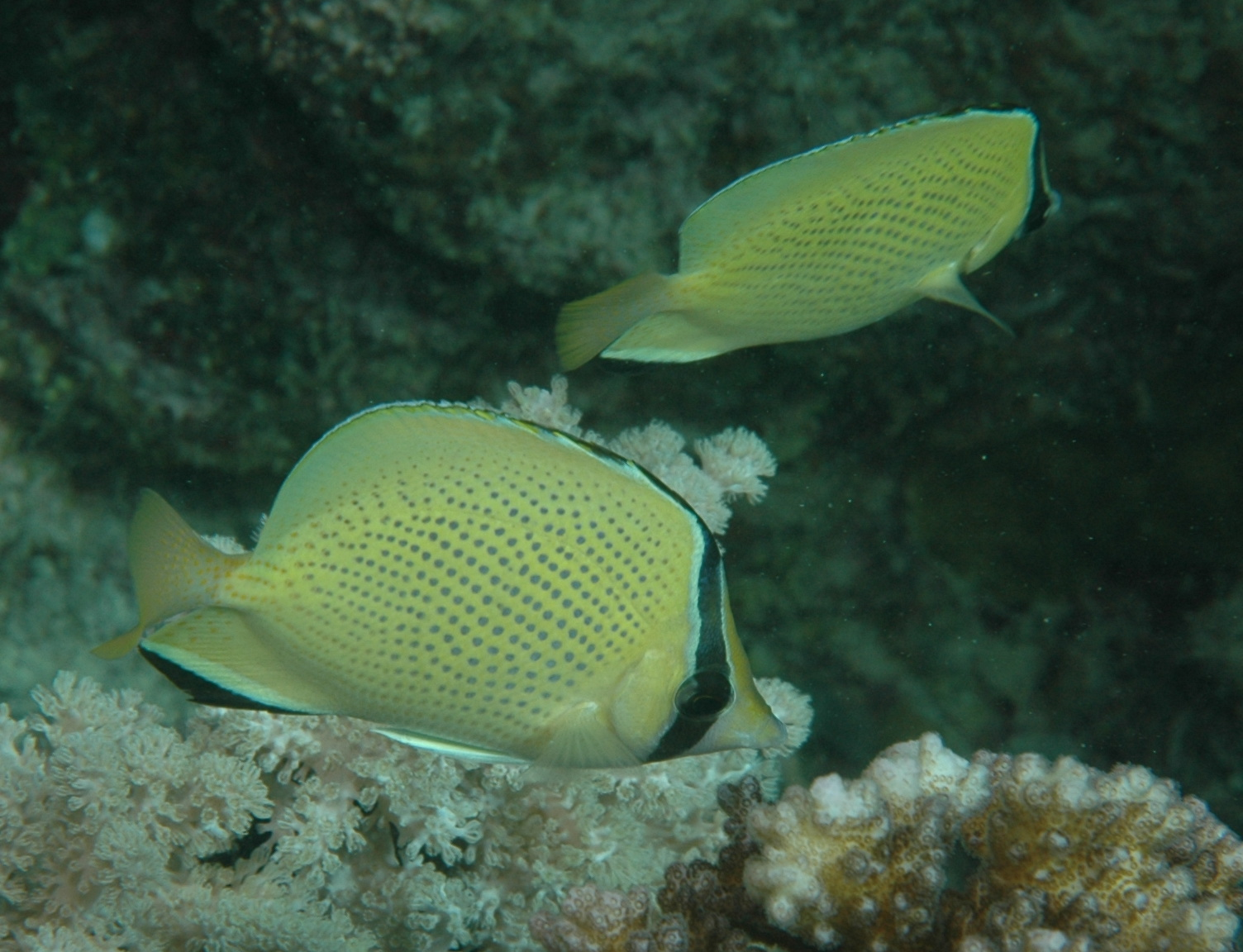
Chaetodon citrinellus
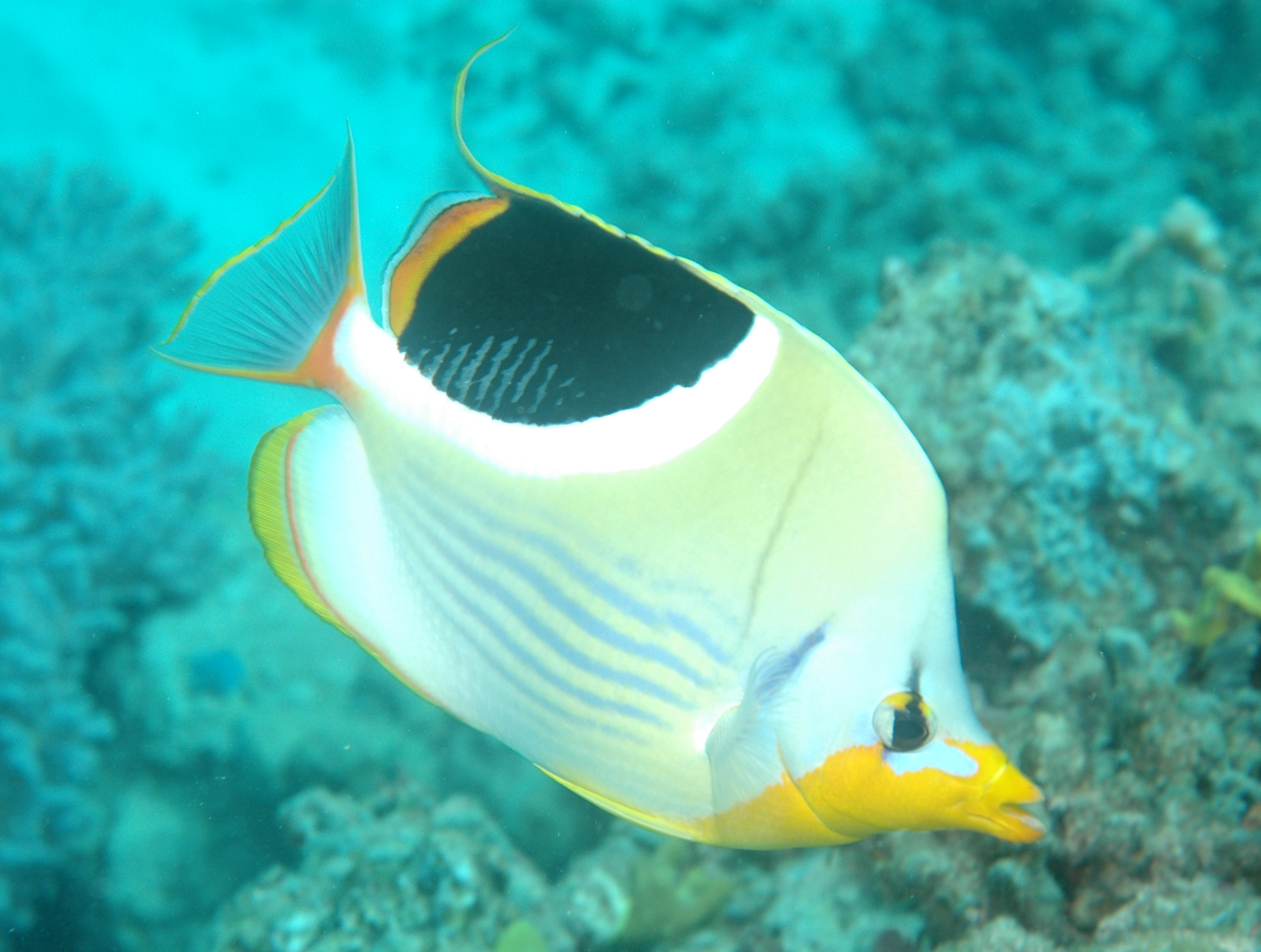
Chaetodon ephippium
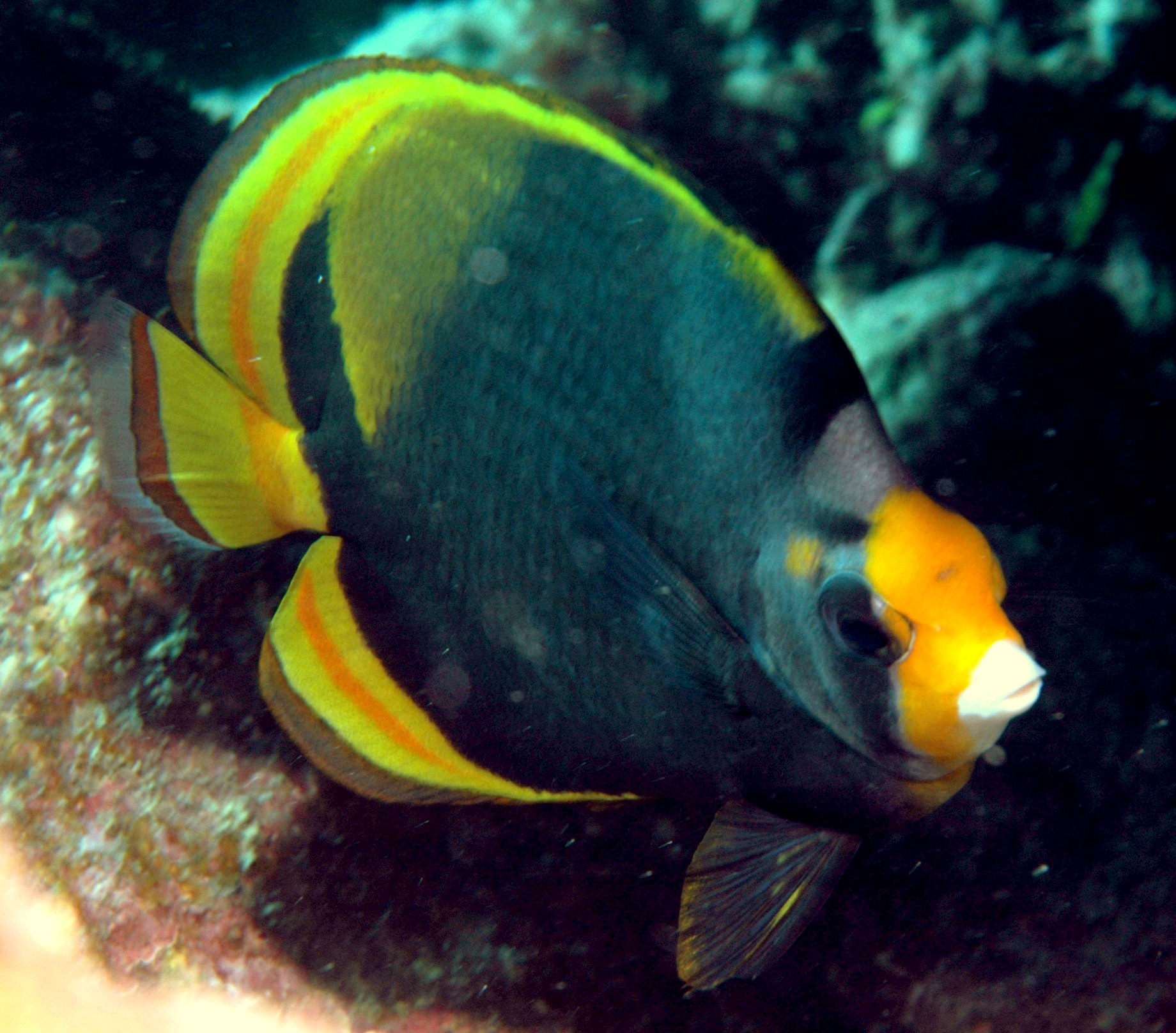
Chaetodon flavirostris
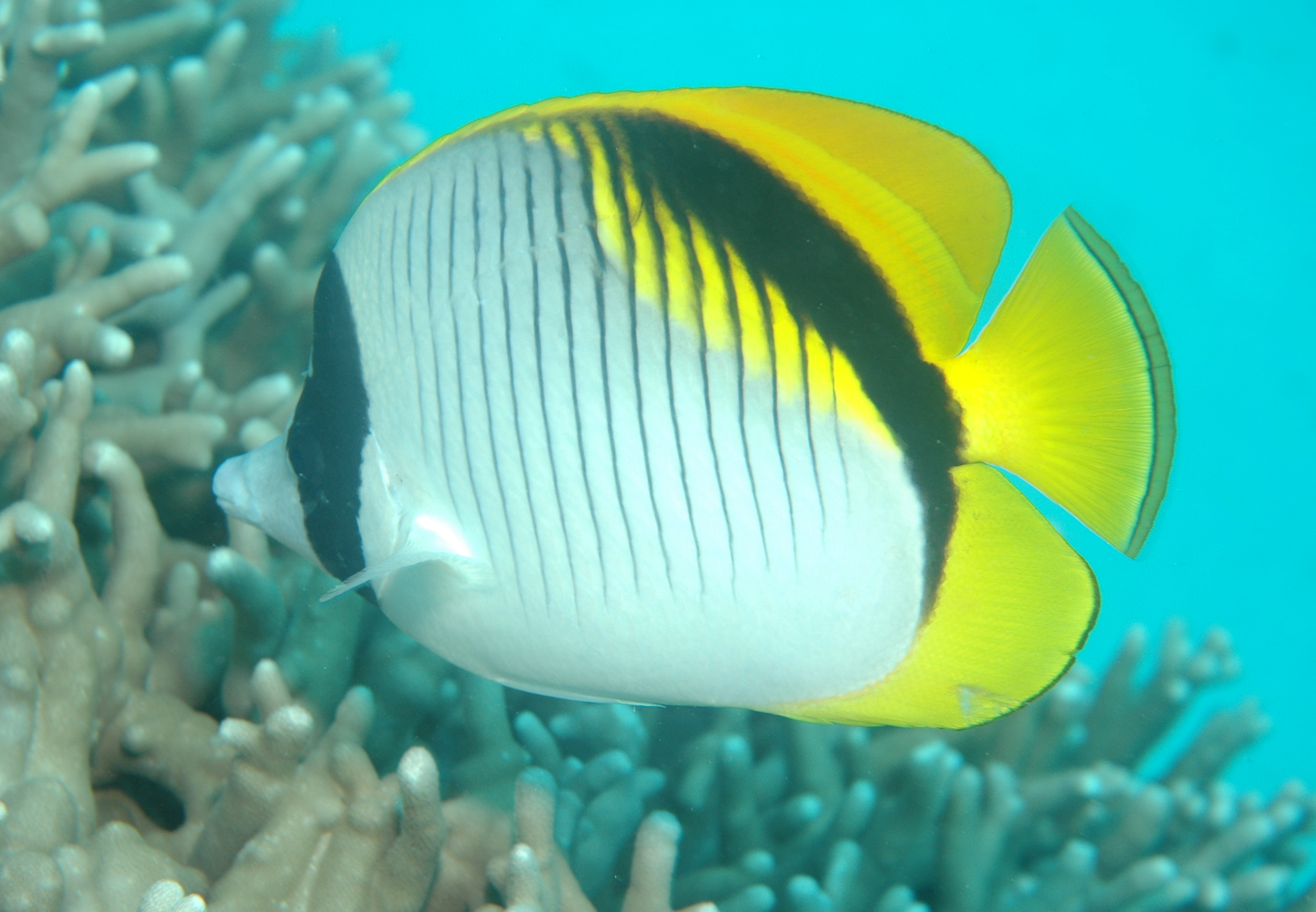
Chaetodon lineolatus
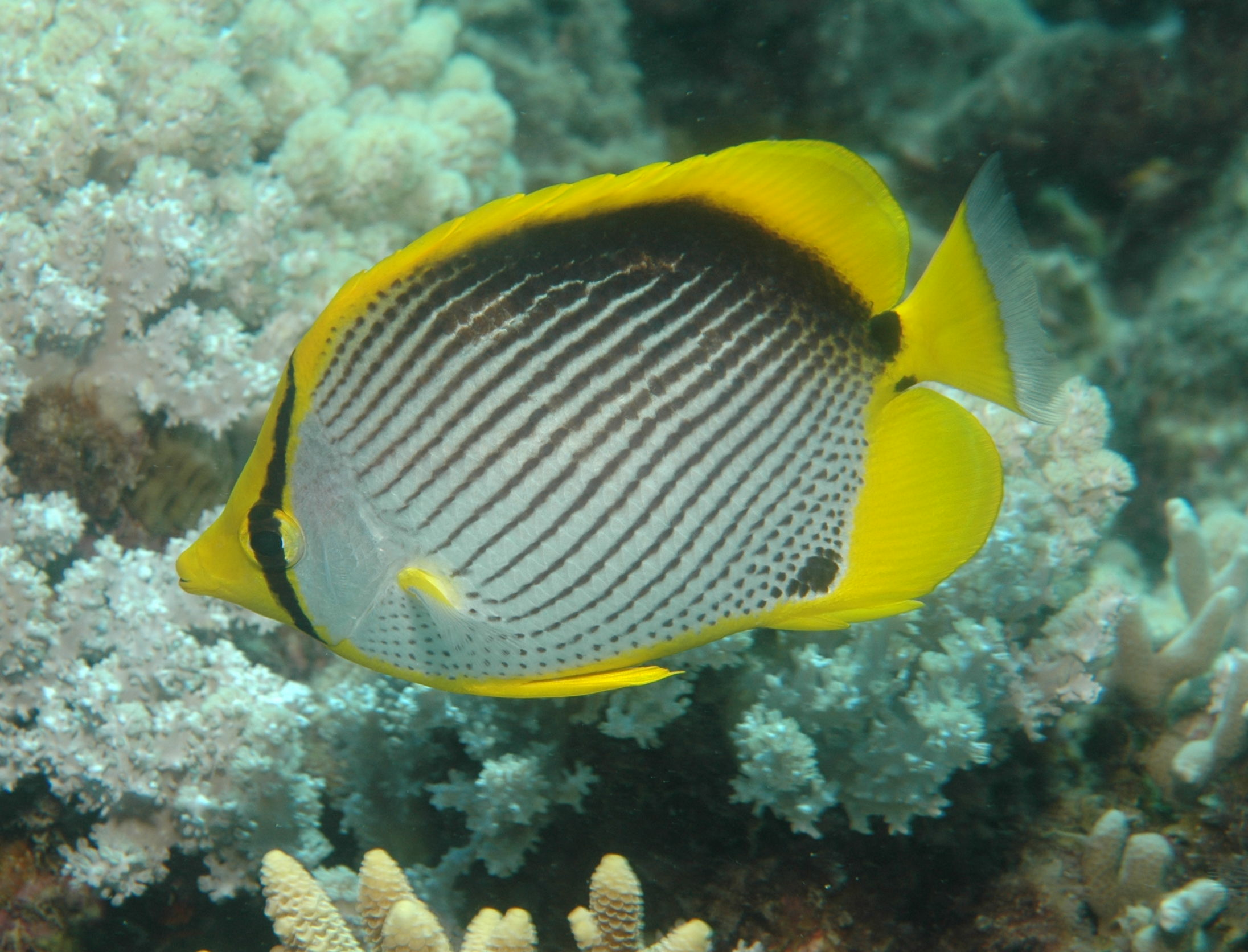
Chaetodon melannotus
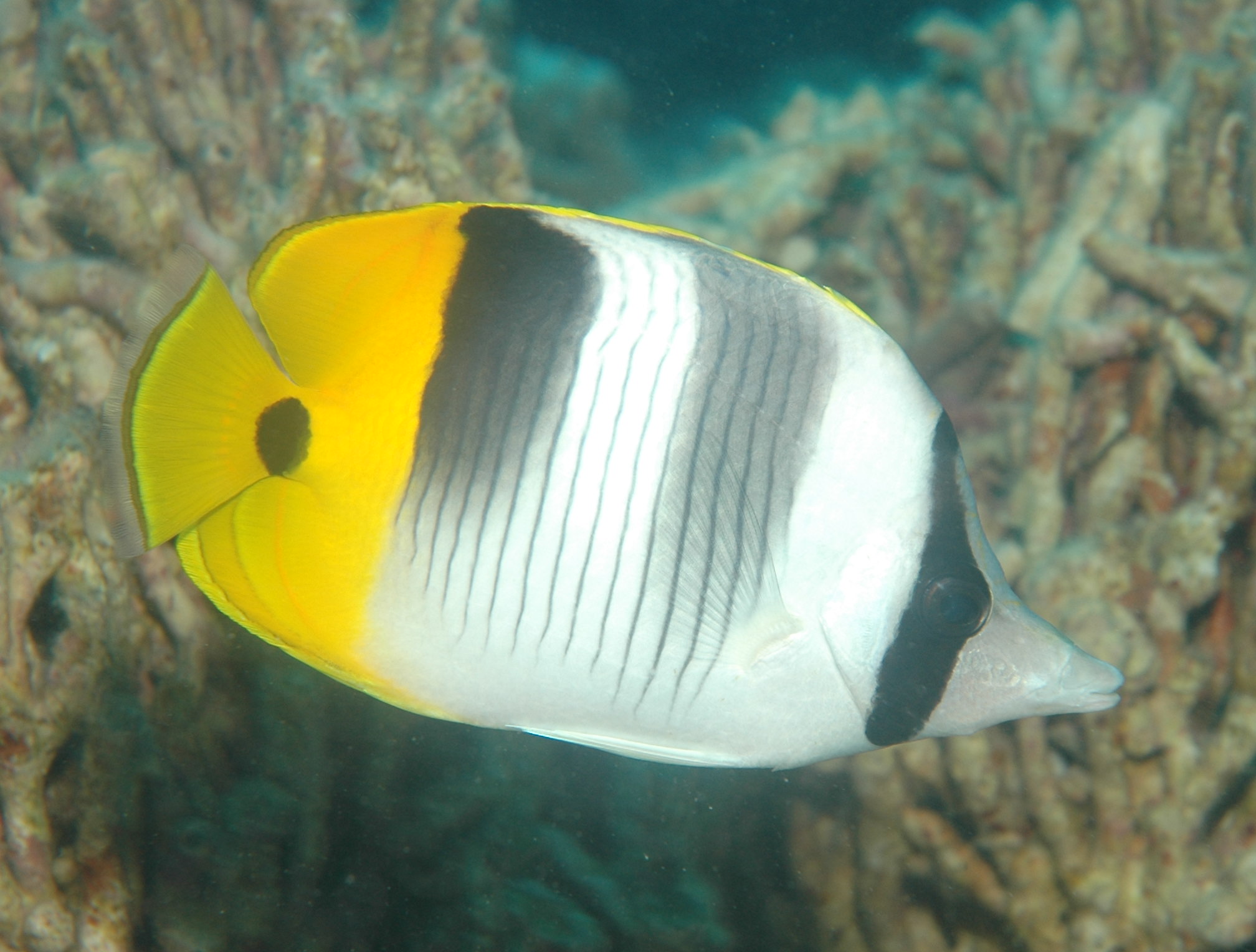
Chaetodon ulietensis
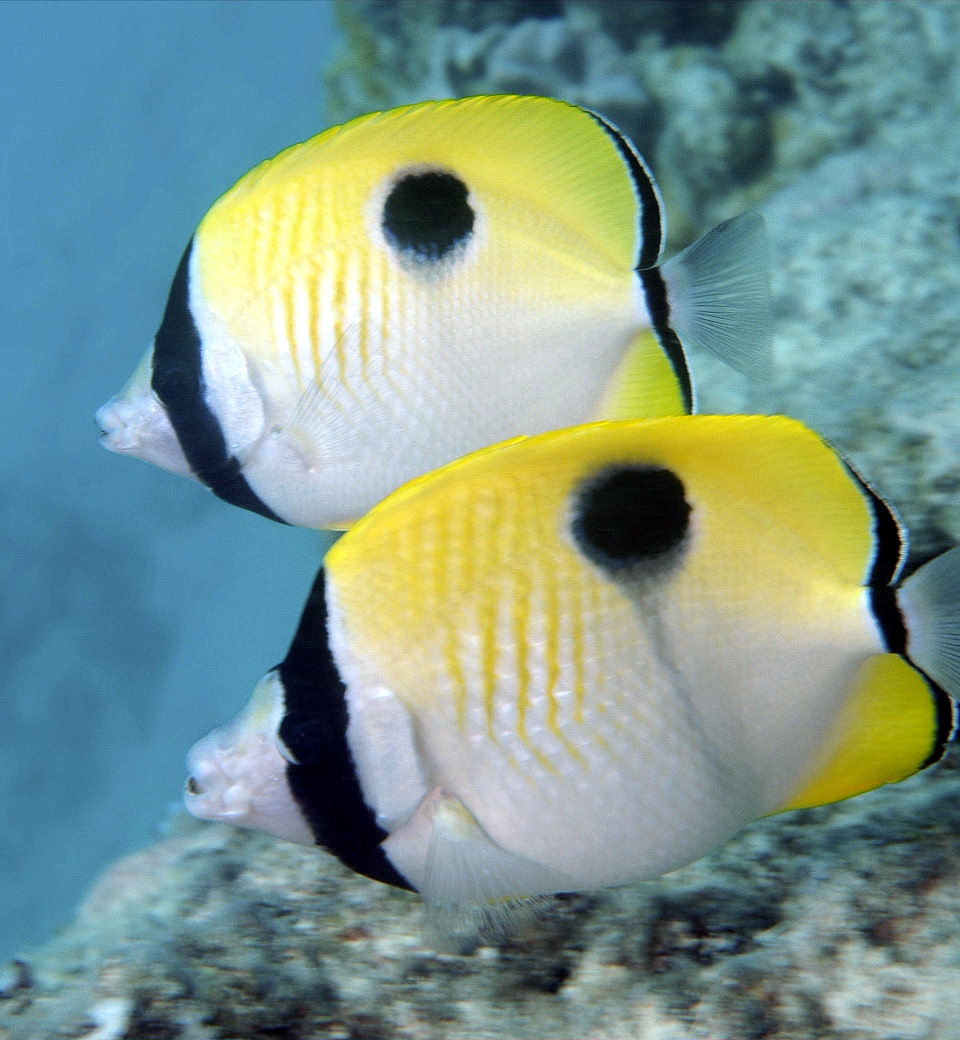
Chaetodon unimaculatus
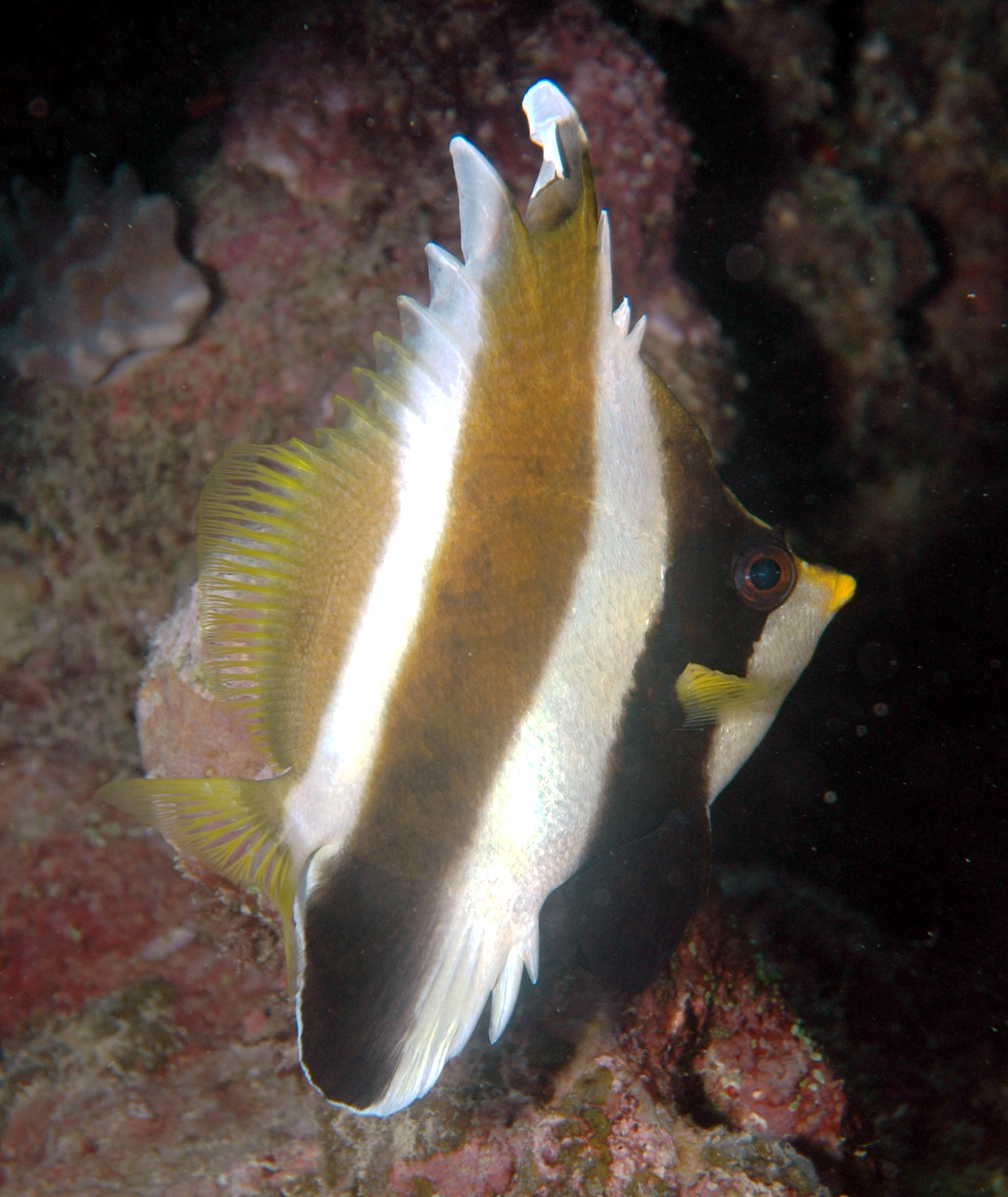
Heniochus chrysostomus

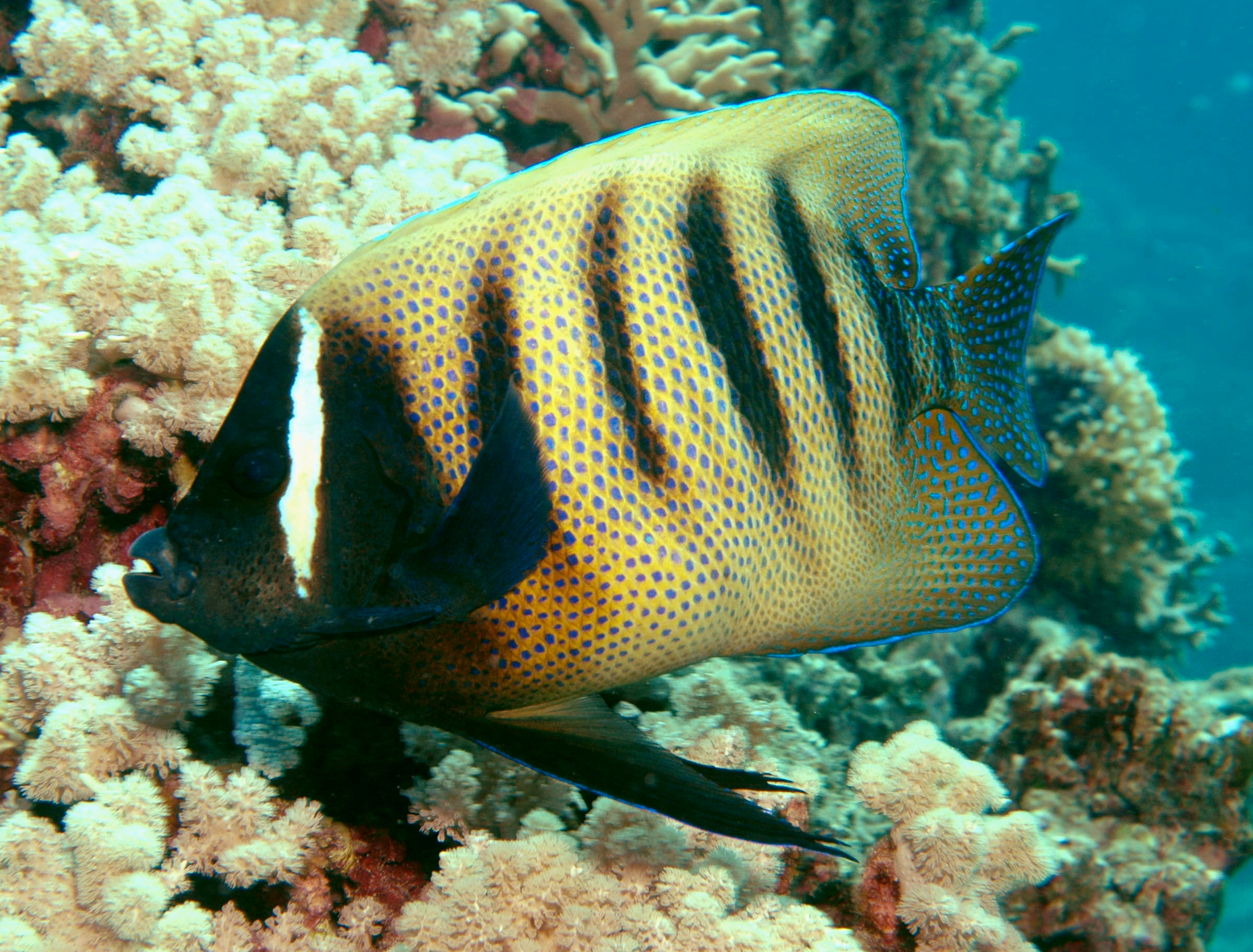
Pomacanthus sexstriatus
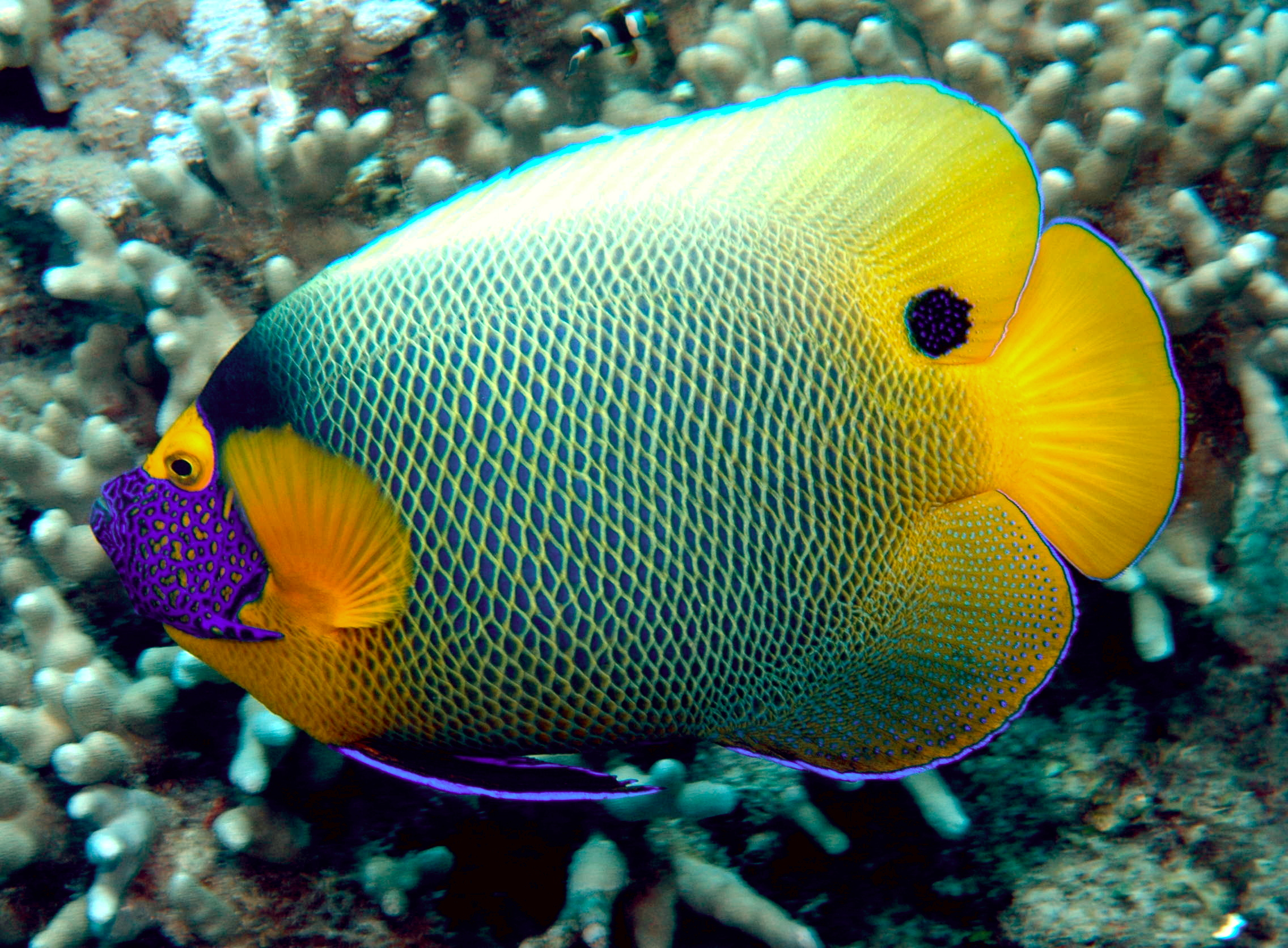
Pomacanthus xanthometopon

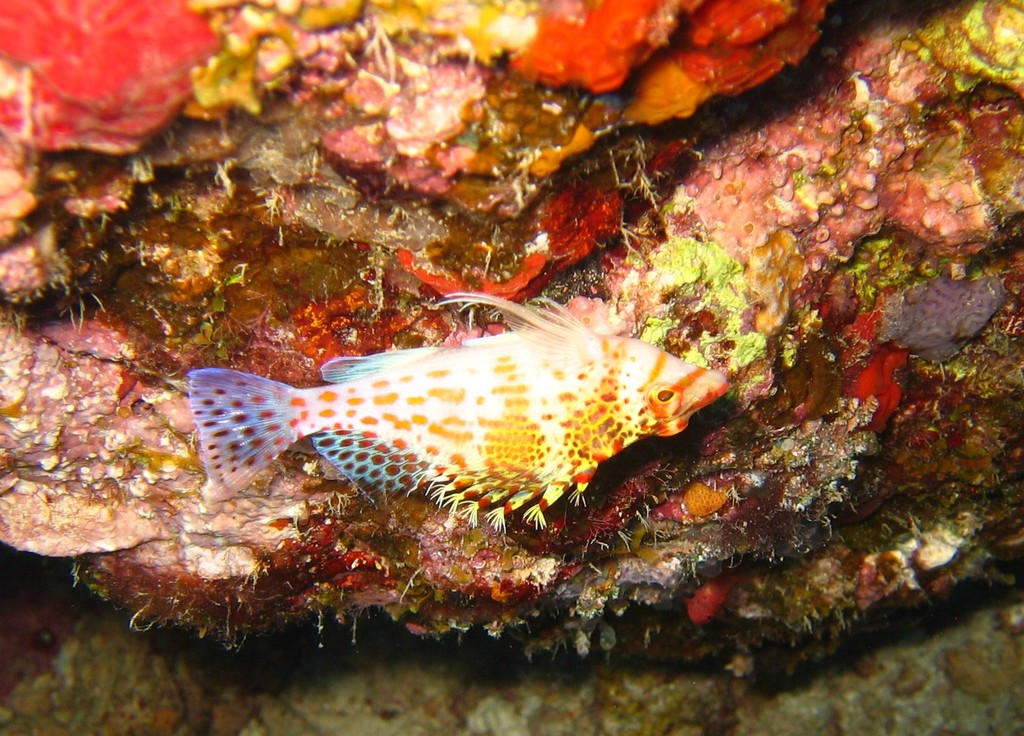
Cirrhitichthys falco
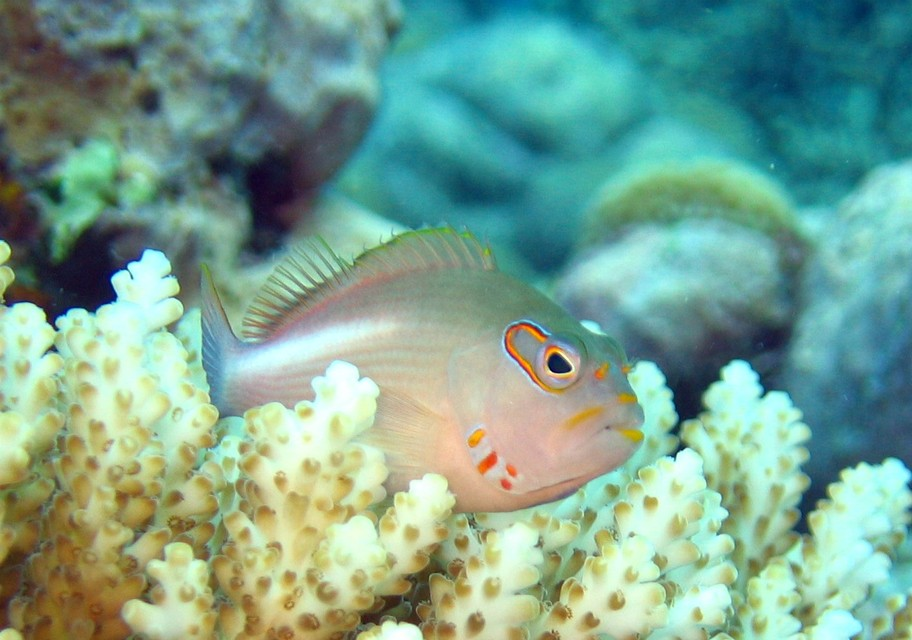
Paracirrhites arcatus

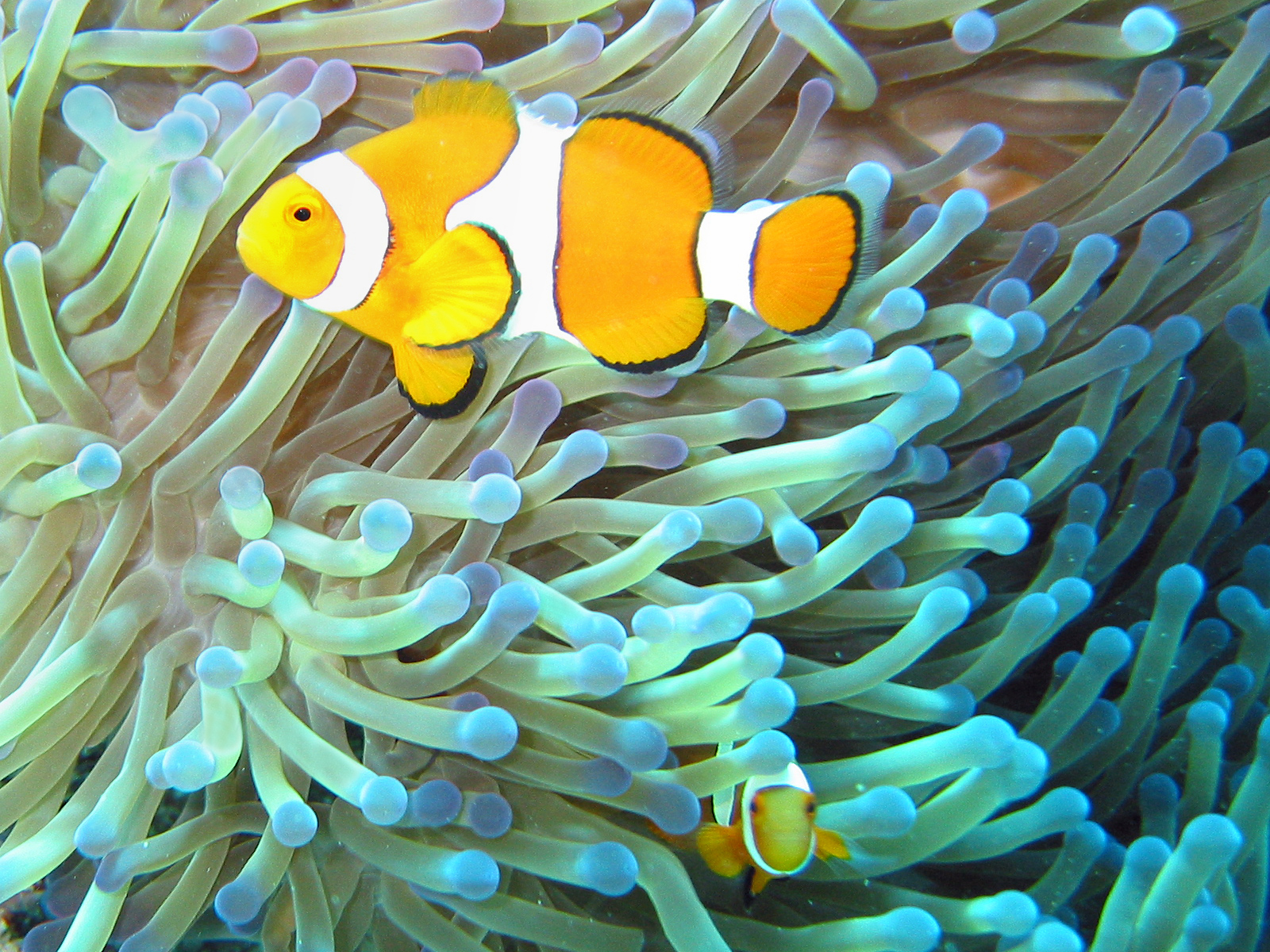
Poisson clown (Amphiprion ocellaris) et son anémone
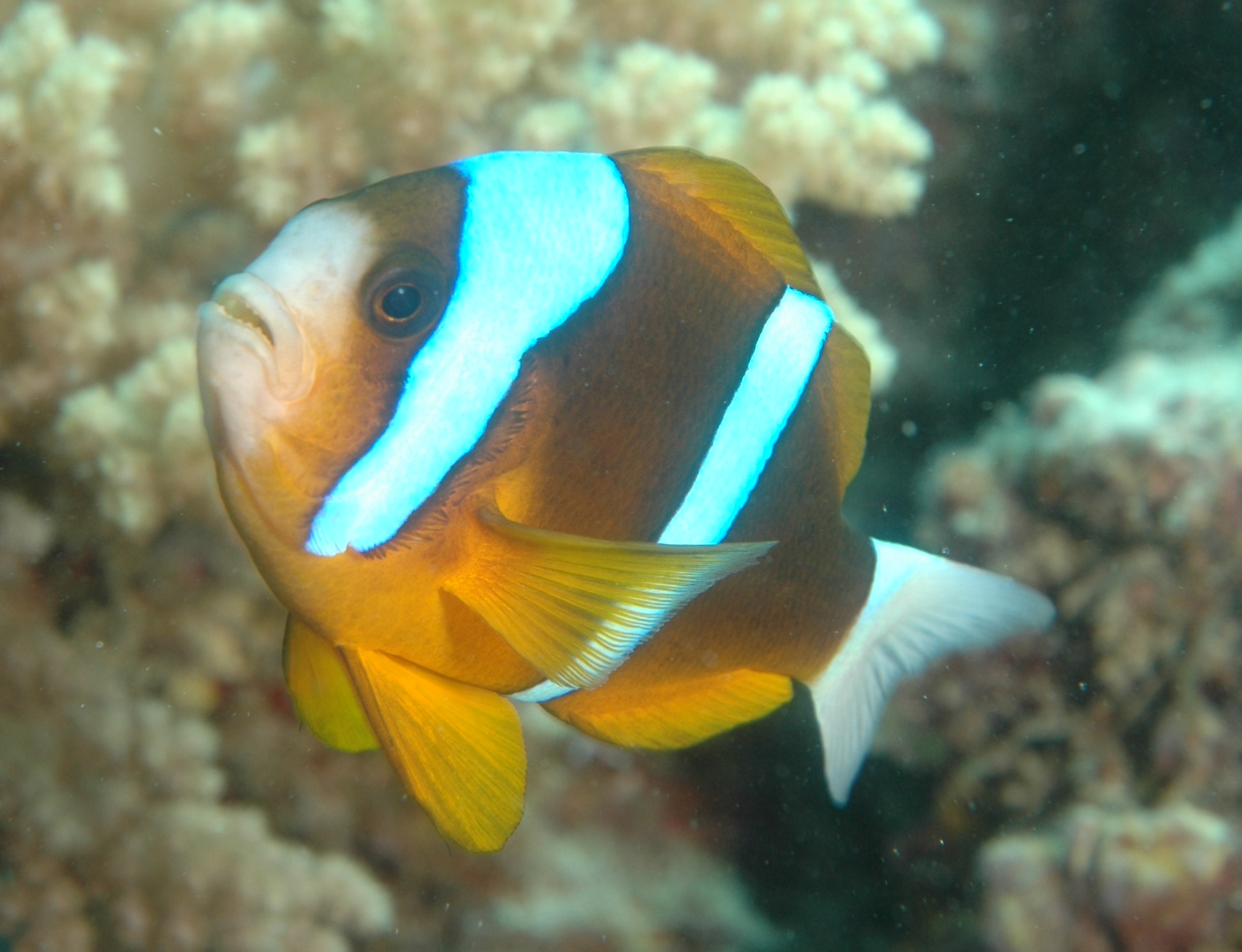
Amphiprion akindynos
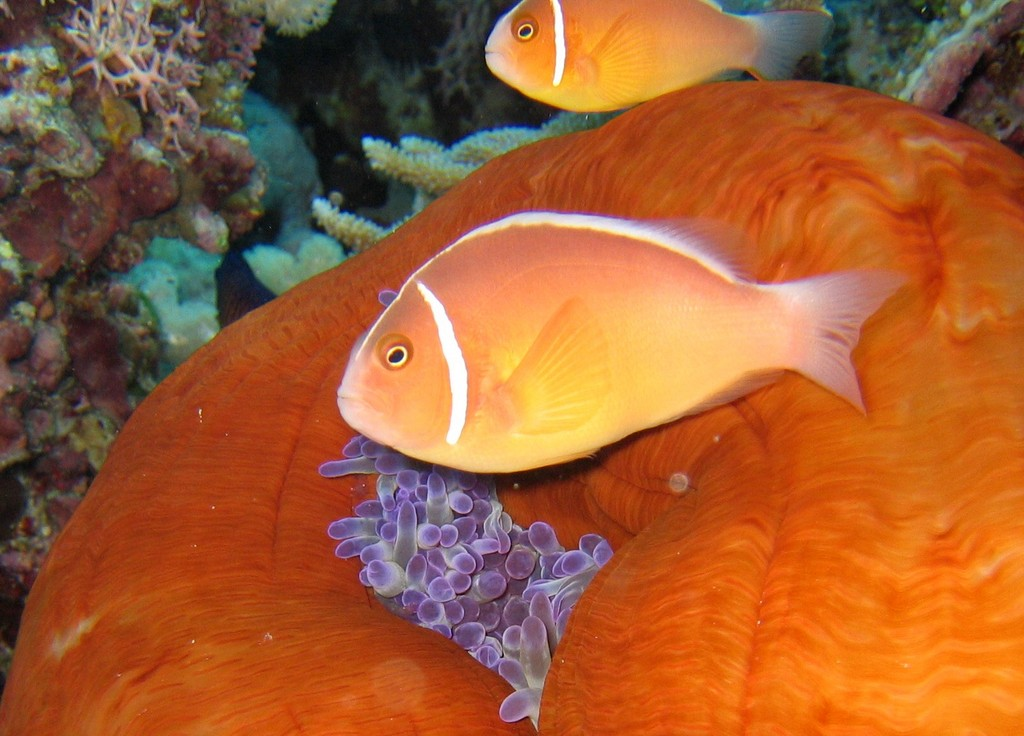
Amphiprion perideraion
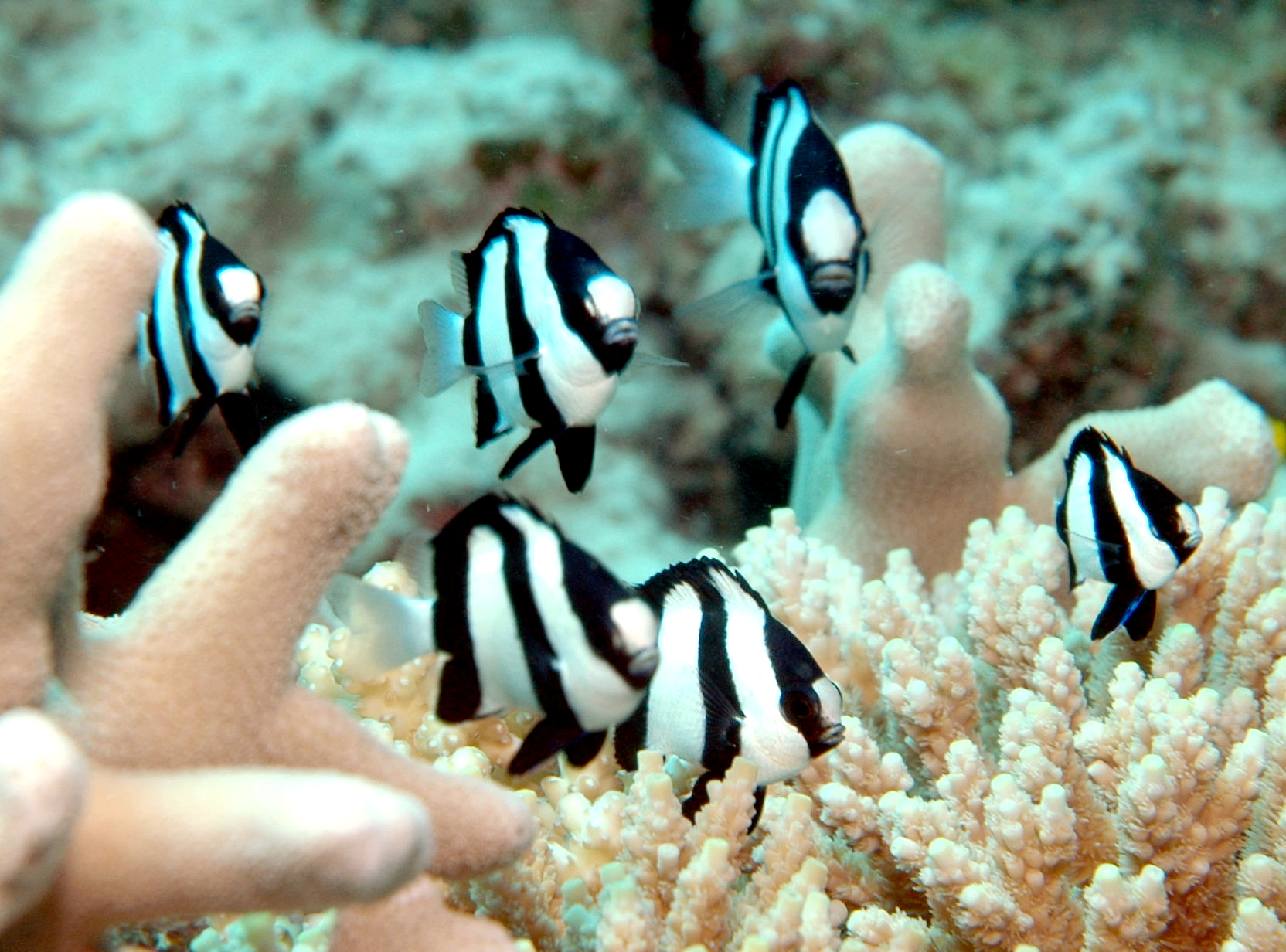
Dascyllus aruanus

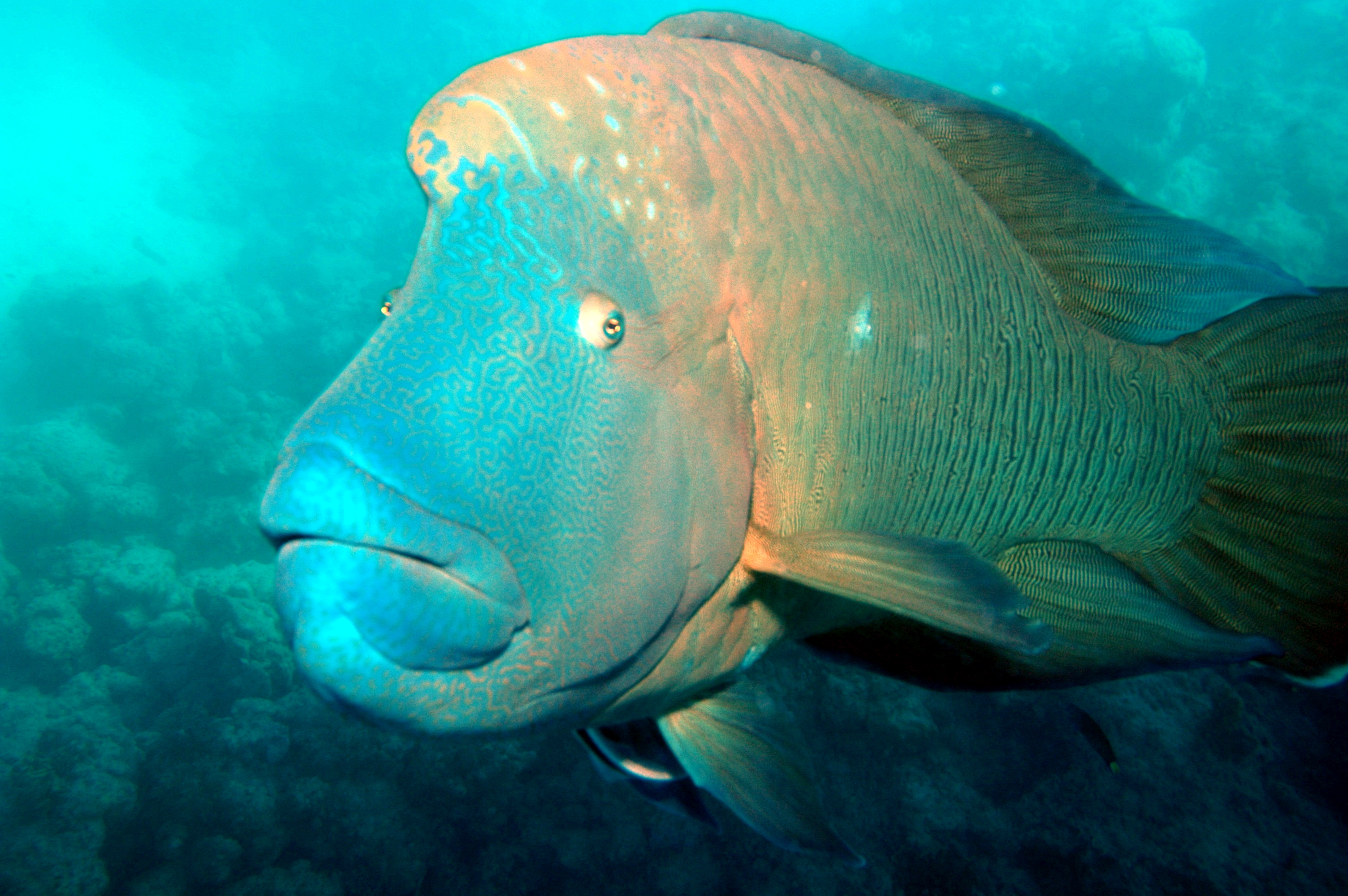
Cheilinus undulatus
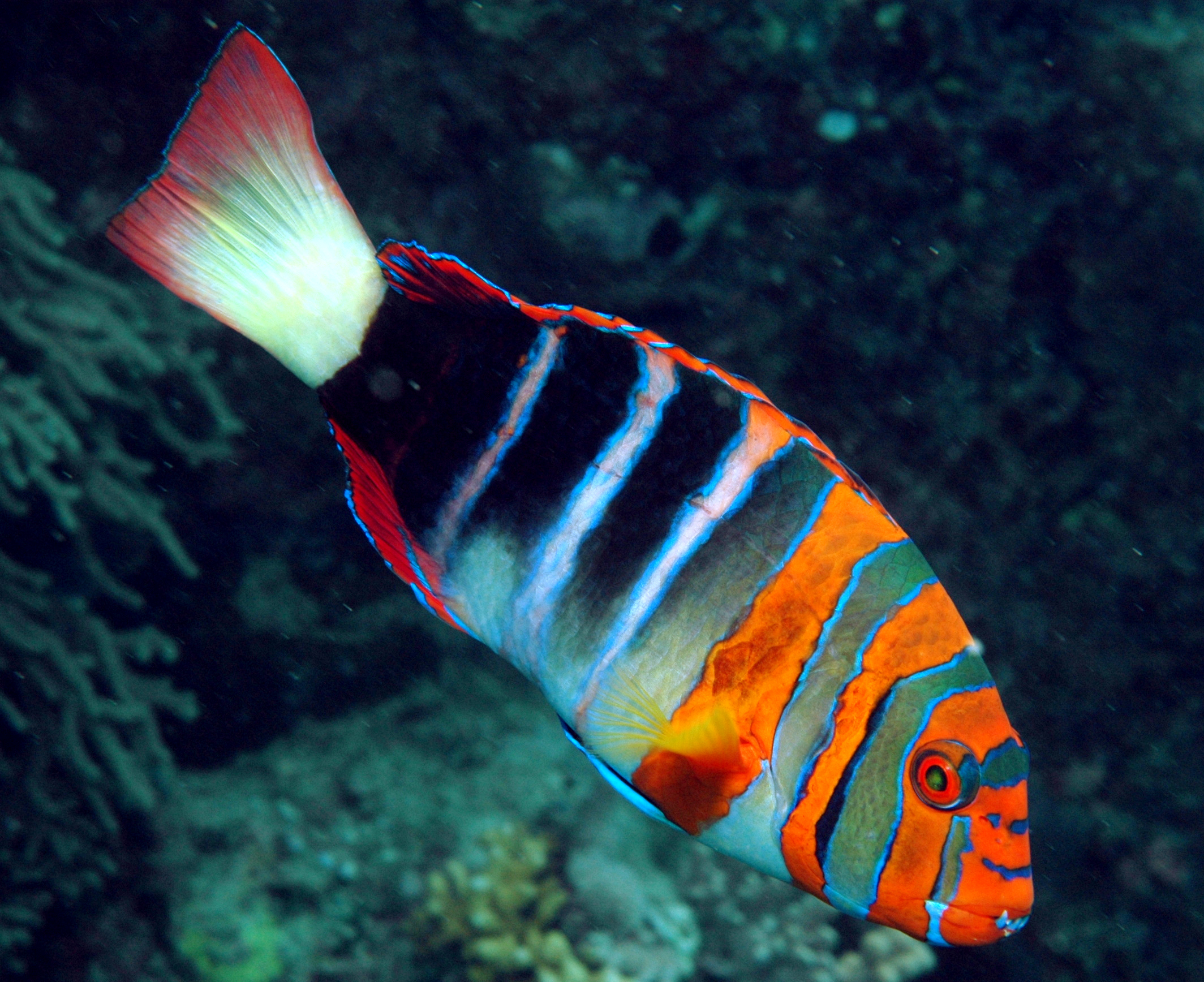
Choerodon fasciatus
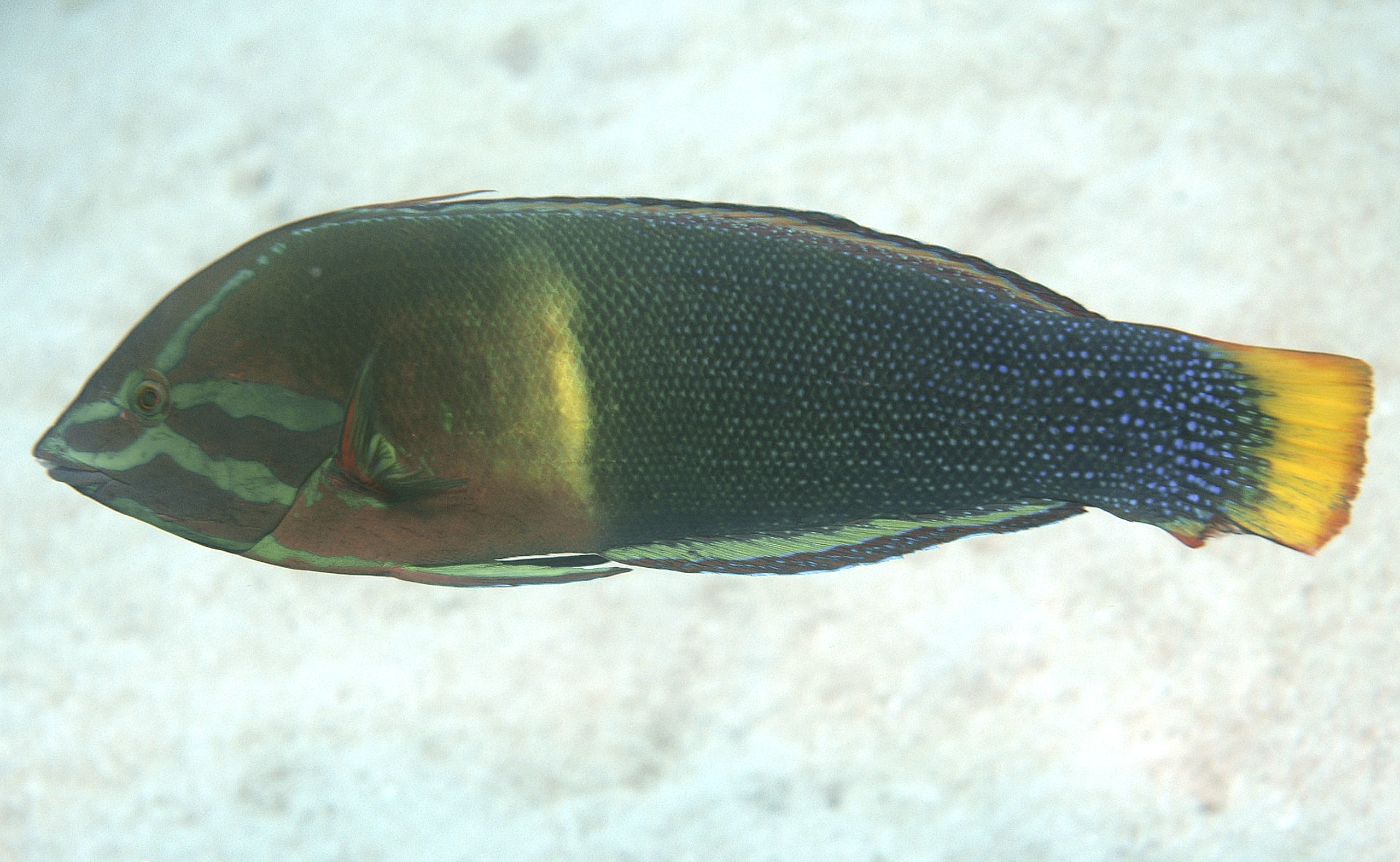
Coris gaimard
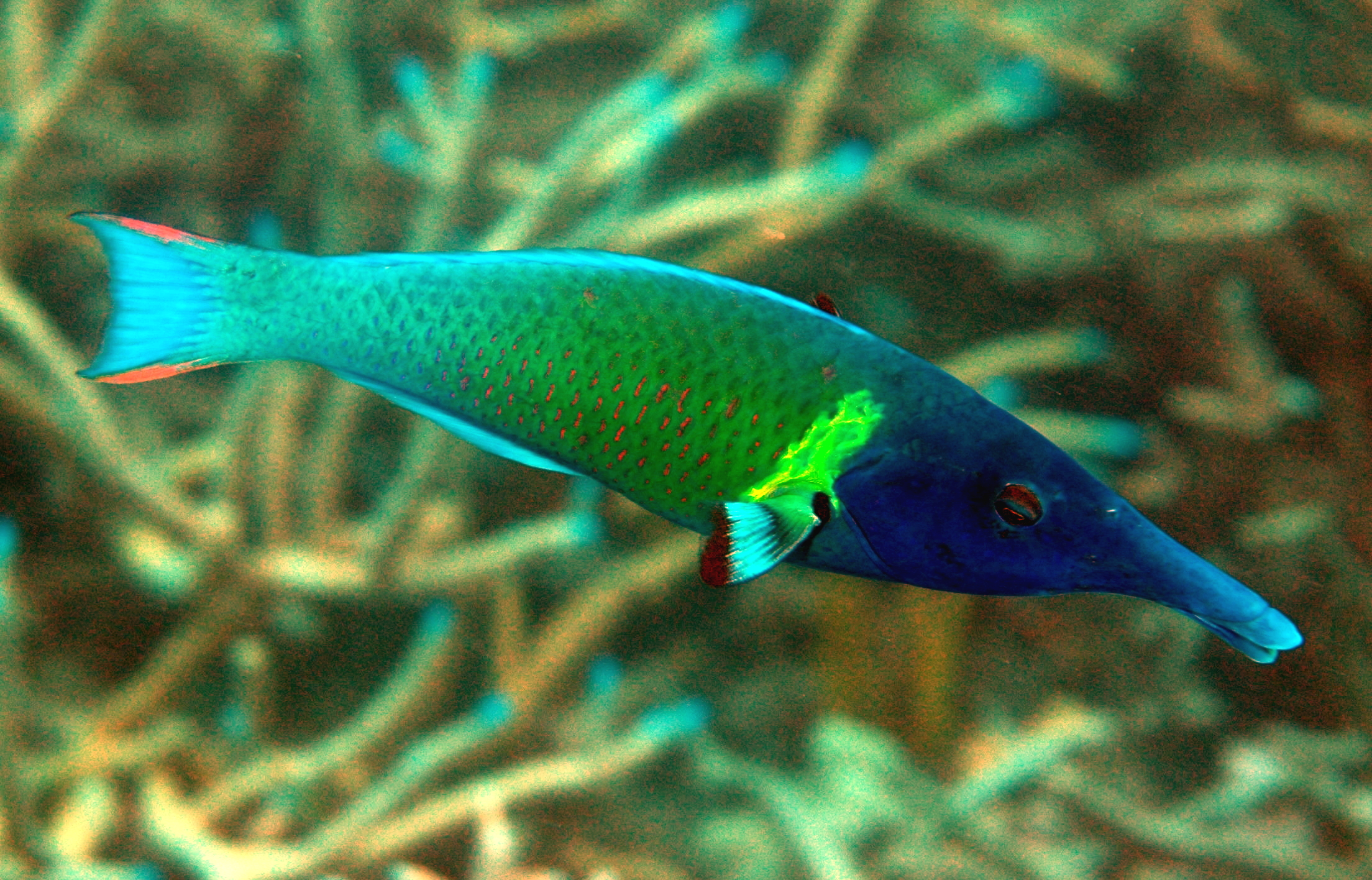
Gomphosus varius
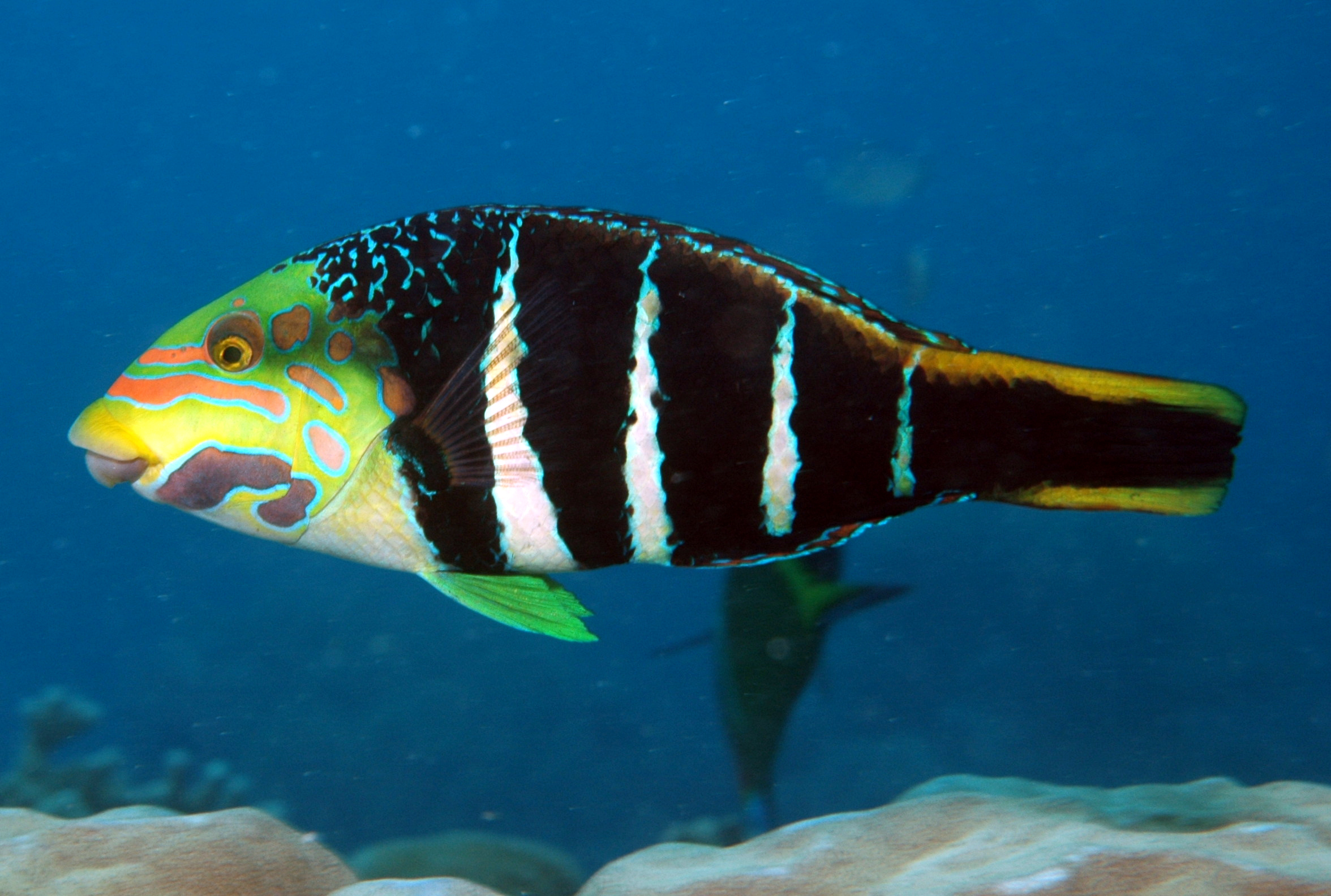
Hemigymnus fasciatus
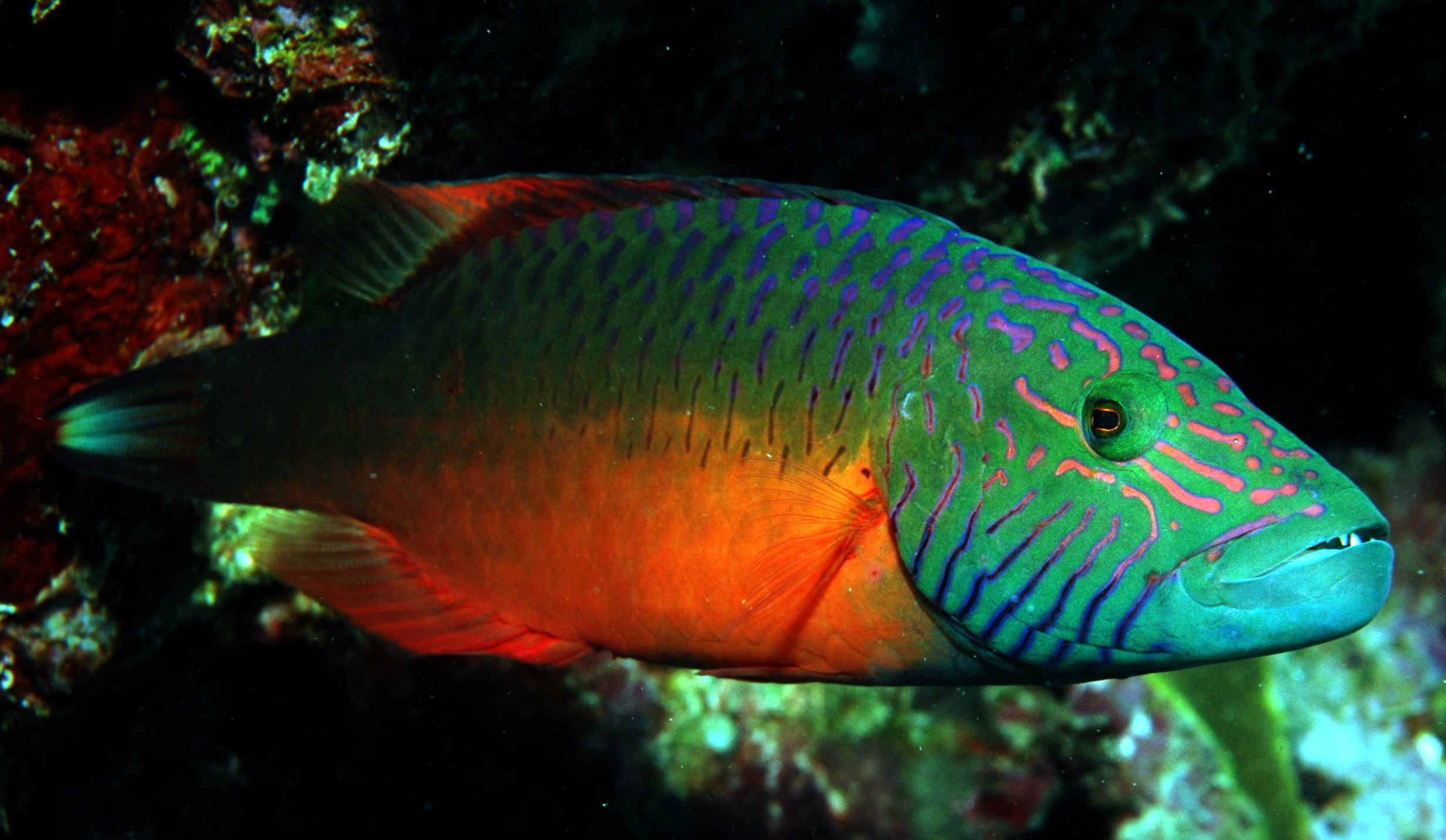
Oxycheilinus digramma
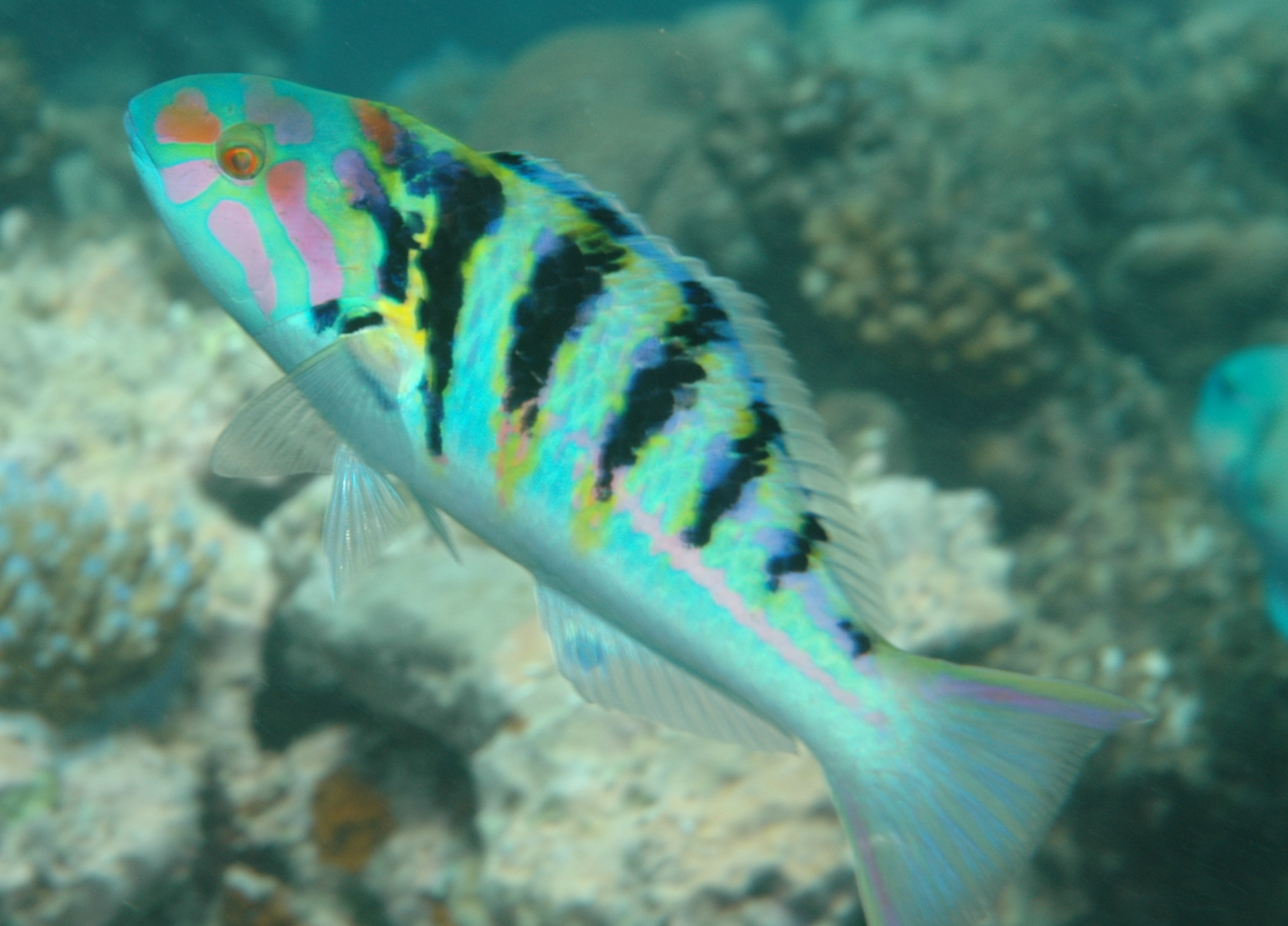
Thalassoma hardwicke
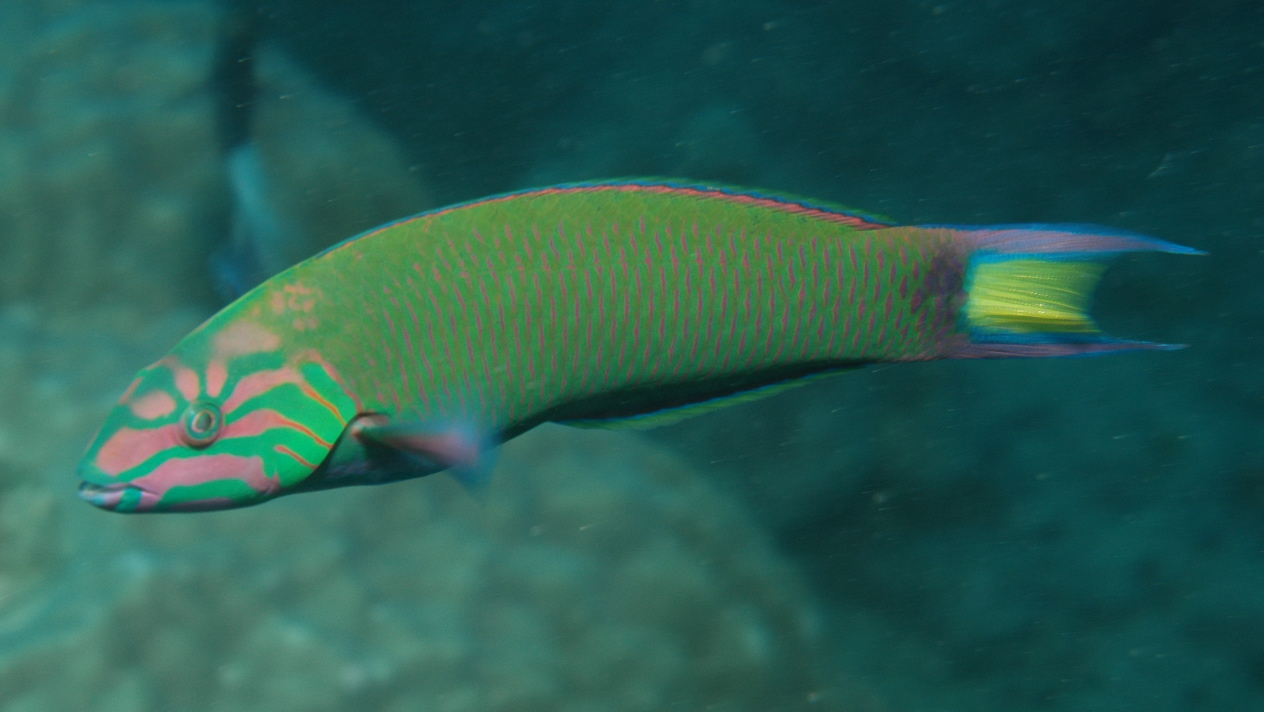
Thalassoma lunare

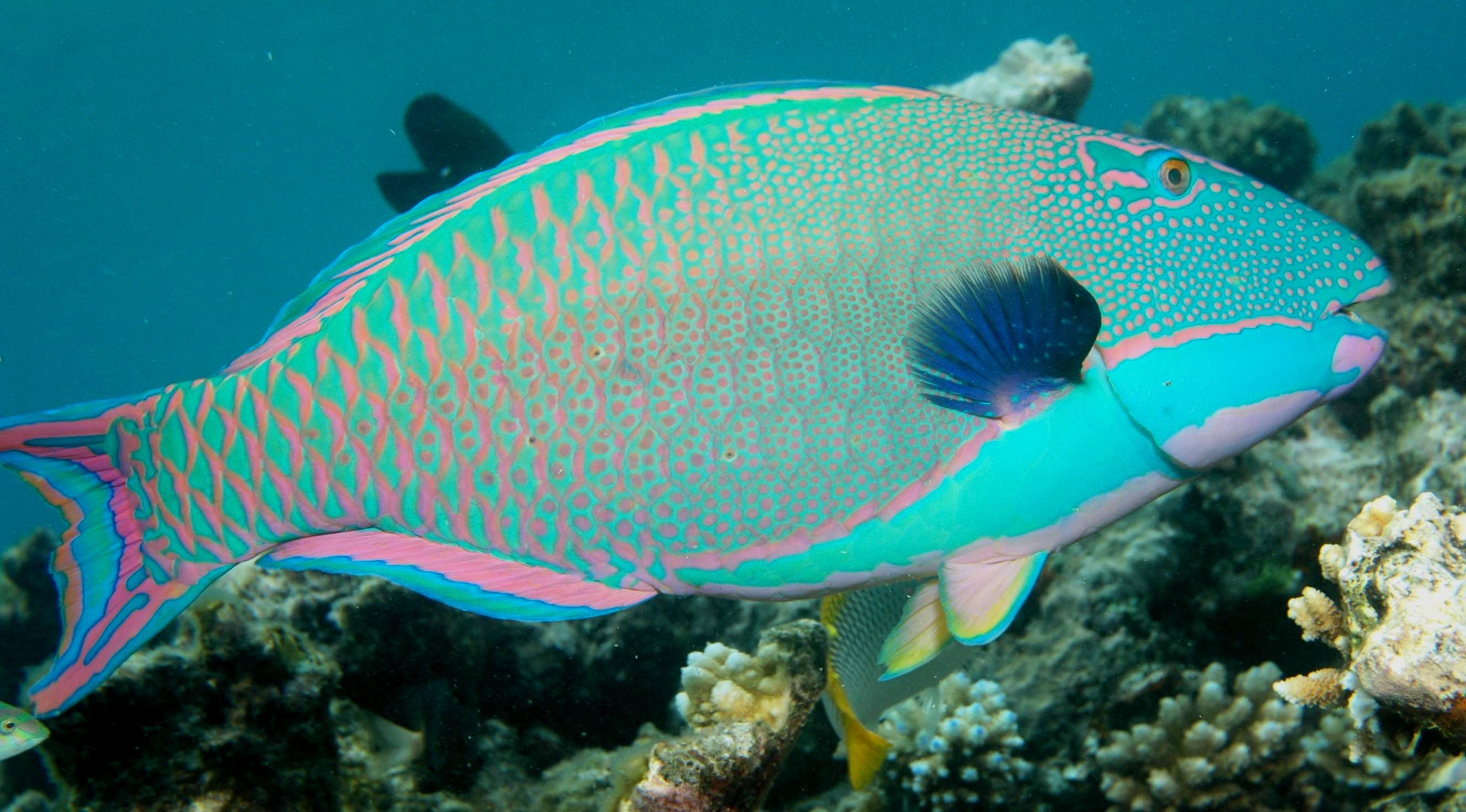
Cetoscarus ocellatus
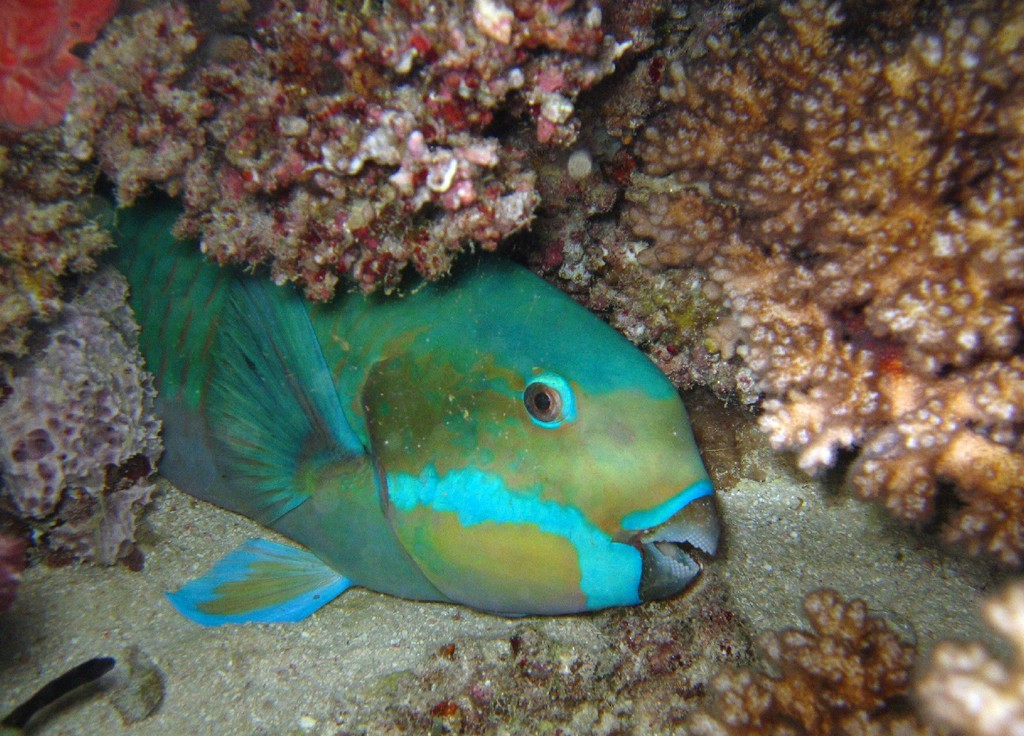
Chlorurus microrhinos
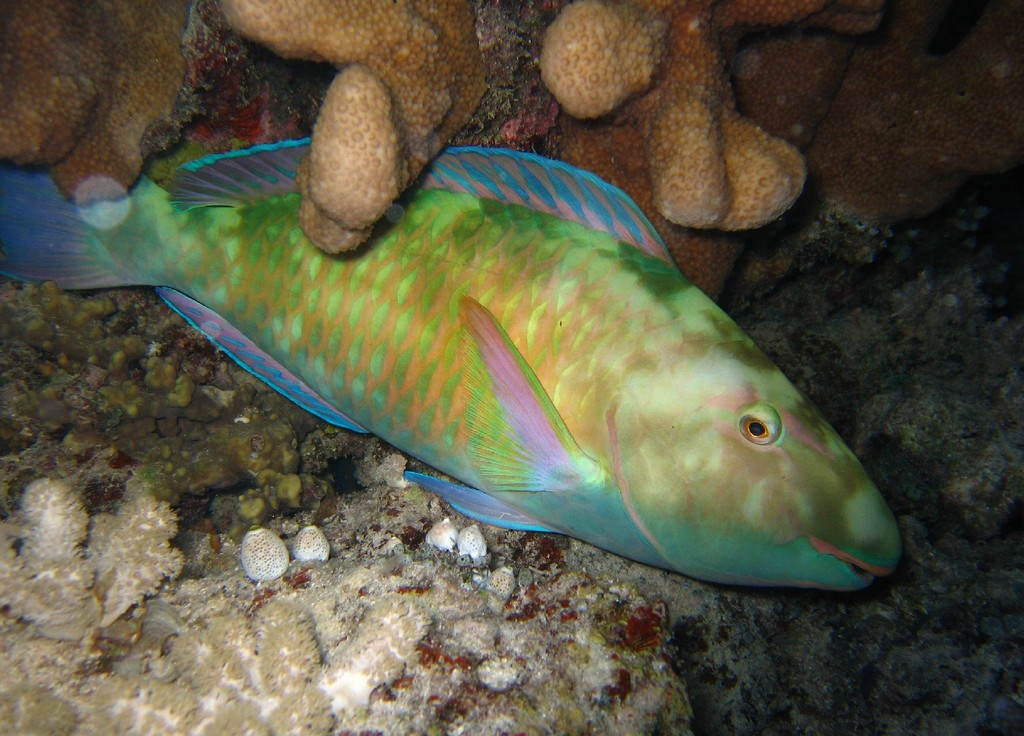
Hipposcarus longiceps
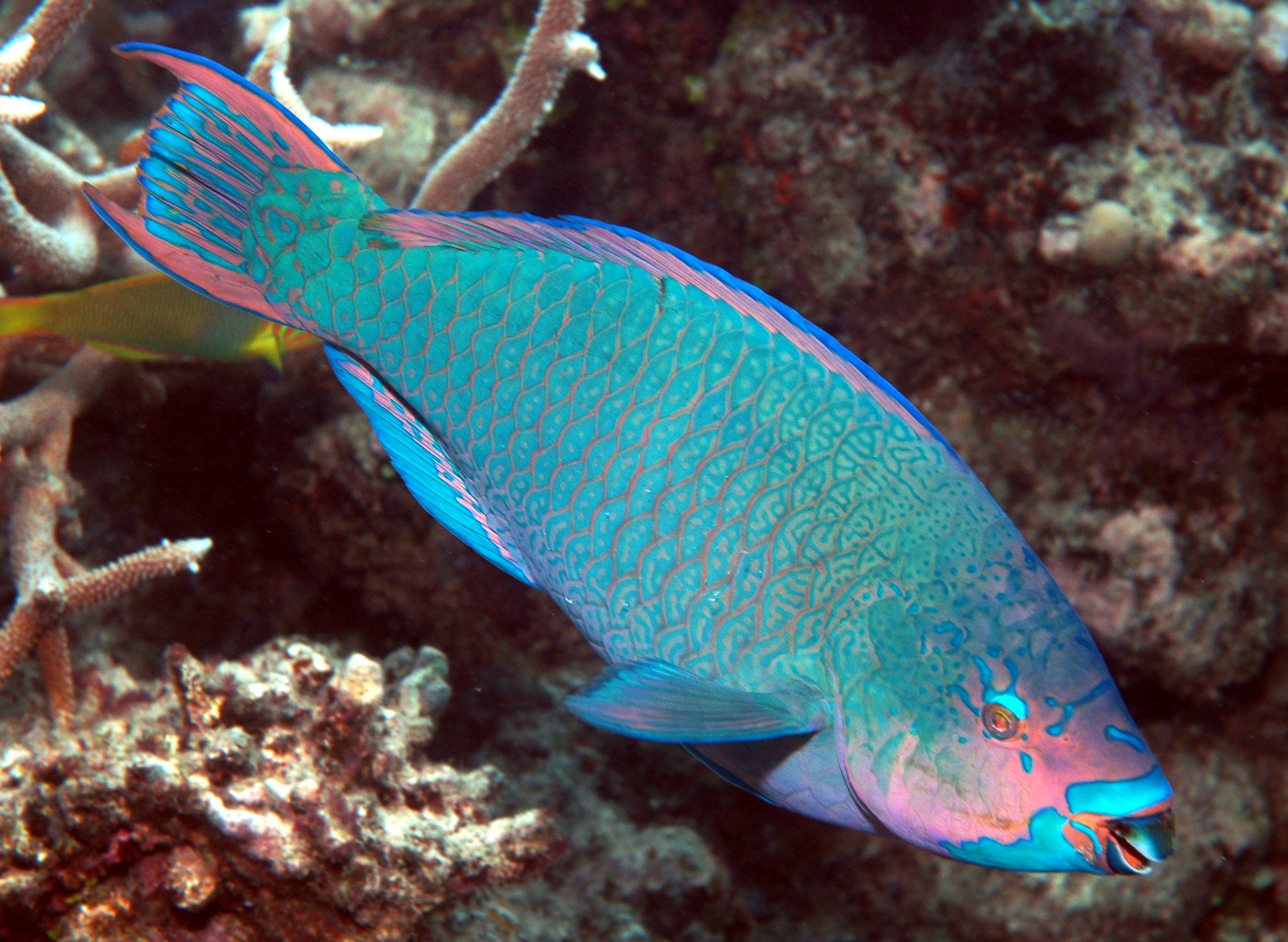
Scarus altipinnis

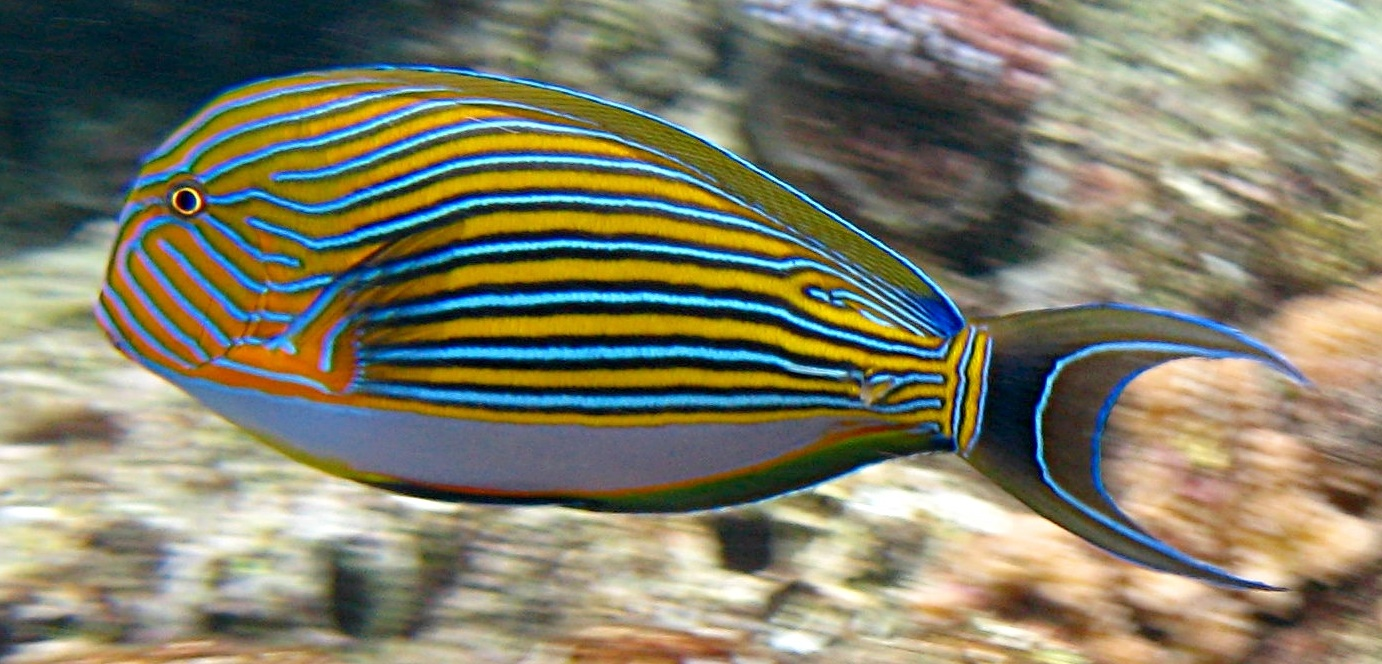
Acanthurus lineatus

##### Poissonstetraodontiformes

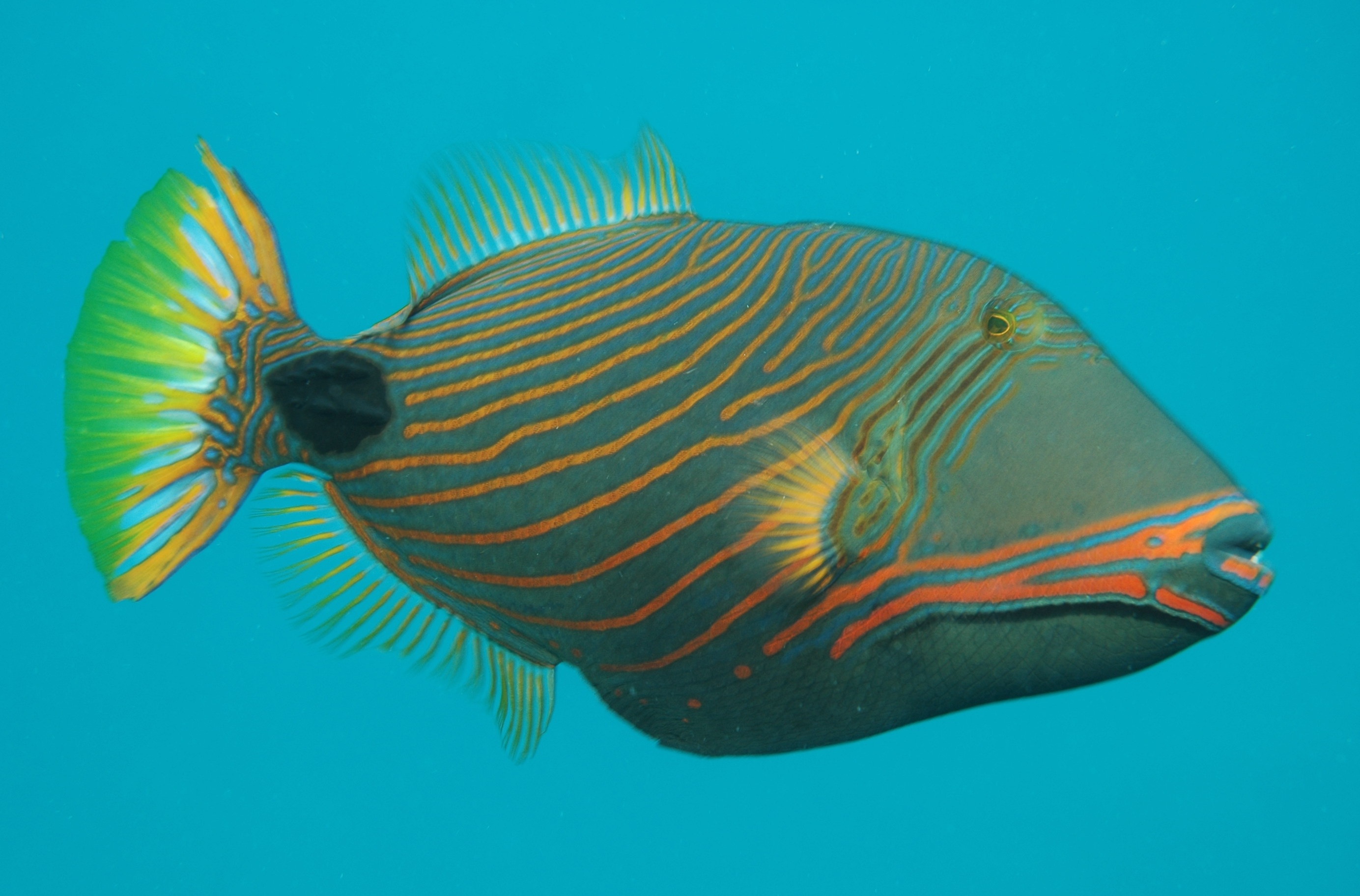
Balistapus undulatus
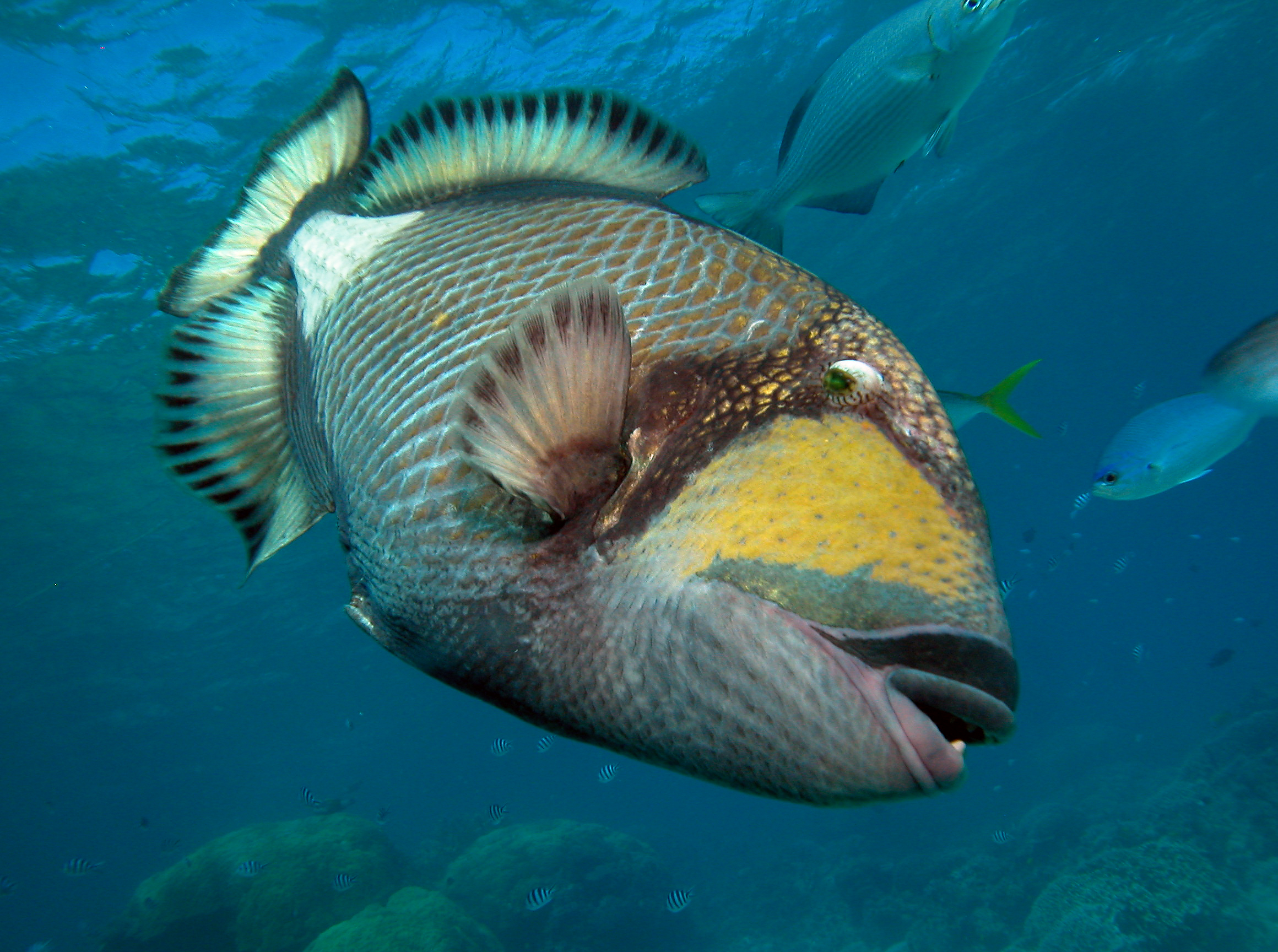
Balistoides viridescens
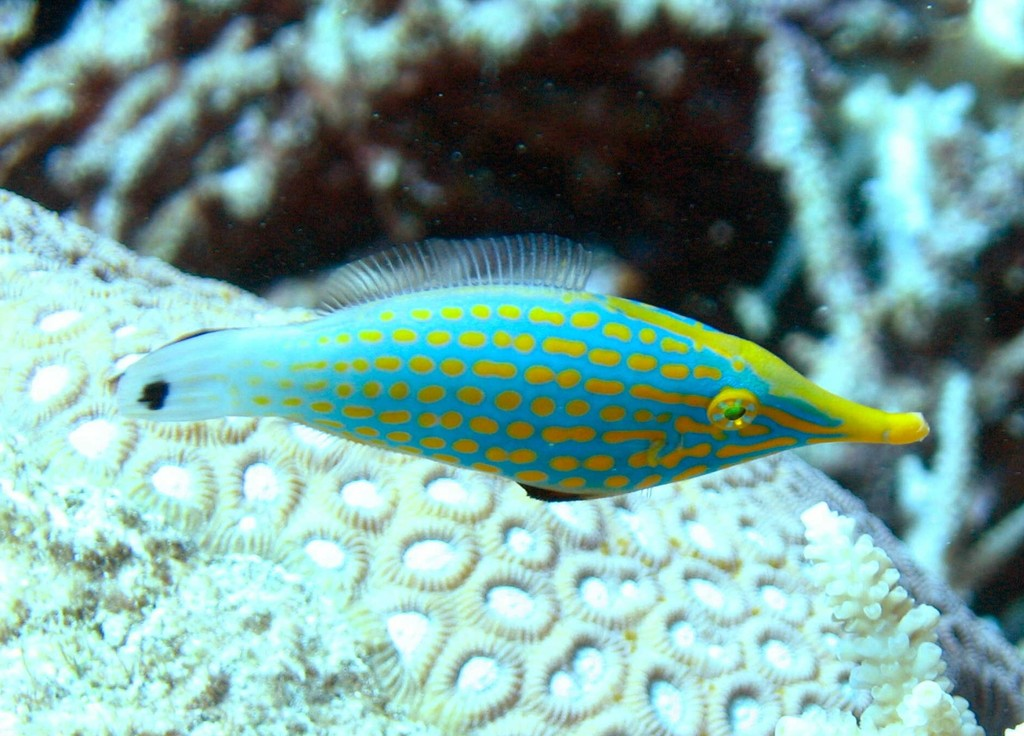
Oxymonacanthus longirostris
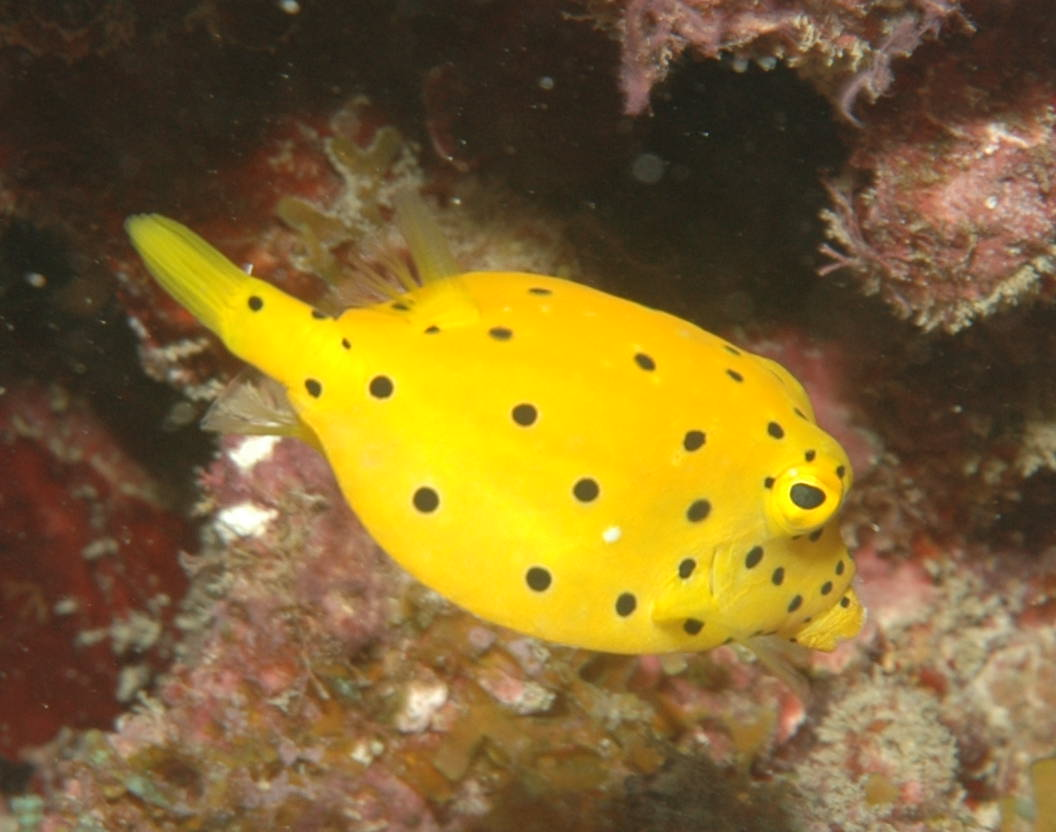
Ostracion cubicus
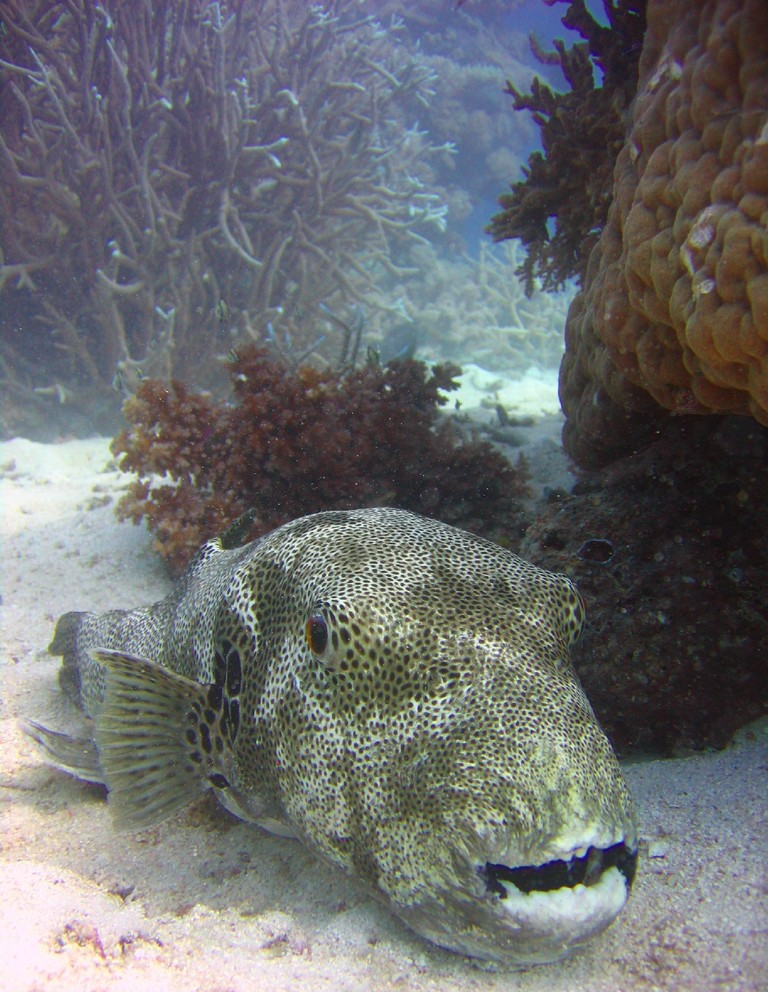
Arothron stellatus

### Reptiles

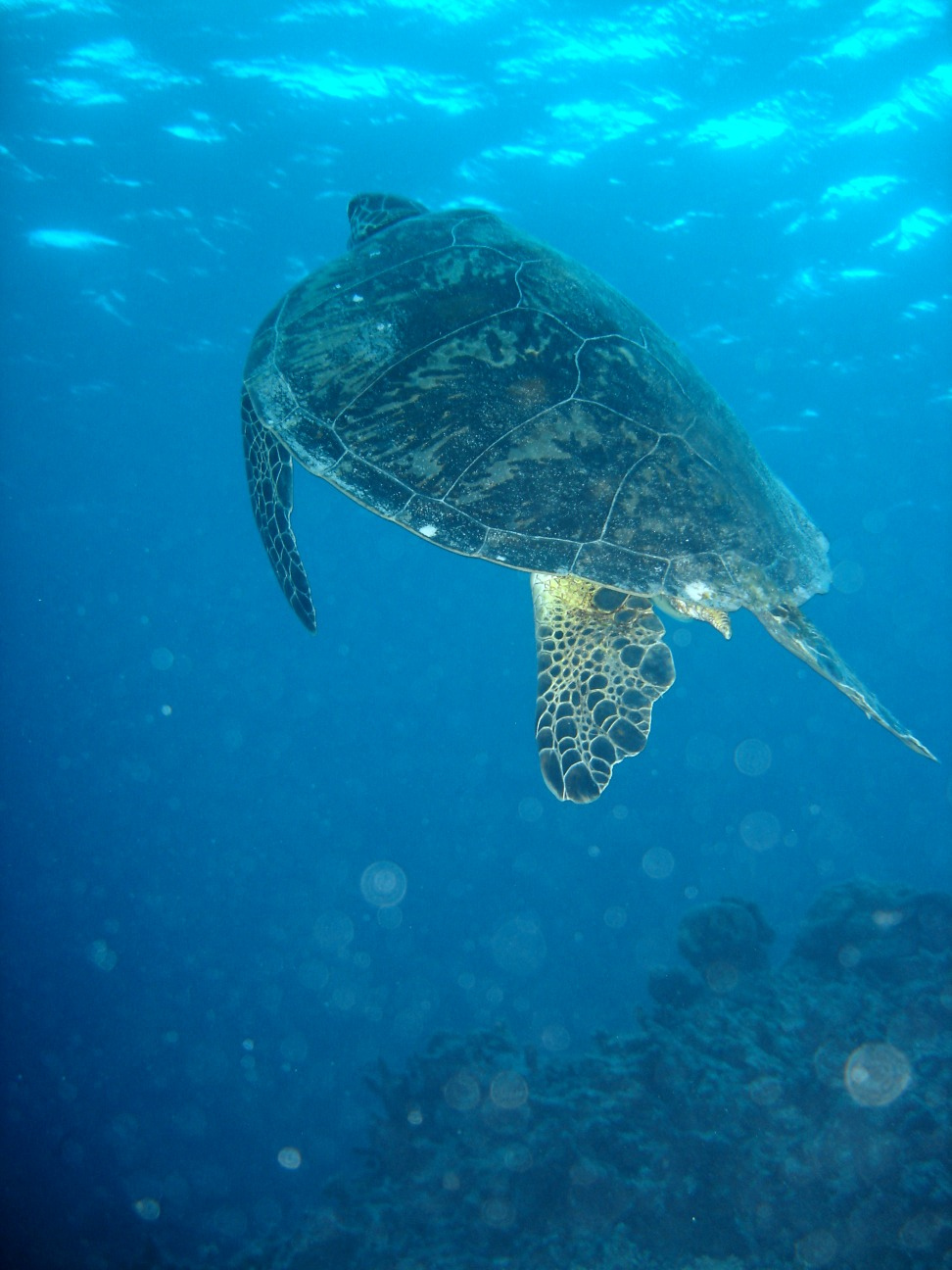
Tortue verte (Chelonia mydas)

#### Sites de référence en identification d'espèces marines
- « FishBase », sur FishBase.MNHN.fr, site co-géré par le MNHN.
- « Données d'observations pour la reconnaissance et l'identification de la faune et de la flore subaquatiques », sur DORIS, site partenaire du MNHN géré par la CNEBS de la FFESSM.
- « Sous Les Mers », sur souslesmers.fr, administré par François Cornu.
- (en) « Marine Species Identification Portal », sur species-identification.org.
- « Nudibranches et planaires du sud-ouest de l’océan Indien », sur SeaSlugs.free.fr, administré par Philibert Bidgrain.

#### Bases de données taxinomiques
- (en) « World Register of Marine Species », sur World Register of Marine Species.
- (en) « Catalog of Fishes »(Archive.org • Wikiwix • Archive.is • Google • Que faire ?), sur research.calacademy.org.
- (en) « Système d'information taxonomique intégré », sur ITIS.
- (en) « Sea Life Base », sur Sealifebase.org.

### Sites internet d'images libres de droit
- Commons Eukaryota
- US National Oceanic & Atmospheric Administration - Ocean Explorer